# ポルノグラフィティ
ポルノグラフィティ（英語: Porno Graffitti ）は、日本の2人組ロックバンド。所属事務所はアミューズ。所属レーベルはSME Records。主な略称はポルノ、PG。公式ファンクラブは「love up!」。

## 概要
岡野昭仁（Vo）と新藤晴一（Gt）からなる2人組ロックバンド。デビュー当初はTama（Ba）を含む3人組であった。
1994年に大阪で結成。以降、ストリートライヴやイベントに精力的に出演し、バンドコンテスト等でも数々の賞を受賞。1999年9月8日に「アポロ」でメジャーデビューを果たすと、翌2000年には「ミュージック・アワー」「サウダージ」「サボテン」を立て続けにリリースし、ヒットチャートを席巻。その後も「アゲハ蝶」「Mugen」「メリッサ」「愛が呼ぶほうへ」などヒット曲を連発。2004年7月には初のベストアルバム『PORNO GRAFFITTI BEST RED'S』『PORNO GRAFFITTI BEST BLUE'S』を2作同時リリースし、2週連続でオリコンチャート1位・2位を独占するなど、記録的大ヒットとなる。同2作の制作を最後にTamaが脱退し、岡野と新藤の2人体制へ移行。その後も「ハネウマライダー」「今宵、月が見えずとも」「オー！リバル」「THE DAY」など、数多くのヒット曲やアルバムを送り出している。ライヴバンドとしても高い評価を受けており、メジャーデビューから毎年欠かさず単独ライヴを開催し、近年はロックフェスにも精力的に参加している。2024年9月にはメジャーデビュー25周年を迎え、その集大成としてベストアルバム『ポルノグラフィティ全書 〜ALL TIME SINGLES〜』をリリースしたほか、因島運動公園と横浜スタジアムにて野外ライヴ『因島・横浜ロマンスポルノ'24 〜解放区〜』を開催した。

## メンバー
デビュー当初のアーティスト名はカタカナ表記（アキヒト、ハルイチ、シラタマ）を使用。
2001年発表の7thシングル『ヴォイス』より現行の漢字表記（岡野昭仁、新藤晴一、白玉雅己）を使用している。

### 現メンバー
| 担当 | 人名     | 生年月日               | 血液型 | 出身地     | 出典   |
| ---- | -------- | ---------------------- | ------ | ---------- | ------ |
| Vo   | 岡野昭仁 | 1974年10月15日（50歳） | A型    | 広島県因島 | [ 21 ] |
| Gt   | 新藤晴一 | 1974年9月20日（50歳）  | A型    | 広島県因島 | [ 21 ] |

### 元メンバー
| 担当 | 人名     | 生年月日              | 血液型 | 出身地     | 在籍期間        | 備考     |
| ---- | -------- | --------------------- | ------ | ---------- | --------------- | -------- |
| Dr   | 中尾天成 | 1975年4月6日（50歳）  | O型    | 和歌山県   | 1994年 - 1995年 | [ 注 5 ] |
| Dr   | 織畠英司 | 1971年6月23日（54歳） | B型    | 大阪府     | 1995年 - 1997年 | [ 注 6 ] |
| Ba   | Tama     | 1974年4月27日（51歳） | O型    | 広島県因島 | 1994年 - 2004年 | [ 注 7 ] |

### サポートメンバー
| 担当 | 人名                     | 備考      | 参加期間                                                    | 初参加                                                                           | 最終参加                                             |
| ---- | ------------------------ | --------- | ----------------------------------------------------------- | -------------------------------------------------------------------------------- | ---------------------------------------------------- |
| Dr   | 小畑"PUMP"隆彦           | [ 注 8 ]  | 1999年 - 2007年                                             | 東京ロマンスポルノ vol.3 LIVE IN SHIBUYA ON AIR WEST                             | 8thライヴサーキット "OPEN MUSIC CABINET"             |
| Dr   | たかしくん（齋藤たかし） |           | 2000年 - 2001年                                             | 2ndライヴサーキット "D4-33-4"                                                    | 3rdライヴサーキット "ジャパンツアー"                 |
| Dr   | 松永俊弥                 |           | 2006年 - 2008年                                             | POCARI SWEAT×PORNO GRAFFITTI LIVE "RE・BODY"                                     | 横浜・淡路ロマンスポルノ'08 〜10イヤーズ ギフト〜    |
| Dr   | 野崎真助                 | [ 注 9 ]  | 2007年 - 2019年                                             | 9thライヴサーキット "ポルノグラフィティがやってきた"                             | "NIPPONロマンスポルノ'19 〜神vs神〜"                 |
| Dr   | 村石雅行                 |           | 2009年                                                      | 東京ロマンスポルノ'09 〜愛と青春の日々〜                                         | 東京ロマンスポルノ'09 〜愛と青春の日々〜             |
| Dr   | 玉田豊夢                 | [ 注 10 ] | 2020年 -                                                    | CYBERロマンスポルノ'20 〜REUNION〜                                               |                                                      |
| Dr   | 田中駿汰                 | [ 注 11 ] | 2021年 - 2024年                                             | 17thライヴサーキット "続・ポルノグラフィティ"                                    | 19thライヴサーキット "PG wasn't built in a day"      |
| Ba   | 野崎森男                 | [ 注 12 ] | 2004年 - 2008年                                             | FANCLUB UNDERWORLD 2                                                             | FANCLUB UNDERWORLD 3                                 |
| Ba   | 野崎森男                 | [ 注 12 ] | 2010年 - 2018年                                             | 11thライヴサーキット "∠TARGET"                                                   | 15thライヴサーキット "BUTTERFLY EFFECT"              |
| Ba   | 根岸孝旨                 |           | 2006年 - 2009年                                             | POCARI SWEAT×PORNO GRAFFITTI LIVE "RE・BODY"                                     | 東京ロマンスポルノ'09 〜愛と青春の日々〜             |
| Ba   | 高間有一                 |           | 2018年                                                      | しまなみロマンスポルノ'18 ～Deep Breath～                                        | しまなみロマンスポルノ'18 ～THE LIVE VIEWING～       |
| Ba   | 高間有一                 | 2023年    | PORNOGRAFFITTI 25周年イヤー突入記念 TikTok LIVE at 嚴島神社 | PORNOGRAFFITTI 25周年イヤー突入記念 TikTok LIVE at 嚴島神社                      |                                                      |
| Ba   | 須長和広                 |           | 2018年 - 2019年                                             | 16thライヴサーキット "UNFADED"                                                   | "NIPPONロマンスポルノ'19 〜神vs神〜"                 |
| Ba   | 須長和広                 | 2024年 -  | 因島・横浜ロマンスポルノ'24 〜解放区〜                      |                                                                                  |                                                      |
| Ba   | スティング宮本           |           | 2019年                                                      | 16thライヴサーキット "UNFADED"                                                   | 16thライヴサーキット "UNFADED"                       |
| Ba   | 山口寛雄                 |           | 2020年 - 2024年                                             | CYBERロマンスポルノ'20 〜REUNION〜                                               | 19thライヴサーキット "PG wasn't built in a day"      |
| Gt   | tasuku                   | [ 注 13 ] | 2017年 -                                                    | PORNOGRAFFITTI 色情塗鴉 Special Live in Taiwan                                   |                                                      |
| Key  | ジャッキー池田           | [ 注 14 ] | 1999年 - 2002年                                             | 東京ロマンスポルノ vol.3 LIVE IN SHIBUYA ON AIR WEST                             | SPECIAL LIVE 2002-2003 "BITTER SWEET MUSIC BIZ"      |
| Key  | 本間昭光                 | [ 注 15 ] | 2003年                                                      | FANCLUB UNDERWORLD                                                               | FANCLUB UNDERWORLD                                   |
| Key  | 本間昭光                 | [ 注 15 ] | 2006年 - 2009年                                             | POCARI SWEAT×PORNO GRAFFITTI LIVE "RE・BODY"                                     | 東京ロマンスポルノ'09 〜愛と青春の日々〜             |
| Key  | ただすけ                 | [ 注 16 ] | 2003年 - 2007年                                             | 6thライヴサーキット "74ers"                                                      | 8thライヴサーキット "OPEN MUSIC CABINET"             |
| Key  | 宗本康兵                 | [ 注 17 ] | 2010年 - 2018年                                             | 11thライヴサーキット "∠TARGET"                                                   | しまなみロマンスポルノ'18 ～THE LIVE VIEWING～       |
| Key  | 藤井洋                   |           | 2013年 - 2014年                                             | 13thライヴサーキット "ラヴ・E・メール・フロム・1999" love up! 会員限定プレライヴ | 神戸・横浜ロマンスポルノ'14 〜惑ワ不ノ森〜           |
| Key  | 皆川真人                 |           | 2018年 -                                                    | 16thライヴサーキット "UNFADED"                                                   |                                                      |
| Vn   | NAOTO                    | [ 注 18 ] | 2001年 - 2014年                                             | 4thライヴサーキット "Cupid (is painted blind)"                                   | 13thライヴサーキット "ラヴ・E・メール・フロム・1999" |
| Per  | SPAM                     |           | 2006年                                                      | POCARI SWEAT×PORNO GRAFFITTI LIVE "RE・BODY"                                     | POCARI SWEAT×PORNO GRAFFITTI LIVE "RE・BODY"         |
| Per  | 坂井"LAMBSY"秀彰         |           | 2007年                                                      | 8thライヴサーキット "OPEN MUSIC CABINET" love up! 会員限定プレライヴ             | 8thライヴサーキット "OPEN MUSIC CABINET"             |
| Per  | 柳田謙二                 |           | 2007年                                                      | 8thライヴサーキット "OPEN MUSIC CABINET"                                         | 8thライヴサーキット "OPEN MUSIC CABINET"             |
| Per  | 三沢またろう             |           | 2008年 - 2009年                                             | 横浜・淡路ロマンスポルノ'08 〜10イヤーズ ギフト〜                                | 東京ロマンスポルノ'09 〜愛と青春の日々〜             |
| Per  | くわG（桑迫陽一）        |           | 2015年 - 2016年                                             | 14thライヴサーキット "The dice are cast"                                         | 横浜ロマンスポルノ'16 ～THE WAY～                    |
| Mani | nang-chang               | [ 注 19 ] | 1999年 - 2023年                                             | 東京ロマンスポルノ vol.3 LIVE IN SHIBUYA ON AIR WEST                             | 18thライヴサーキット "暁"                            |
| Mani | 清宮光貴                 |           | 2024年 -                                                    | 19thライヴサーキット "PG wasn't built in a day"                                  |                                                      |

## 楽曲に関して

### プロデューサー
デビュー当初から2012年までは本間昭光と田村充義の2人体制でプロデュースを手掛けていた。
| 人名     | プロデュース期間 | 備考 |
| -------- | ---------------- | --- |
| 吉俣良   | 1998年           | |
| 田村充義 | 1998年 - 現在    | - デビュー前から現在に至るまで、全楽曲の制作に携わっている。 |
| 本間昭光 | 1998年 - 2012年  | - 1998年夏にプロデューサーに就き、2012年3月リリースの9thアルバム『PANORAMA PORNO』までトータルプロデュースを手掛けた。 - ak.homma名義で「アポロ」「サウダージ」「アゲハ蝶」などの作曲、ほぼ全楽曲の編曲を手掛けていた（詳細は制作活動の項目を参照）。 |

### 影響
岡野は邦楽ではTHE YELLOW MONKEYやユニコーンなど、洋楽ではボン・ジョヴィやガンズ・アンド・ローゼズに影響を受けている。特にガンズ・アンド・ローゼズから受けた影響は大きく、ボーカルのアクセル・ローズへの憧れから、高校3年の文化祭で演奏した際の衣装は父親の釣り用のベストだったと語っている。また自身が詞曲を手掛けた「Let's go to the answer」と「東京ランドスケープ」の歌詞中にはガンズ・アンド・ローゼズの楽曲「Welcome to the Jungle」と「It's So Easy」 がそれぞれ登場している。
一方、新藤は邦楽ではBARBEE BOYSやチェッカーズ、中森明菜などに影響を受けている。特にBARBEE BOYSから受けた影響は大きく、新藤が初めて購入した楽器は高校1年の頃に買ったソプラノ・サックスで、KONTAのようにサックスを吹きながらボーカルをやりたかったと語っている他、高校2年の文化祭ではBARBEE BOYSのコピーバンドを組み演奏している。洋楽ではガンズ・アンド・ローゼズやエクストリーム、エリック・クラプトンなどに影響を受けており、エクストリームのギタリストであるヌーノ・ベッテンコートへの憧れは強く、シグネチャーモデルのギターも所有している。
また、両者共にバンドマンを志したきっかけは「中学生のときにXを聴いたこと」と述べており、新藤が初めてコピーした曲は「紅」である。

### 制作活動

#### 作詞
インディーズ時代からほぼ全楽曲の作詞を岡野と新藤が手掛けている。中でも、デビュー曲の「アポロ」をはじめ、「サウダージ」「アゲハ蝶」「メリッサ」「ハネウマライダー」「オー！リバル」「THE DAY」といった代表曲の作詞を手掛けてきた新藤の詞の世界は、岡野の歌唱力と並び、ポルノグラフィティのもう一つの顔と称される。

#### 作曲
インディーズ時代からTama（デビュー当初はシラタマ名義）がメインソングライターを担っており、2004年の脱退まで「サボテン」「幸せについて本気出して考えてみた」「渦」「ラック」といったシングル表題曲など、数多くの楽曲の作曲を手掛けた。また、デビュー当初はプロデューサーの本間昭光（ak.homma）から楽曲提供を受けており、長らくシングル表題曲は作詞：新藤晴一（デビュー当初はハルイチ名義）、作曲：ak.hommaの組み合わせで制作されたものが多かった。これはデビュー曲の制作に煮詰まっていたことがきっかけで、2001年当時のインタビューで新藤は「ゆくゆくはTamaの曲を増やしていきたいという気持ちがある。それが出来るようになるために今、本間さんとやっている。」と語っている。岡野は「メンバー自身で書いていない楽曲でのデビューにコンプレックスがあった」「当時の自分らとしては少なからず本意ではないところもあった」と当時を振り返っており、2006年の「ハネウマライダー」のヒットを機に「自分たちだけの手で制作をしてみたい」という思いが強くなっていったという。そして、2007年には現在の制作スタイルに繋がるきっかけが詰まったアルバム『ポルノグラフィティ』をリリースし、2008年12月にリリースした27thシングル『今宵、月が見えずとも』からは全楽曲の作曲を岡野と新藤が手掛けている。

#### 編曲
1stシングル『アポロ』から32ndシングル『EXIT』(2011年3月) までのほぼ全楽曲にak.hommaが携わっていた（8thシングル『幸せについて本気出して考えてみた』からはメンバーとの共同編曲）。9thアルバムの制作を意識し始めた2011年5月頃、キャリアを重ねたメンバーの「未知なる化学反応を通じての新しい音の獲得」と「"ポルノグラフィティ"のさらなる進化への昇華」を目指したいという意向から、スタジオミュージシャンやエンジニアといった制作チームのメンバーを一新。同年9月にリリースした33rdシングル『ワンモアタイム』からは楽曲毎に異なるアレンジャーを迎え、メンバーと共同で編曲を行っている。
| 人名         | 初担当楽曲              | 直近の担当楽曲                          |
| ------------ | ----------------------- | --------------------------------------- |
| 篤志         | ネガポジ (2010年)       | 一雫 (2019年)                           |
| 江口亮       | 9.9㎡ (2012年)          | THE DAY - From THE FIRST TAKE (2024年)  |
| 江口亮       | 9.9㎡ (2012年)          | アゲハ蝶 - From THE FIRST TAKE (2024年) |
| 近藤隆史     | ワンモアタイム (2011年) | VS (2019年)                             |
| 近藤隆史     | ワンモアタイム (2011年) | プリズム (2019年)                       |
| tasuku       | 煙 (2010年)             | 言伝 ーことづてー (2025年)              |
| 立崎優介     | ルーズ (2012年)         | テーマソング (2021年)                   |
| 田中ユウスケ | ワンモアタイム (2011年) | テーマソング (2021年)                   |
| トオミヨウ   | ゆきのいろ (2011年)     | ナンバー (2022年)                       |
| トオミヨウ   | ゆきのいろ (2011年)     | バトロワ・ゲームズ (2022年)             |
| 宗本康兵     | FLAG (2012年)           | ヴィヴァーチェ (2024年)                 |

## エピソード

### バンド名
「ポルノグラフィティ」というバンド名は、アメリカのロックバンド・Extremeの2ndアルバム『Pornograffitti』が由来である。
名付け親の新藤曰く、バンド結成時に「曲でもライヴでも、スリリングできわどい感じのものにしたい」というイメージがあったことから「ポルノ」という言葉に惹かれ、その頃好きだったExtremeの作品名を拝借するに至ったという。また、大阪でインディーズ活動を始めた頃に周りで活動していたバンドの名前が「女子高生尿道結石」「餃子大王」「膀胱チョップ」といった奇抜なものばかりで、「（埋もれないよう）インパクトのあるバンド名で目立たなくては」という狙いもあった。後に新藤は「大阪で勝ち抜くためにつけた名前なんですけど、それをずっと使うことになるとは思いませんでした」と振り返っている。
デビュー当初は「ポルノグラフィティ=アポロ」というイメージによって、バンド名を「アポログラフィティ」や「アポロ」と間違われることが多々あった。実際、メンバーがデビュー日に出向いたCDショップでは"ア"行にCDが置かれており、同時期に出演したラジオ番組やライヴイベントでも「アポログラフィティ」と紹介されたことがある。このバンド名の誤認（メンバー曰く「アポロとの闘い」）は、翌2000年の「ミュージック・アワー」の大ヒットによって終止符が打たれたが、その後は現在に至るまで「ポルノグラフティ」という誤称が多々見受けられる。なお、これらの誤称を逆手に取って、2003年には「ワールド☆サタデーグラフティ」という楽曲を発表しており、2013年には明治とのコラボで「アポログラフィティ」をツアーグッズとして販売している。

### 広島・因島との関係
岡野、新藤、元メンバーのTamaは上阪までの約18年間を広島県尾道市に属する因島で育ち、メジャーデビュー後も故郷への愛を公言し続けている。
特に因島はポルノグラフィティの聖地が至る所に存在し、近年ではポルノグラフィティの活動をきっかけに他県から因島に移住する人が増加している。2005年11月には因島市の尾道市への編入合併（2006年1月）に際し、「因島市のことを忘れないでほしい」というメンバーの想いを伝えるため、島内の小中高生を無料招待した限定ライヴ『ポルノグラフィティ ライブ in 因島市』を因島市民会館で開催。小学生の部はNHK広島放送局にて生中継され、このとき会場全体で合唱した「愛が呼ぶほうへ」は近年も島内の学校の合唱曲に採用されるなど、ポルノグラフィティと因島を結びつける一曲となっている。
2018年9月にはデビュー20周年イヤーのキックオフ並びに尾道市市制120年記念行事として、初の凱旋野外ライヴ『しまなみロマンスポルノ'18 ～Deep Breath～』を広島県立びんご運動公園で、同年10月には『しまなみロマンスポルノ'18 ～THE LIVE VIEWING～』を因島市民会館より開催し、その収益全額を平成30年7月豪雨（西日本豪雨）の災害復興のための支援金として寄付している（詳細は後述）。
これまで発表されてきた楽曲の中には、因島に実在する地名が登場する「Jazz up」「狼」「Aokage」、歌詞が全編広島弁の「邪険にしないで」、ひろしま男子駅伝大会テーマソングとして書き下ろした「Rainbow」、非公式カープ応援歌として書き下ろした「みんなのカープ」といった広島にゆかりある楽曲が多数存在する。そんな中、2023年にはG7広島サミット応援ソング「アビが鳴く」を発表。広島の県鳥をタイトルに冠した同楽曲は、戦争や平和への想いをテーマに書き下ろし、広島県とのコラボプロジェクト・ポルノグラフィティ×広島プロジェクトの第1弾として"ひろしまの魅力"を詰め込んだメッセージビデオも制作された。
デビュー25周年イヤーに突入した2023年9月8日には、コラボプロジェクト第2弾として嚴島神社で一夜限りのアコースティックライヴを開催し、世界文化遺産を舞台にした奉納演奏の模様がTikTok LIVEにて無料配信された。2024年9月にはコラボプロジェクト第3弾として、因島では初の一般客を入れての野外ライヴ『因島・横浜ロマンスポルノ'24 ～解放区～』を因島運動公園で開催。また、ライヴ開催の前後にはコラボプロジェクト第4弾として、因島全土を使った展覧会『島ごとぽるの展』を1か月半にわたり開催。同イベントは因島の島⺠・企業・⾃治体協力のもと、因島やしまなみ海道・瀬⼾内海の魅⼒の発信、新たな価値創造のきっかけ、また地域の活性化を⽬的に開催され、期間内は島全体が大勢のファンで賑わいを見せるなど、今では島そのものが聖地になりつつある。

### 雨バンド
自他共に認める雨バンドであり、野外ライヴではよく雨が降ることで知られる。
特に2006年の初開催を皮切りに、計10公演を行ってきた横浜スタジアムで雨に見舞われることが多く、中でも2008年9月7日に行われた『横浜・淡路ロマンスポルノ'08 〜10イヤーズ ギフト〜』では開演後に雷を伴うゲリラ豪雨が横浜スタジアムを直撃。雷雨の影響で新藤のギターやNAOTOのヴァイオリンの音が出なくなる場面が何度もあり、曲中に岡野のマイクが故障し、マイク交換が終わるまで観客が歌を繋ぐ場面もあった。同公演は「伝説の豪雨ライヴ」と呼ばれており、一部模様が同ライヴの映像作品に特典映像として収録されるなど、雨バンドと呼ばれるポルノグラフィティの逸話となっている。
野外ライヴのみならず、屋内でのライヴでも天候に恵まれないことが多く、2013年12月から2014年3月にかけて開催されたアリーナツアー『13thライヴサーキット "ラヴ・E・メール・フロム・1999"』は大半の公演で雨が降り、名古屋公演と徳島公演では雪が降ったという。ツアー最終日の福岡公演も雨が降ったため、ライヴMCでは岡野がこのことを自虐として語った。また、ライヴの雨対策として『神戸・横浜ロマンスポルノ'14 〜惑ワ不ノ森〜』ではテルテル坊主キット、『しまなみロマンスポルノ'18 〜Deep Breath〜』では「#雨など降らぬ」とプリントされた特製ポンチョをグッズとして販売したが、いずれも公演中に雨が降っている。
これら数多くの雨に関するエピソードを受け、新藤は「もう片方だからね、雨男なのは」「雨なのは岡野君だけ」と主張しているが、岡野は「プライベートで野球をやろうと8回企画して、8回とも中止になった晴一のほうが雨男」「彼が大雨男」と反論しており、その後もたびたび雨男のなすり合いが行われている。

### チャレンジグッズ
チャレンジグッズは「売れてはいけない」をモットーとした定番グッズで、その始まりは2007年に「ギターストラップ」をライヴグッズとして販売した際に、メンバーが「そんなもの売れる!?」「すごくチャレンジングで面白い！」と感じたことがきっかけである。
「ギターストラップ」以降も、「折りたたみ自転車」「防"サイ"セット」「祝儀袋」といったチャレンジグッズを毎年のように販売。2017年に販売した「ぬか漬けキット」は用意していた数量が初日で完売するほどの人気商品となり、それを受けて2019年には「デ・ウス（臼と杵）」を販売したが、こちらも即完売となった。近年も「グリーンバックセット」「人体模型」といったチャレンジグッズを販売しており、グッズ発表のたびにSNSなどで話題を呼んでいる。
メンバー曰く、チャレンジグッズはただ高いものや技術的に新しいとか珍しいものを作るということではなく、「こんなものライヴグッズで売る!?」という遊び心を求めており、担当スタッフは「メンバーの想像を超えるものを提案することに必死になってきました」と語っている。

### 社会貢献活動
長年にわたって取り組んでいるのが介助犬支援である。2002年に新藤がファンクラブ会報の自身のコーナーで介助犬トレーナーと対談したことがきっかけで支援を始め、同年末に開催した『SPECIAL LIVE 2002-2003 "BITTER SWEET MUSIC BIZ"』からはライヴ会場に介助犬育成募金箱を設置し、募金額の全額を日本介助犬協会に寄付している。また、毎年開催されている『介助犬フェスタ』にも積極的に協力している。
災害支援として、東日本大震災が発生した2011年にはチーム・アミューズ!!のスペシャルチャリティーソング「Let’s try again」に参加。同年9月には、東日本大震災で甚大な被害を受け、船が不足している被災地沿岸部に「漁船"ポルノ丸"を贈る」という目標を掲げた『つま恋ロマンスポルノ'11 〜ポルノ丸〜』を、翌月には『東北ロマンスポルノ'11 〜ポルノ港〜』として震災後初の東北でのライヴをZepp Sendaiで開催。両ライヴで募った義援金とチャリティグッズの収益金の総額1105万2314円が漁船及び備品の購入資金に充てられ、2012年10月に宮城県山元町に"まるぽ丸"と名付けられた漁船が贈られた。2018年7月に西日本豪雨が発生した際には、同年9月に開催した『しまなみロマンスポルノ'18 〜Deep Breath〜』のライヴとオリジナルグッズの収益金及びライヴ会場に設置した樽募金、同年10月に開催した『しまなみロマンスポルノ'18 〜THE LIVE VIEWING〜』の収益金の総額4555万4250円を、2019年4月に被災三県（広島・岡山・愛媛）に支援金として寄付した。
アミューズが長年取り組んできたエイズ啓発運動「Act Against AIDS（AAA）」にも協力しており、毎年12月1日の世界エイズデーに行われていたチャリティコンサートには計15回参加し、不参加年にもライヴ会場でAAAオリジナルグッズを販売するなど、貢献を続けてきた。

## ファンクラブ
オフィシャルファンクラブはlove up! で、2000年4月1日に発足。
- love up!（ラバップ）は、インディーズ時代からの楽曲「ジレンマ」の歌詞中に登場する造語[注 36]であり、会員の呼称は「ラバッパー」[110]。
- 2016年にはファンクラブ発足15周年を記念して、ファンクラブソング「ラバップソング」、ファンクラブキャラクター「ポレンジくん」が誕生した[111]。
- 2022年には会員証と会報のデジタル化[注 37]をはじめとする、love up! リニューアルが実施された。

## バイオグラフィ

### 1990年 - 1993年
高校でのバンド活動
ポルノグラフィティの原型は因島高校1年次の1990年に新藤晴一が中心となって結成したNO SCOREというバンドである。このバンドは新藤が「KONTAのようにサックスを吹きながらボーカルをやりたい」と、同校に通っていた従兄弟らを誘って結成したBARBEE BOYSのコピーバンドで、当初は新藤がボーカルを務めていた。高校2年次には「文化祭でコーラスとして参加してくれないか」という新藤の誘いで、同級生の岡野昭仁が加入し、1991年秋の文化祭がNO SCOREの初ライヴなった。結成当初から新藤がボーカルを務めていたが、コーラスとして加わった岡野の方が歌が上手く、文化祭後にドラムスの従兄弟から「おまえ、ギターやらん？」と遠回しにクビを宣告されたため、新藤はギターに専念し、岡野がコーラスからボーカルに昇格した。その後は週一回のペースで活動していたが、高校3年の文化祭を前にベースが受験で抜けてしまったため、新藤の幼馴染で、弓削商船高専に通っていた白玉雅己（Tama）が新たなベースとして参加することになった。3人が初めて揃った文化祭ではX、ZIGGY、BOØWY、聖飢魔IIなど全10曲を演奏し、友人がスモークや風船を使った演出をしてくれるなど温かい雰囲気のライヴだったという。1993年春に岡野・新藤らが因島高校を卒業し、NO SCOREは卒業式直後の校内ライヴを以って事実上の解散となった。
後にメンバーは高校時代を振り返り、岡野は「高校2年の文化祭での初ライヴは今考えても下手くそだったし、ひどい出来だったけれど、そこで貰った後輩からの声援に大きな夢を抱くようになった」「わしらの勘違いの始まり」、新藤は「ポルノグラフィティの原型は因島高校の文化祭の部活で、そこから地続きだ」と述べている。
高校卒業後の1年間
高校卒業後、岡野は浪人のために大阪の予備校に入り寮生活を始める。新藤は福山市の専門学校に入学し、同市内で一人暮らしを始めるも学校には実質2か月ほどしか通わず、今後のことを考えた際に漠然と「大阪でバンドをする」という考えが浮かんだという。高専4年に進級したTamaが因島でバンド活動をしていたことから、新藤は福山から因島まで通ってバンドに参加させてもらい、この頃からTamaとオリジナル曲を制作するようになる。ボーカルはオーディションを開催するなど、色々な人と模索しながら活動していたがうまくいかず、次第に「やっぱり昭仁とやりたい」という気持ちが固まっていったという。夏には広島県内の複数のコンクールに出場し始め、グランプリや賞を獲得。両者共にこの頃からプロを意識するようになったといい、Tamaは関西の音楽学校への入学の意思を固め、それを聞いた新藤も「昭仁もいるし、大阪でバンドを組もう」と上阪を決意する。

### 1994年 - 1997年
ポルノグラフィティ結成、大阪でのインディーズ活動
1994年春に岡野が大阪学院大学、Tamaがアン・ミュージック・スクール京都校にそれぞれ入学し、新藤も大阪へと移り住む。他のNO SCOREのメンバー2人も大阪に住んでいたことから、メンバー5人全員が大阪で再会を果たすこととなった。5人で再びバンドを結成したが、生活固めに忙殺されてほとんどバンド活動はできず、2人が脱退した。夏頃から岡野・新藤・Tamaに、Tamaと同じ音楽学校に通っていたドラマーの中尾天成を加えた4人でポルノグラフィティとして新たにバンド活動を始めた。10月には梅田バナナホールで初ライヴを行い、11月頃からはライヴハウスでのライヴ活動の傍ら、デモテープをライヴハウスやレコード会社に持ち込むなどしていた。
1995年夏には南港で行われたアマチュアバンドの野外イベントに出演。その際にSMEの新人発掘担当者から名刺を手渡され、新藤が「そのあとの実質1年半から2年弱のアマチュア生活で、すごく大きなモチベーションになった」と振り返るように、バンドとして自信を深めるきっかけとなった。秋頃からは大阪城公園（通称：城天）でストリートライヴを始め、11月からは心斎橋筋2丁目劇場で若手芸人によるお笑いの合間にライヴを行うようになった。この頃は寝る間も惜しんでライヴ活動とバイトに明け暮れる日々で、イベント出演も合わせ月に十数本のライヴをこなし、徐々に人気が出始めているのを実感していたという。12月には吹田のフリーバードで初の単独ライヴを開催し、80人を動員。なお、このライヴから中尾に代わり、メンバーがよく通っていた楽器屋兼スタジオで働いていた織畠英司が新たなドラマーとしてメンバーに加わった。
1996年7月には心斎橋ミューズホールで二度目の単独ライヴを開催し、そこで手応えを感じたことから、夏にはアマチュアや若手バンドを対象とした複数のコンテストに出場。この頃には「東京へ行きたい」という気持ちを既に持ち始めており、「上京前に大阪で何か形を残したい」と意気込み臨むも最高成績は2位であった。11月にはNHK主催『ニューBSヤングバトル』全国大会に大阪ブロックで出場したが、「ポルノグラフィティは今が絶頂期だから、将来性があるバンドに優勝させたい」という理由で入賞はならず、バンドの方向性を見失ってしまったという。そのため1997年に入った頃はモチベーションが最悪な状態で、解散の雰囲気すら漂っていた。しかし、そのタイミングで心斎橋クラブクアトロでの単独ライヴが決まり、さらには2年前に名刺を手渡されたSMEの新人発掘担当者から「3月に東京でオーディションがあるから受けてみないか」という連絡を受ける。そして、ラストチャンスとして臨んだ『SDオーディション』に合格し、SMEと契約を結ぶこととなった。4月27日には先述の通り、心斎橋クラブクアトロで単独ライヴを開催。550人を動員し、大阪でのラストライヴを成功させた。5月には所属事務所がアミューズに決まったが、この頃に織畑が脱退し、岡野・新藤・Tamaの3人体制となった。

### 1997年 - 1999年
上京、メジャーデビューに向けた育成期間
メジャーデビューに向けて9月末から活動拠点を東京へ移す。しかし、すぐにメジャーデビューとはならず、長い育成期間が始まった。最初の1年はほとんど放牧状態で音楽活動を行っており、活動と言える活動は2週間に一回程度の曲出しがあったくらいだという。その1年間はなかなかデビュー曲に相応しい曲が作れず、メンバーは「ずっと迷ったり悩んだりする日々だった」と当時を振り返っている。1998年夏に田村充義と本間昭光が音楽プロデューサーに就いたことがきっかけで少しずつバンドの方向性が見え始め、12月頃からはメジャーデビューに向け本格的に楽曲制作やレコーディングを開始した。
メジャーデビュー、一発屋疑惑
1999年9月8日、上京から2年、数回のデビュー延期を経て、1stシングル『アポロ』でメジャーデビューを果たす。オリコン週間シングルランキング初登場は84位だったが、複数の音楽番組への出演、TBS系列『ここがヘンだよ日本人』へのタイアップ起用が話題を呼び、最終的には同ランキング最高5位、累計40万枚の売上を記録する大ヒットとなった。一方で、"ポルノグラフィティ=アポロ"というイメージが定着し、バンド名を「アポログラフィティ」や「アポロ」と間違えられることが増えた上に、一発屋扱いを受けるようになった。

### 2000年代
2000年
2000年に入ると、1月に2ndシングル『ヒトリノ夜』、3月にはインディーズ時代からの楽曲を中心とした初のオリジナルアルバム『ロマンチスト・エゴイスト』をリリース。共に売上枚数は『アポロ』に及ばなかったものの、初のライヴツアー『1stライヴサーキット "tour 08452 ～Welcome to my heart～”』、初のホール公演『東京ロマンスポルノ vol.4 "横G"』を開催するなど着実にファンを増やしていく。7月には"勝負の3作目"として大塚製薬・ポカリスエット2000年度CMソング「ミュージック・アワー」をリリースし、『アポロ』を上回る売上を記録。その後も4thシングル『サウダージ』、5thシングル『サボテン』を立て続けにリリースし、共にオリコン週間シングルランキングで首位を獲得するなど、ヒットチャートを席巻。年末には初の『NHK紅白歌合戦』出場を果たし、"ポルノグラフィティ=アポロ"というイメージを払拭すると同時に一躍トップアーティストの仲間入りを果たした。
2001年 - 2003年
2001年2月には2ndアルバム『foo?』をリリースし、ミリオンセールスの大ヒットを記録。3月からはニッポン放送『ポルノグラフィティのallnightnippon SUPER!』の放送が始まった他、初のホールツアー『3rdライヴサーキット "ジャパンツアー”』を開催。ツアー後の6月には6thシングル『アゲハ蝶』をリリースし、自己最高の初動売上を記録した他、3作連続となるオリコン週間シングルランキング首位を獲得。最終的には約92万枚の売上を記録し、同年度のオリコン年間シングルチャート10位にランクインする大ヒットとなった。翌2002年には9thシングル『Mugen』が同年開催の日韓ワールドカップのNHK放送テーマソングに起用され、10月には『5thライヴサーキット "BITTER SWEET MUSIC BIZ"』の追加公演として初の日本武道館ライヴを4日間にわたり開催した。翌2003年の下半期はシングルのリリースラッシュを敢行。8月の11thシングル『音のない森』リリースを皮切りに、『メリッサ』『愛が呼ぶほうへ』『ラック』を立て続けにリリースし、12月からは"20代の集大成"として『6thライヴサーキット "74ers"』を開催した。

#### Tamaの脱退
1月の"74ers"ツアー終了後、Tamaが「自分の思うことを追求してみたい」と脱退の意向をメンバー・スタッフに表明。そこから約半年に渡ってポルノグラフィティの活動をストップし、何度も話し合いが重ねられた。その間、5月13日に大阪城ホールで開催されたライヴイベント『REQUESTAGE 2』に出演したが、結果的に同ライヴが3人体制での最後の表立った活動となり、6月22日にTamaがlove up! 会員に宛てた手紙で脱退を表明。翌日には公式サイトで「7月リリースのベストアルバムの制作を最後にTamaがポルノグラフィティを離れ、今後は岡野、新藤の二人で活動していく」と正式に発表された。
メンバーはTamaの脱退を以下のように振り返っている。
「最初から彼の意志は固かった」
「Tamaのことを考えると無理やり引き留めることが、彼の人生にとってどうなんだって感じだった」
「（初期の）スタッフと一緒に見るポルノの成功例は"ダウンタウンさんやタモリさんの隣に立っていること"だって、ある程度の意思疎通をしてやってたんです。少なくとも、僕や昭仁は、きっと。結果的にはTamaがちょっとそれとは違ってたのかもしれないけど」—新藤晴一
「10年一緒にやってきて、同じように時間を積み重ねてきたわけだけど、そのなかで個人が目指す理想っていうものと、バンドに対する理想っていうものが違ってきたんだから。気づいたらそうなってたんだから、これはもうしょうがないことだと思ったんですよね」
「バンドという運命共同体から一歩離れて、ひとりの人間として付き合ってきたTamaっていうのを考えたら、やっぱりTamaが決めたようにするのがいいんだと思って」—岡野昭仁
2004年 - 2009年
2004年7月28日、初のベストアルバム『PORNO GRAFFITTI BEST RED'S』『PORNO GRAFFITTI BEST BLUE'S』を2作同時リリース。オリコン週間アルバムランキング（8月9日付）で1位・2位を独占すると、その後3週連続で2作同時TOP3入りを果たす。同一アーティストによる3週連続のオリコンアルバムチャート2作同時TOP3入りは、イエロー・マジック・オーケストラ以来、24年2か月ぶりの快挙で、2作合わせて200万枚以上を売り上げる記録的大ヒットとなった。
デビュー5周年を迎えた2004年9月8日、15thシングル『シスター』をリリースし2人体制での再スタートを切ると、12月には『5th Anniversary Special Live "PURPLE'S"』を開催した。翌2005年3月には5thアルバム『THUMPχ』をリリースし、同作を引っ提げたホールツアー『7thライヴサーキット "SWITCH"』を開催。ツアーの合間には楽曲制作、シングルのリリース、ライヴイベントへの出演など精力的に活動し、11月には故郷・因島で島内の小中高生を無料招待した限定ライヴ『ポルノグラフィティ ライブ in 因島市』を開催した。12月には日本武道館5DAYSを敢行し、全56公演に及ぶ"SWITCH"ツアーを締めくくった。
2006年7月、初のスタジアムライヴ『横浜ロマンスポルノ'06 〜キャッチ ザ ハネウマ〜』を横浜スタジアムで開催。8月には事務所の大先輩である桑田佳祐が提唱した大型野外フェス『THE 夢人島 Fes.2006』に出演し、サザンオールスターズや福山雅治、BEGIN、加山雄三、Mr.Children、GLAYら豪華アーティストとの競演を果たした。11月には6thアルバム『m-CABI』をリリースし、翌2007年3月からは初のアリーナツアー『8thライヴサーキット "OPEN MUSIC CABINET”』を開催。ツアー期間中には早くもアルバム制作に取り掛かり、同年8月に7thアルバム『ポルノグラフィティ』をリリース。11月からは「ロックバンドとしての原点回帰」をテーマに、ライヴハウスをメインに据えた『9thライヴサーキット "ポルノグラフィティがやってきた"』を開催し、史上初となる全国6ヶ所のZeppでの4DAYS公演、ライヴ公演47都道府県制覇を達成した。
翌2008年9月にデビュー10周年イヤーに突入すると、『横浜・淡路ロマンスポルノ'08 ～10イヤーズ ギフト～』を横浜スタジアムと国営明石海峡公園で開催。10月にはベストアルバム『PORNO GRAFFITTI BEST ACE』『PORNO GRAFFITTI BEST JOKER』を2作同時リリースし、2004年の『BEST RED’S』『BEST BLUE’S』に引き続きオリコン週間アルバムランキング1位・2位を独占する大ヒットを記録。2009年2月からはポルノグラフィティ史上最大規模のツアーとなる『10thライヴサーキット "ロイヤル ストレート フラッシュ”』を開催し、全29公演で22万人を動員した他、ライヴ通算400公演、ライヴ通算観客動員数100万人を達成した。9月8日にメジャーデビュー10周年を迎え、翌日には28thシングル『この胸を、愛を射よ』、ビデオクリップ集『COMPLETE CLIPS 1999-2008』を同時リリース。11月28日には初の東京ドームライヴ『東京ロマンスポルノ'09 ～愛と青春の日々～』を開催し、メジャーデビュー10周年を締めくくった。

### 2010年代
2010年 - 2014年
2010年3月に8thアルバム『∠TRIGGER』をリリース。オリコン週間アルバムランキング1位を記録した同作を引っ提げ、過去最多公演数となる44会場56公演のホールツアー『11thライヴサーキット "∠TARGET"』を開催。チケットは全公演即日完売となり、約12万人を動員した。追加公演の希望が殺到したことを受け、年末には『11thライヴサーキット "∠TARGET" ENCORE』を開催し、2日間で約2万5千人を動員した。
2011年には初の月9主題歌となる32ndシングル『EXIT』をリリース。9月には『つま恋ロマンスポルノ'11 〜ポルノ丸〜』、10月には『東北ロマンスポルノ'11 〜ポルノ港〜』、12月には『幕張ロマンスポルノ'11 ～DAYS OF WONDER～』を立て続けに開催した。2012年3月には新体制で制作された9thアルバム『PANORAMA PORNO』をリリースし、同作を引っ提げ37会場42公演のホールツアー『12thライヴサーキット "PANORAMA×42"』を開催した。
国内で精力的な活動を続けてきたポルノグラフィティであるが、2013年には海外進出を果たす。7月にアメリカ・ロサンゼルスで開催された『Anime EXPO 2013』に出演すると、8月には韓国・台湾の音楽イベントに出演した。また、7月13日・14日にはアミューズ所属アーティストが一堂に会する野外フェス『Amuse 35th Anniversary BBQ in つま恋～僕らのビートを喰らえコラ！～』をポルノグラフィティが中心となり開催した。9月にデビュー15周年イヤーに突入すると、シングル『青春花道』『東京デスティニー』の連続リリースを経て、11月には初のオールタイム・ベスト『PORNOGRAFFITTI 15th Anniversary "ALL TIME SINGLES"』をリリース。12月からはアリーナツアー『13thライヴサーキット "ラヴ・E・メール・フロム・1999"』を翌2014年3月まで開催した。
2014年7月には前年に引き続き『Amuse Fes 2014 BBQ in つま恋 〜僕らのビートを喰らえコラ！〜』を開催し、8月には『MONSTER baSH 2014』に初出演を果たす。9月にはデビュー15周年記念シングル『俺たちのセレブレーション』をリリースし、『神戸・横浜ロマンスポルノ'14 〜惑ワ不ノ森〜』をほっともっとフィールド神戸、横浜スタジアムで開催した。大晦日には『NHK紅白歌合戦』に11年連続13回目の出場を果たすが、現時点ではこれが最後の紅白出場となっている。
2015年 - 2019年
2015年4月には42ndシングル『オー！リバル』をリリース。表題曲は映画『名探偵コナン 業火の向日葵』主題歌として書き下ろされ、ロングヒットを記録。8月には10thアルバム『RHINOCEROS』をリリースし、オリコン週間アルバムランキング1位を記録。9月からは同作を引っ提げたホールツアー『14thライヴサーキット "The dice are cast"』を開催した。2016年には43rdシングル『THE DAY』がアニメ『僕のヒーローアカデミア』オープニングテーマに起用され、アメリカを中心に海外からも支持を集める人気曲となった。同年7月には3年ぶりに台湾の音楽イベントに出演し、9月には通算4度目となる横浜スタジアムライヴ『横浜ロマンスポルノ'16 〜THE WAY〜』を開催した。
2017年3月には台湾で初の単独ライヴ『PORNOGRAFFITTI 色情塗鴉 Special Live in Taiwan』を開催。同年夏には『MONSTER baSH』に2度目の出演、『ROCK IN JAPAN FESTIVAL』『SWEET LOVE SHOWER』に初出演を果たす。10月には11thアルバム『BUTTERFLY EFFECT』をリリースし、11月からは同作を引っ提げたホールツアー『15thライヴサーキット "BUTTERFLY EFFECT"』を開催した。2018年9月8日にデビュー20周年イヤーに突入すると、同日に開催した凱旋野外ライヴ『しまなみロマンスポルノ'18 〜Deep Breath〜』を皮切りに、アリーナツアー『16thライヴサーキット "UNFADED"』の開催、複数の音楽イベントへの出演、シングル3作品のリリースなど精力的な活動を展開。2019年9月7日・8日には20周年の集大成して『20th Anniversary Special LIVE "NIPPONロマンスポルノ'19 〜神vs神〜"』を東京ドームで開催。公演2日目の9月8日にメジャーデビュー20周年を迎えた。

### 2020年代
東京ドームライヴを終えてからはバンドとしての表立った活動を控え、メンバー個々のソロ活動を中心とした充電期間に突入。新型コロナウイルスの世界的流行も重なり、2020年は初めて新曲のリリースがなく、バンド活動も12月4日に行われた配信ライヴ『CYBERロマンスポルノ'20 〜REUNION〜』のみであった。2021年上半期も引き続きソロ活動を展開していたが、8月2日に『ポルノグラフィティ 2021年 "新始動"』を発表。9月22日に51stシングル『テーマソング』をリリースし、同25日からはホールツアー『17thライヴサーキット "続・ポルノグラフィティ"』を開催した。なお、9月3日には『THE FIRST TAKE』に初登場し「サウダージ」の特別アレンジを披露。同映像の総再生回数は公開からわずか2か月で1000万回を突破するなど、反響を呼んだ。
2022年上半期はアルバム制作に打ち込み、8月3日に5年ぶりとなる12thアルバム『暁』をリリース。同6日・7日には映像作品『Visual Album "暁"』を全国各地の映画館で上映し、9月からはホールツアー『18thライヴサーキット "暁"』を年跨ぎで開催。2023年5月には配信限定シングル「アビが鳴く」をリリース。『G7広島サミット』の応援ソングとして書き下ろされた同楽曲を契機に広島県とのコラボプロジェクトを始動させると、デビュー25周年イヤーに突入した9月8日には『PORNOGRAFFITTI 25周年イヤー突入記念 TikTok LIVE at 嚴島神社』と題し、嚴島神社でのアコースティックライヴをTikTok LIVEで無料配信した。
2024年1月からはアリーナツアー『19thライヴサーキット "PG wasn't built in a day"』を開催し、3月27日には25周年第一弾シングル『解放区』をリリース。夏には故郷・因島を舞台に展覧会『島ごとぽるの展』、野外ライヴ『因島・横浜ロマンスポルノ'24 〜解放区〜』を因島運動公園・横浜スタジアムで開催した。

## 活動年表

### メジャーデビュー以前
| 時                      | 事柄                                                                                             |
| ----------------------- | ------------------------------------------------------------------------------------------------ |
| 1994年夏頃              | 大阪でバンド活動を開始。                                                                         |
| 1994年10月              | 梅田バナナホール（大阪）にて初ライヴ。                                                           |
| 1994年11月              | ウッドペッカー（大阪）にて2度目のライヴ。                                                        |
| 1995年秋                | 城天にてストリートライヴを開始。                                                                 |
| 1995年11月              | 心斎橋筋2丁目劇場にてライヴを開始。                                                              |
| 1995年11月              | 城天のバンド仲間3組と共に江坂ブーミンホール（大阪）にてライヴイベント開催。                      |
| 1995年12月              | フリーバード（大阪）にて初の単独ライヴを開催。80人を動員。                                       |
| 1996年07月20日          | 心斎橋ミューズホール（大阪）にて2度目の単独ライヴを開催。250人を動員。                           |
| 1996年10月27日          | 自主制作盤『ポルノグラフィティvsリンカーン』リリース。                                           |
| 1996年11月17日          | NHK主催『ニューBSヤングバトル』出場（演奏曲は「Don't Bite My Legs」）。                          |
| 1996年12月25日          | 『「ポルノグラフィティvsリンカーン」リリース記念ライヴ』を江坂ブーミンホールにて開催。           |
| 1997年03月              | 『SDオーディション』に合格し、ソニー・ミュージックエンタテインメントと契約。                     |
| 1997年04月27日          | 心斎橋クラブクアトロにて単独ライヴを開催。550人を動員。                                          |
| 1997年05月              | 所属事務所がアミューズに決まる。                                                                 |
| 1997年07月20日          | 服部緑地野外音楽堂にて行われたエルマガジンの野外イベントに出演。                                 |
| 1997年09月末            | 上京し活動拠点を東京に移す。その後は3か月に1本のペースでライヴを行う。                           |
| 1998年夏頃              | 田村充義・本間昭光がプロデューサーに就き、メジャーデビューに向け楽曲制作・レコーディングを開始。 |
| 1998年09月 - 1998年11月 | 都内・千葉・群馬にて『ライヴサーキット』開催。                                                   |
| 1999年01月22日          | 『大阪ロマンスポルノ』をTHE NESTSALOONにて開催。                                                 |
| 1999年01月29日          | 『東京ロマンスポルノ』を渋谷nestにて開催。                                                       |
| 1999年03月              | FM FUJI『HOT NIGHT GONG』放送開始。                                                              |
| 1999年04月27日          | 『東京ロマンスポルノ vol.2』をSHIBUYA DESEOにて開催。                                            |
| 1999年07月07日          | bayfm『限界ポルノラジオ』放送開始。                                                              |

### メジャーデビュー以降
- 太字の項目はディスコグラフィ、単独ライヴを示す。
- タイアップについてはタイアップ、細かなライヴスケジュールについては単独ライヴを参照。

| 時             | 事柄                                                           |
| -------------- | -------------------------------------------------------------- |
| 1999年09月08日 | 1stシングル『アポロ』にてメジャーデビュー。                    |
| 1999年09月10日 | 『PATi-PATi Presents at ON AIR WEST』出演。                    |
| 1999年10月02日 | エフエム北海道『SOUND OF NUDE』放送開始。                      |
| 1999年10月04日 | TOKYO-FM『ラジオ黄金時代 PART2 MIDNIGHT BEAT』放送開始。       |
| 1999年10月09日 | FM愛媛『ポルノグラフィティ ミカン果汁1%』放送開始。            |
| 1999年12月01日 | 『Act Against AIDS '99. THE VARIETY 7』出演。                  |
| 1999年12月04日 | 『東京ロマンスポルノ vol.3 LIVE IN SHIBUYA ON AIR WEST』開催。 |

| 時                              | 事柄                                                               |
| ------------------------------- | ------------------------------------------------------------------ |
| 2000年01月26日                  | 2ndシングル『ヒトリノ夜』リリース。                                |
| 2000年02月29日                  | 『AKASAKA LIVE GOES TO BLITZ Vol.8』出演。                         |
| 2000年03月08日                  | 1stアルバム『ロマンチスト・エゴイスト』リリース。                  |
| 2000年03月18日 - 2000年04月20日 | 『1stライヴサーキット "tour 08452 〜Welcome to my heart〜"』開催。 |
| 2000年03月28日                  | ニッポン放送『ポルノグラフィティのR317』放送開始。                 |
| 2000年04月01日                  | オフィシャルファンクラブ「love up!」発足。                         |
| 2000年05月01日                  | 『PIA Music Foundation Vol.12 "GIFT"』出演。                       |
| 2000年06月17日                  | 『東京ロマンスポルノ vol.4 "横G"』開催。                           |
| 2000年07月12日                  | 3rdシングル『ミュージック・アワー』リリース。                      |
| 2000年08月15日 - 2000年08月19日 | 『ポカリスエット MUSIC LEAGUE 2000』出演。                         |
| 2000年08月19日                  | 『ニッポン放送 LF+R 開局1周年 夏一番! そんなのアリ〜な!?』出演。   |
| 2000年09月06日                  | ライヴ映像作品『Tour 08452 〜Welcome to my heart〜』リリース。     |
| 2000年09月13日                  | 4thシングル『サウダージ』リリース。                                |
| 2000年09月24日 - 2000年10月25日 | 『2ndライヴサーキット "D4-33-4"』開催。                            |
| 2000年10月06日                  | 『MIX2000 FRIDAY AMUSE アミューズ祭』出演。                        |
| 2000年11月03日                  | 京都ノートルダム女子大学学園祭ライヴ開催。                         |
| 2000年11月05日                  | 『ストリートライヴ in 城天』開催。                                 |
| 2000年11月12日                  | ノートルダム清心女子大学学園祭ライヴ開催。                         |
| 2000年12月01日                  | 『Act Against AIDS 2000 THE VARIETY 8』出演。                      |
| 2000年12月06日                  | 5thシングル『サボテン』リリース。                                  |
| 2000年12月09日                  | 『B-PASS STOVE LEAGUE 2001』出演。                                 |

| 時                              | 事柄                                                                                 |
| ------------------------------- | ------------------------------------------------------------------------------------ |
| 2001年01月10日                  | ニッポン放送『ポルノグラフィティのallnightnippon SUPER!』放送開始。                  |
| 2001年02月01日                  | 『FM愛媛開局20周年記念 JOEU LISTENER'S PARTY』出演。                                 |
| 2001年02月28日                  | 2ndアルバム『foo?』リリース。                                                        |
| 2001年03月14日                  | ビデオクリップ集『Porno Graffitti Visual Works OPENING LAP』リリース。               |
| 2001年03月30日 - 2001年06月03日 | 『3rdライヴサーキット "ジャパンツアー"』開催。                                       |
| 2001年06月16日                  | 『野音でPATi・PATi 〜WE LOVE POP!〜』出演。                                          |
| 2001年06月27日                  | 6thシングル『アゲハ蝶』リリース。                                                    |
| 2001年08月19日                  | 『迫力だメジャー級！2度目もアリーナ!?』出演。                                        |
| 2001年09月24日                  | 『AKASAKA LIVE 20th PARTY』出演。                                                    |
| 2001年10月17日                  | 7thシングル『ヴォイス』リリース。                                                    |
| 2001年11月29日 - 2002年01月20日 | 『4thライヴサーキット "Cupid (is painted blind)"』開催。                             |
| 2001年12月01日                  | 『Act Against AIDS 2001 THE VARIETY 9』出演。                                        |
| 2001年12月31日                  | 『AMUSE SPECIAL NIGHT なんでもアリーナ! 歌イーナ! COUNT DOWN は横浜アリーナ!』出演。 |

| 時                              | 事柄                                                      |
| ------------------------------- | --------------------------------------------------------- |
| 2002年03月06日                  | 8thシングル『幸せについて本気出して考えてみた』リリース。 |
| 2002年03月28日                  | 3rdアルバム『雲をも摑む民』リリース。                     |
| 2002年05月15日                  | 9thシングル『Mugen』リリース。                            |
| 2002年06月21日 - 2002年10月11日 | 『5thライヴサーキット "BITTER SWEET MUSIC BIZ"』開催。    |
| 2002年12月01日                  | 『Act Against AIDS 2002 THE VARIETY 10』出演。            |
| 2002年12月24日 - 2002年12月31日 | 『SPECIAL LIVE 2002-2003 "BITTER SWEET MUSIC BIZ"』開催。 |

| 時                              | 事柄                                                                      |
| ------------------------------- | ------------------------------------------------------------------------- |
| 2003年02月05日                  | 10thシングル『渦』リリース。                                              |
| 2003年02月26日                  | 4thアルバム『WORLDILLIA』リリース。                                       |
| 2003年03月26日                  | ライヴ映像作品『"BITTER SWEET MUSIC BIZ" LIVE IN BUDOKAN 2002』リリース。 |
| 2003年06月15日 - 2003年07月12日 | 『FANCLUB UNDERWORLD』開催。                                              |
| 2003年07月19日                  | 『SOUND MARINA 2003 in SAKA 〜Feel the Voice〜』出演。                    |
| 2003年08月06日                  | 11thシングル『音のない森』リリース。                                      |
| 2003年09月26日                  | 12thシングル『メリッサ』リリース。                                        |
| 2003年09月26日                  | ポルノグラフィティ公式サイトオープン。                                    |
| 2003年11月06日                  | 13thシングル『愛が呼ぶほうへ』リリース。                                  |
| 2003年12月03日                  | 14thシングル『ラック』リリース。                                          |
| 2003年12月04日 - 2004年01月27日 | 『6thライヴサーキット "74ers"』開催。                                     |

| 時                              | 事柄                                                           |
| ------------------------------- | -------------------------------------------------------------- |
| 2004年03月24日                  | ライヴ映像作品『"74ers" LIVE IN OSAKA-JO HALL 2003』リリース。 |
| 2004年05月13日                  | 『REQUESTAGE 2』出演。                                         |
| 2004年07月25日                  | 『MEET THE WORLD BEAT 2004』出演。                             |
| 2004年07月28日                  | ベストアルバム『PORNO GRAFFITTI BEST RED'S』リリース。         |
| 2004年07月28日                  | ベストアルバム『PORNO GRAFFITTI BEST BLUE'S』リリース。        |
| 2004年08月28日                  | 『SOUND MARINA 2004 in SAKA〜Feel the Voice〜』出演。          |
| 2004年08月29日                  | 『a-nation avex SUMMER FESTA 2004』出演。                      |
| 2004年09月08日                  | 15thシングル『シスター』リリース。                             |
| 2004年09月28日                  | 『杏子 20th Anniversary Special Live』出演。                   |
| 2004年11月09日 - 2004年11月18日 | 『FANCLUB UNDERWORLD 2』開催。                                 |
| 2004年11月10日                  | 16thシングル『黄昏ロマンス』リリース。                         |
| 2004年12月01日                  | 『Act Against AIDS 2004 THE VARIETY 12』出演。                 |
| 2004年12月22日 - 2004年12月31日 | 『5th Anniversary Special Live "PURPLE'S"』開催。              |

| 時                              | 事柄                                                                                        |
| ------------------------------- | ------------------------------------------------------------------------------------------- |
| 2005年03月02日                  | 17thシングル『ネオメロドラマティック/ROLL』リリース。                                       |
| 2005年03月24日                  | ライヴ映像作品『5th Anniversary Special Live "PURPLE'S" IN TOKYO TAIIKUKAN 2004』リリース。 |
| 2005年04月20日                  | 5thアルバム『THUMPχ』リリース。                                                             |
| 2005年05月07日 - 2005年12月18日 | 『C1000タケダ Presents 7thライヴサーキット "SWITCH"』開催。                                 |
| 2005年07月17日                  | 『ap bank fes '05』出演。                                                                   |
| 2005年07月17日                  | 『ポルノグラフテー in OKINAWA Shine on the beach』開催。                                    |
| 2005年08月03日                  | 18thシングル『NaNaNa サマーガール』をリリース。                                             |
| 2005年08月17日                  | 『C1000タケダ Presents ポルノグラフィティ プレミアムLIVE』開催。                            |
| 2005年08月24日                  | 『C1000タケダ Presents ポルノグラフィティ プレミアムLIVE』開催。                            |
| 2005年08月27日                  | 『SOUND MARINA 2005 in SAKA 〜Feel the Voice 4〜』出演。                                    |
| 2005年11月08日                  | 『スピニング・トー・江坂』出演（サトイモトイモ名義での出演）。                              |
| 2005年11月16日                  | 19thシングル『ジョバイロ/DON'T CALL ME CRAZY』をリリース。                                  |
| 2005年11月22日                  | 『ポルノグラフィティ ライブ in 因島市』開催。                                               |
| 2005年11月23日                  | 『ポルノグラフィティ ライブ in 因島市』開催。                                               |
| 2005年12月01日                  | 『Act Against AIDS 2005 THE VARIETY 13』出演。                                              |
| 2005年12月15日                  | 日本武道館にて『love up! Xmas企画 "SWITCH" 感謝祭』開催。                                   |

| 時                              | 事柄                                                                                              |
| ------------------------------- | ------------------------------------------------------------------------------------------------- |
| 2006年03月29日                  | ライヴ映像作品『7th LIVE CIRCUIT "SWITCH" 2005』リリース。                                        |
| 2006年06月22日                  | 『株式会社アミューズ 第28期定時株主総会』ステージイベント出演。                                   |
| 2006年06月28日                  | 20thシングル『ハネウマライダー』リリース。                                                        |
| 2006年07月15日                  | 『ap bank fes '06』出演。                                                                         |
| 2006年07月22日                  | 『横浜ロマンスポルノ'06 〜キャッチ ザ ハネウマ〜 supported by POCARI SWEAT』開催。                |
| 2006年07月23日                  | 『横浜ロマンスポルノ'06 〜キャッチ ザ ハネウマ〜 supported by POCARI SWEAT』開催。                |
| 2006年08月26日                  | 『THE 夢人島 Fes.2006 WOW!! 紅白! エンタのフレンドパーク Hey Hey ステーション…に泊まろう!』出演。 |
| 2006年08月27日                  | 『THE 夢人島 Fes.2006 WOW!! 紅白! エンタのフレンドパーク Hey Hey ステーション…に泊まろう!』出演。 |
| 2006年10月04日                  | 21stシングル『Winding Road』リリース。                                                            |
| 2006年10月10日 - 2006年11月01日 | 『POCARI SWEAT×PORNO GRAFFITTI LIVE "RE・BODY"』開催。                                            |
| 2006年11月22日                  | 6thアルバム『m-CABI』リリース。                                                                   |

| 時                              | 事柄 |
| ------------------------------- | --- |
| 2007年02月28日                  | 配信トラック「m-FLOOD」リリース。                                                                       |
| 2007年02月28日                  | ライヴ映像作品『横浜ロマンスポルノ'06 〜キャッチ ザ ハネウマ〜 IN YOKOHAMA STADIUM』リリース。          |
| 2007年03月19日                  | 『8thライヴサーキット "OPEN MUSIC CABINET" love up! 会員限定プレライヴ "PRE-OPEN MUSIC CABINET"』開催。 |
| 2007年03月24日 - 2007年06月17日 | 『8thライヴサーキット "OPEN MUSIC CABINET"』開催。                                                      |
| 2007年07月18日                  | 22ndシングル『リンク』リリース。                                                                        |
| 2007年08月25日                  | 『オールナイトニッポン 40周年記念 8・25 オールナイトニッポン武道館』出演。                              |
| 2007年08月29日                  | 7thアルバム『ポルノグラフィティ』リリース。                                                             |
| 2007年09月02日                  | 『SOUND MARINA 2007 in SAKA 〜Feel the Voice Special〜』出演。                                          |
| 2007年09月28日                  | 『柏木広樹PRESENTS 「bluesofa中祭り！残暑お見舞い申し上げます。」』出演。                               |
| 2007年10月31日                  | ライヴ映像作品『"OPEN MUSIC CABINET" LIVE IN SAITAMA SUPER ARENA 2007』リリース。                       |
| 2007年11月21日                  | 「アポロ」から「リンク」 のシングル全24曲（両A面含む）を着うたフルで配信開始。                          |
| 2007年11月26日 - 2008年03月02日 | 『SUBARU IMPREZA presents 9thライヴサーキット "ポルノグラフィティがやってきた"』を開催。                |
| 2007年12月01日                  | 『Act Against AIDS 2007 15周年かヨ！全員集合』出演。                                                    |

| 時                              | 事柄                                                                                                   |
| ------------------------------- | --- |
| 2008年02月13日                  | 23rdシングル『あなたがここにいたら』リリース。                                                         |
| 2008年05月21日                  | ライヴ映像作品『"ポルノグラフィティがやってきた" LIVE IN ZEPP TOKYO 2008』リリース。                   |
| 2008年06月25日                  | 24thシングル『痛い立ち位置』リリース。                                                                 |
| 2008年08月20日                  | 25thシングル『ギフト』リリース。                                                                       |
| 2008年09月06日 - 2008年09月14日 | 『10th Anniversary Project 『開会宣言LIVE』"横浜・淡路ロマンスポルノ'08 〜10イヤーズ ギフト〜"』開催。 |
| 2008年10月08日                  | 26thシングル『Love,too Death,too』リリース。                                                           |
| 2008年10月27日 - 2008年12月13日 | 『FANCLUB UNDERWORLD 3』開催。                                                                         |
| 2008年10月29日                  | ベストアルバム『PORNO GRAFFITTI BEST ACE』リリース。                                                   |
| 2008年10月29日                  | ベストアルバム『PORNO GRAFFITTI BEST JOKER』リリース。                                                 |
| 2008年12月01日                  | 『Act Against AIDS 2008 THE VARIETY～祭りだ！ワッショイ！！STOP AIDS～』出演。                         |
| 2008年12月10日                  | 27thシングル『今宵、月が見えずとも』リリース。                                                         |

| 時                              | 事柄                                                                                               |
| ------------------------------- | -------------------------------------------------------------------------------------------------- |
| 2009年01月28日                  | ライヴ映像作品『横浜・淡路ロマンスポルノ'08 〜10イヤーズ ギフト〜 LIVE IN AWAJISHIMA』リリース。   |
| 2009年01月30日                  | 『10thライヴサーキット "ロイヤル ストレート フラッシュ" love up! 会員限定プレライヴ』開催。        |
| 2009年02月05日 - 2009年05月24日 | 『10thライヴサーキット "ロイヤル ストレート フラッシュ"』開催。                                    |
| 2009年04月29日                  | 『REQUESTAGE 7』出演。                                                                             |
| 2009年07月18日                  | 『ap bank fes '09』出演。                                                                          |
| 2009年09月09日                  | 28thシングル『この胸を、愛を射よ』リリース。                                                       |
| 2009年09月09日                  | ビデオクリップ集『COMPLETE CLIPS 1999-2008』リリース。                                             |
| 2009年10月28日                  | ライヴ映像作品『"ロイヤル ストレート フラッシュ" LIVE IN YOYOGI DAIICHI TAIIKUKAN 2009』リリース。 |
| 2009年11月25日                  | 29thシングル『アニマロッサ』リリース。                                                             |
| 2009年11月28日                  | 『東京ロマンスポルノ'09 〜愛と青春の日々〜』開催。                                                 |

| 時                              | 事柄                                                                      |
| ------------------------------- | ------------------------------------------------------------------------- |
| 2010年02月10日                  | 30thシングル『瞳の奥をのぞかせて』リリース。                              |
| 2010年03月24日                  | 8thアルバム『∠TRIGGER』リリース。                                         |
| 2010年05月15日 - 2010年10月10日 | 『11thライヴサーキット "∠TARGET"』開催。                                  |
| 2010年10月06日                  | 31stシングル『君は100%』リリース。                                        |
| 2010年12月01日                  | 『Act Against AIDS 2010 "感謝まつり THE VARIETY ジュワッチ!（18）』出演。 |
| 2010年12月30日                  | 『11thライヴサーキット "∠TARGET" ENCORE』開催。                           |
| 2010年12月31日                  | 『11thライヴサーキット "∠TARGET" ENCORE』開催。                           |

| 時                              | 事柄                                                             |
| ------------------------------- | ---------------------------------------------------------------- |
| 2011年03月02日                  | 32ndシングル『EXIT』リリース。                                   |
| 2011年03月09日                  | ライヴ映像作品『"∠TARGET" LIVE IN JCB HALL 2010』リリース。      |
| 2011年09月10日                  | 『つま恋ロマンスポルノ'11 〜ポルノ丸〜』開催。                   |
| 2011年09月11日                  | 『つま恋ロマンスポルノ'11 〜ポルノ丸〜』開催。                   |
| 2011年09月21日                  | 33rdシングル『ワンモアタイム』リリース。                         |
| 2011年09月25日                  | 『テレビ朝日ドリームフェスティバル 2011』出演。                  |
| 2011年10月28日                  | 『東北ロマンスポルノ'11 〜ポルノ港〜』開催。                     |
| 2011年11月23日                  | 34thシングル『ゆきのいろ』リリース。                             |
| 2011年12月01日                  | 『Act Against AIDS 2011 THE VARIETY 19 -頑張れ！東北-』出演。    |
| 2011年12月21日                  | ライヴ映像作品『つま恋ロマンスポルノ'11 〜ポルノ丸〜』リリース。 |
| 2011年12月24日 - 2011年12月31日 | 『幕張ロマンスポルノ'11 〜DAYS OF WONDER〜』開催。               |

| 時                              | 事柄                                                                 |
| ------------------------------- | -------------------------------------------------------------------- |
| 2012年01月25日                  | 公式YouTubeチャンネル開設。                                          |
| 2012年02月08日                  | 35thシングル『2012Spark』リリース。                                  |
| 2012年03月28日                  | 9thアルバム『PANORAMA PORNO』リリース。                              |
| 2012年05月07日 - 2012年06月05日 | 『FANCLUB UNDERWORLD 4 "lab"』開催。                                 |
| 2012年07月04日                  | ライヴ映像作品『幕張ロマンスポルノ'11 〜DAYS OF WONDER〜』リリース。 |
| 2012年07月13日 - 2012年12月27日 | 『12thライヴサーキット "PANORAMA×42"』開催。                         |
| 2012年08月18日                  | 『ap bank fes '12 Fund for Japan』出演。                             |
| 2012年09月08日                  | 『12thライヴサーキット "PANORAMA×42" 2012ポルノグラフテー』開催。    |
| 2012年09月19日                  | 36thシングル『カゲボウシ』リリース。                                 |
| 2012年10月08日                  | 『テレビ朝日ドリームフェスティバル 2012』出演。                      |
| 2012年11月30日                  | 『Act Against AIDS 2012 THE VARIETY 20』出演。                       |
| 2012年12月01日                  | 『Act Against AIDS 2012 THE VARIETY 20』出演。                       |

| 時                              | 事柄 |
| ------------------------------- | --- |
| 2013年03月06日                  | 37thシングル『瞬く星の下で』リリース。                                                                                   |
| 2013年04月03日                  | ライヴ映像作品『12th LIVE CIRCUIT "PANORAMA×42" SPECIAL LIVE PACKAGE』リリース。                                         |
| 2013年07月06日                  | 『Anime EXPO 2013』にて単独ライヴ開催。                                                                                  |
| 2013年07月13日                  | 『Amuse 35th Anniversary BBQ in つま恋 〜僕らのビートを喰らえコラ！〜』出演。                                            |
| 2013年07月14日                  | 『Amuse 35th Anniversary BBQ in つま恋 〜僕らのビートを喰らえコラ！〜』出演。                                            |
| 2013年08月02日                  | 『PENTAPORT ROCK FESTIVAL 2013』出演。                                                                                   |
| 2013年08月04日                  | 『FORMOZ FESTIVAL 2013 野台開唱』出演。                                                                                  |
| 2013年09月11日                  | 38thシングル『青春花道』リリース。                                                                                       |
| 2013年09月29日                  | 『めざまし LIVE ISLAND TOUR 2013 in 広島』出演。                                                                         |
| 2013年10月16日                  | 39thシングル『東京デスティニー』リリース。                                                                               |
| 2013年11月09日                  | 『FM802 「GRAND FRONT OSAKA GET THE CHANCE」SPECIAL LIVE 2013』出演。                                                    |
| 2013年11月20日                  | ベストアルバム『PORNOGRAFFITTI 15th Anniversary "ALL TIME SINGLES"』リリース。                                           |
| 2013年11月20日                  | iTunes Storeにてシングル・アルバム全作品配信開始。                                                                       |
| 2013年12月01日                  | 『Act Against AIDS 2013 THE VARIETY 21』出演。                                                                           |
| 2013年12月05日                  | 『～EX THEATER OPENING SERIES～ 13thライヴサーキット "ラヴ・E・メール・フロム・1999" love up! 会員限定プレライヴ』開催。 |
| 2013年12月14日 - 2014年03月29日 | 『13thライヴサーキット "ラヴ・E・メール・フロム・1999"』開催。                                                           |

| 時                              | 事柄 |
| ------------------------------- | --- |
| 2014年05月31日                  | 『RADIO MAGIC』出演。                                                                                         |
| 2014年06月28日                  | 『沖縄からうた開き！うたの日コンサート2014 in 嘉手納』出演。                                                  |
| 2014年07月19日                  | 『Amuse Fes 2014 BBQ in つま恋 〜僕らのビートを喰らえコラ！〜』出演。                                         |
| 2014年08月06日                  | ライヴ映像作品『13thライヴサーキット "ラヴ・E・メール・フロム・1999" Live in MARINE MESSE FUKUOKA』リリース。 |
| 2014年08月24日                  | 『MONSTER baSH 2014』出演。                                                                                   |
| 2014年09月03日                  | 40thシングル『俺たちのセレブレーション』リリース。                                                            |
| 2014年09月06日 - 2014年09月23日 | タワーレコード渋谷店にて展覧会『ポルノ展 〜俺たちとセレブレーション〜』開催。                                 |
| 2014年09月13日 - 2014年09月21日 | 『神戸・横浜ロマンスポルノ'14 〜惑ワ不ノ森〜』開催。                                                          |
| 2014年10月06日                  | 『小畑ポンプ生誕50年記念演奏会 Day2（仮）』出演。                                                             |
| 2014年10月12日                  | 『テレビ朝日ドリームフェスティバル 2014』出演。                                                               |
| 2014年11月04日                  | 公式Twitterアカウント開設。                                                                                   |
| 2014年11月05日                  | 41stシングル『ワン・ウーマン・ショー 〜甘い幻〜』リリース。                                                   |
| 2014年12月01日                  | 『Act Against AIDS 2014 THE VARIETY 22』出演。                                                                |

| 時                              | 事柄 |
| ------------------------------- | --- |
| 2015年02月25日                  | ライヴ映像作品『神戸・横浜ロマンスポルノ'14 〜惑ワ不ノ森〜 Live at YOKOHAMA STADIUM』リリース。                     |
| 2015年04月15日                  | 42ndシングル『オー！リバル』リリース。                                                                              |
| 2015年07月19日                  | 『Amuse Fes 2015 BBQ in つま恋 〜僕らのビートを喰らえコラ！〜』出演。                                               |
| 2015年08月19日                  | 10thアルバム『RHINOCEROS』リリース。                                                                                |
| 2015年09月03日 - 2015年12月22日 | 『14thライヴサーキット "The dice are cast"』開催。                                                                  |
| 2015年11月27日                  | 『音楽プロデューサー本間昭光 生誕50周年記念 本間祭2015 〜これがホンマに本間の音楽祭〜』出演。                       |
| 2015年12月01日                  | 『Act Against AIDS 2015 THE VARIETY 23 〜23年目のちょこっとリニューアル! 武道館の中心であれもこれも叫ぶ!!〜』出演。 |

| 時                              | 事柄                                                                                            |
| ------------------------------- | ----------------------------------------------------------------------------------------------- |
| 2016年02月01日 - 2016年03月03日 | 『FANCLUB UNDERWORLD 5』開催。                                                                  |
| 2016年04月13日                  | ライヴ映像作品『14thライヴサーキット "The dice are cast" Live in OSAKA-JO HALL 2015』リリース。 |
| 2016年04月29日                  | 『REQUESTAGE 14』出演。                                                                         |
| 2016年05月25日                  | 43rdシングル『THE DAY』リリース。                                                               |
| 2016年07月17日                  | 『JOIN ALIVE 2016』出演。                                                                       |
| 2016年07月31日                  | 『SUPER SLIPPA 7 2016 TAIPEI SUPER SUMMER MUSIC FESTIVAL』出演。                                |
| 2016年09月03日 2016年09月04日   | 『横浜ロマンスポルノ'16 〜THE WAY〜』開催。                                                     |
| 2016年10月26日                  | ライヴ映像作品『FANCLUB UNDERWORLD 5 Live in Zepp DiverCity 2016』リリース。                    |
| 2016年11月09日                  | 44thシングル『LiAR/真っ白な灰になるまで、燃やし尽くせ』リリース。                               |
| 2016年11月16日 - 2016年11月17日 | 『VIVA！真赤激！』出演。                                                                        |
| 2016年12月01日                  | 『Act Against AIDS 2016 THE VARIETY 24 ～魂の俳優大熱唱！ 助けてミュージシャン！～』出演。      |

| 時                              | 事柄                                                                                   |
| ------------------------------- | -------------------------------------------------------------------------------------- |
| 2017年03月25日                  | 『PORNOGRAFFITTI 色情塗鴉 Special Live in Taiwan』開催。                               |
| 2017年03月26日                  | 『PORNOGRAFFITTI 色情塗鴉 Special Live in Taiwan』開催。                               |
| 2017年04月26日                  | ライヴ映像作品『横浜ロマンスポルノ'16 〜THE WAY〜 Live in YOKOHAMA STADIUM』リリース。 |
| 2017年05月06日                  | 『SUGA SHIKAO 20th Anniversary スガフェス！～20年に一度のミラクルフェス～』出演。      |
| 2017年06月04日                  | 『Amuse Fes in MAKUHARI 2017 – rediscover –』出演。                                    |
| 2017年08月12日                  | 『ROCK IN JAPAN FESTIVAL 2017』出演。                                                  |
| 2017年08月19日                  | 『MONSTER baSH 2017』出演。                                                            |
| 2017年08月26日                  | 『SPACE SHOWER SWEET LOVE SHOWER 2017』出演。                                          |
| 2017年09月06日                  | 45thシングル『キング&クイーン/Montage』リリース。                                      |
| 2017年10月24日                  | 新橋SL広場にてスペシャルLIVE開催。                                                     |
| 2017年10月25日                  | 11thアルバム『BUTTERFLY EFFECT』リリース。                                             |
| 2017年11月17日 - 2018年04月29日 | 『15thライヴサーキット "BUTTERFLY EFFECT"』開催。                                      |
| 2017年12月20日                  | ライヴ映像作品『PORNOGRAFFITTI 色情塗鴉 Special Live in Taiwan』リリース。             |

| 時                              | 事柄                                                                                               |
| ------------------------------- | -------------------------------------------------------------------------------------------------- |
| 2018年03月21日                  | 46thシングル『カメレオン・レンズ』リリース。                                                       |
| 2018年06月02日                  | 『Amuse Fes in MAKUHARI 2018 –雨男晴女–』出演。                                                    |
| 2018年07月25日                  | 47thシングル「ブレス」リリース。                                                                   |
| 2018年09月05日                  | ライヴ映像作品『15thライヴサーキット "BUTTERFLY EFFECT" Live in KOBE KOKUSAI HALL 2018』リリース。 |
| 2018年09月07日                  | 各サブスクリプションサービスにて全楽曲配信開始。                                                   |
| 2018年09月08日                  | 『しまなみロマンスポルノ'18 〜Deep Breath〜』開催。                                                |
| 2018年09月17日                  | 『テレビ朝日ドリームフェスティバル 2018』出演。                                                    |
| 2018年09月28日                  | 48thシングル『Zombies are standing out』配信限定リリース。                                         |
| 2018年10月20日                  | 『しまなみロマンスポルノ'18 〜THE LIVE VIEWING〜』開催、上映。                                     |
| 2018年11月04日                  | 『バズリズムLIVE 2018』出演。                                                                      |
| 2018年12月14日                  | 49thシングル『フラワー』配信限定リリース。                                                         |
| 2018年12月15日 - 2019年03月17日 | 『16thライヴサーキット "UNFADED"』開催。                                                           |

| 時                              | 事柄                                                                                       |
| ------------------------------- | ------------------------------------------------------------------------------------------ |
| 2019年06月01日                  | 『Amuse Fes in MAKUHARI 2019 〜恋とか愛とか〜』出演。                                      |
| 2019年07月31日                  | 50thシングル『VS』リリース。                                                               |
| 2019年08月04日 - 2019年09月16日 | 池袋パルコ本館にてコラボレーションカフェ『喫茶ポルノ』期間限定オープン。                   |
| 2019年08月12日                  | 『ROCK IN JAPAN FESTIVAL 2019』出演。                                                      |
| 2019年08月30日 - 2019年09月09日 | 池袋パルコ本館にて展覧会『ポルノ展 20 YEARS EXHIBITION』開催。                             |
| 2019年09月07日                  | 『20th Anniversary Special LIVE "NIPPONロマンスポルノ'19 〜神vs神〜"』開催。               |
| 2019年09月08日                  | 『20th Anniversary Special LIVE "NIPPONロマンスポルノ'19 〜神vs神〜"』開催。               |
| 2019年10月04日 - 2019年10月14日 | 広島パルコにて展覧会『出張ポルノ展 20 YEARS EXHIBITION』開催。                             |
| 2019年10月25日 - 2019年11月04日 | 大阪HMV BOOKSSHINSAIBASHIにて展覧会『出張ポルノ展 20 YEARS EXHIBITION』開催。              |
| 2019年12月06日                  | 『20th Anniversary Special LIVE "NIPPONロマンスポルノ'19 〜神vs神〜" DELAY VIEWING』上映。 |
| 2019年12月07日                  | 『20th Anniversary Special LIVE "NIPPONロマンスポルノ'19 〜神vs神〜" DELAY VIEWING』上映。 |
| 2019年12月20日                  | ライヴ音源『"NIPPONロマンスポルノ'19〜神vs神〜"DAY1』配信限定リリース。                    |
| 2019年12月20日                  | ライヴ音源『"NIPPONロマンスポルノ'19〜神vs神〜"DAY2』配信限定リリース。                    |
| 2019年12月25日                  | ライヴ映像作品『16thライヴサーキット "UNFADED" Live in YOKOHAMA ARENA 2019』リリース。     |
| 2019年12月25日                  | ライヴ映像作品『ポルノグラフィティ20th Anniversary Special Live Box』リリース。            |

| 時             | 事柄                                         |
| -------------- | -------------------------------------------- |
| 2020年11月18日 | 公式Instagramアカウント開設。                |
| 2020年12月04日 | 『CYBERロマンスポルノ'20 〜REUNION〜』開催。 |

| 時                              | 事柄                                                     |
| ------------------------------- | -------------------------------------------------------- |
| 2021年09月19日 - 2021年09月21日 | 『ポルノグラフィティ LIVE FILM「REUNION」』上映。        |
| 2021年09月22日                  | 51stシングル『テーマソング』リリース。                   |
| 2021年09月25日 - 2021年12月22日 | 『17thライヴサーキット "続・ポルノグラフィティ"』開催。  |
| 2021年11月16日                  | 『サウダージ - From THE FIRST TAKE』配信限定リリース。   |
| 2021年11月16日                  | 『テーマソング - From THE FIRST TAKE』配信限定リリース。 |

| 時                              | 事柄 |
| ------------------------------- | --- |
| 2022年03月30日                  | ライヴ映像作品『17thライヴサーキット "続・ポルノグラフィティ" Live at TOKYO GARDEN THEATER 2021』リリース。 |
| 2022年04月30日                  | 『SONGS & FRIENDS produced by 武部聡志「Music Tree grow to the SKYE & their family」』出演。                |
| 2022年08月03日                  | 12thアルバム『暁』リリース。                                                                                |
| 2022年08月06日                  | 『Visual Album "暁"』上映。                                                                                 |
| 2022年08月07日                  | 『Visual Album "暁"』上映。                                                                                 |
| 2022年09月22日 - 2023年01月24日 | 『18thライヴサーキット "暁"』開催。                                                                         |

| 時             | 事柄                                                                              |
| -------------- | --------------------------------------------------------------------------------- |
| 2023年05月10日 | ライヴ映像作品『18thライヴサーキット "暁" Live at NIPPON BUDOKAN 2023』リリース。 |
| 2023年05月31日 | 52ndシングル『アビが鳴く』配信限定リリース。                                      |
| 2023年07月28日 | 公式TikTokアカウント開設。                                                        |
| 2023年08月06日 | 『ROCK IN JAPAN FESTIVAL 2023』出演。                                             |
| 2023年08月26日 | 『SPACE SHOWER SWEET LOVE SHOWER 2023』出演。                                     |
| 2023年09月08日 | 『PORNOGRAFFITTI 25周年イヤー突入記念 TikTok LIVE at 嚴島神社』開催。             |

| 時                              | 事柄 |
| ------------------------------- | --- |
| 2024年01月07日                  | 『ANIPLEX 20th Anniversary Event -THANX-』出演。                                                                |
| 2024年01月13日 - 2024年03月31日 | 『19thライヴサーキット "PG wasn't built in a day"』開催。                                                       |
| 2024年03月27日                  | 53rdシングル『解放区』リリース。                                                                                |
| 2024年03月27日                  | 『THE DAY - From THE FIRST TAKE』配信限定リリース。                                                             |
| 2024年03月27日                  | 『アゲハ蝶 - From THE FIRST TAKE』配信限定リリース。                                                            |
| 2024年07月20日 - 2024年09月08日 | 因島全土にて展覧会『島ごとぽるの展』開催。                                                                      |
| 2024年07月24日                  | ライヴ音源『19thライヴサーキット "PG wasn't built in a day" Live at TOKYO ARIAKE ARENA 2024』配信限定リリース。 |
| 2024年08月10日                  | 『ROCK IN JAPAN FESTIVAL 2024』出演。                                                                           |
| 2024年09月01日 - 2024年09月08日 | 『因島・横浜ロマンスポルノ'24 〜解放区〜』開催。                                                                |
| 2024年09月04日                  | ベストアルバム『ポルノグラフィティ全書 〜ALL TIME SINGLES〜』リリース。                                         |
| 2024年09月04日                  | ライヴ映像作品『19thライヴサーキット "PG wasn't built in a day" Live at TOKYO ARIAKE ARENA 2024』リリース。     |
| 2024年10月30日                  | 54thシングル『ヴィヴァーチェ』配信限定リリース。                                                                |
| 2024年11月08日 - 2024年11月10日 | 『ポルノグラフィティ ロマンスポルノ'24 ～解放区～ 因島SP DELAY VIEWING』上映。                                  |

| 時                              | 事柄                                                                   |
| ------------------------------- | ---------------------------------------------------------------------- |
| 2025年04月11日                  | 55thシングル『言伝 ーことづてー』配信限定リリース。                    |
| 2025年08月15日                  | 『NAOTO 20th Anniversary Live "SERENDIPITY"』出演予定。                |
| 2025年08月16日                  | 『RISING SUN ROCK FESTIVAL 2025 in EZO』出演予定。                     |
| 2025年08月20日                  | 『音楽と髭達2025-ONE NIGHT Rock'n Roll SHOW-』出演予定。               |
| 2025年09月03日                  | ライヴ映像作品『因島・横浜ロマンスポルノ'24 〜解放区〜』リリース予定。 |
| 2025年09月16日                  | 『ROCK IN JAPAN FESTIVAL 2025』出演予定。                              |
| 2025年09月26日                  | 『Akimitsu Homma 60th anniversary concert "RESONANCE"』出演予定。      |
| 2025年09月27日                  | 『Akimitsu Homma 60th anniversary concert "RESONANCE"』出演予定。      |
| 2025年09月29日 - 2025年10月31日 | 『FANCLUB UNDERWORLD 6』開催予定。                                     |

## ディスコグラフィ
- CDは特記がない限りCD-DA形式の12cmCDを示す。
- 規格の打ち消し線は廃盤を示す。

### シングル
| #    | 発売日         | タイトル                                | 規格                   | 販売生産番号    | 形態                 | オリコン 最高位 | 初収録アルバム                                                               |
| ---- | -------------- | --------------------------------------- | ---------------------- | --------------- | -------------------- | --------------- | ---------------------------------------------------------------------------- |
| 1st  | 1999年09月08日 | アポロ                                  | 8cmCD                  | SRDL-4618       |                      | 5位             | ロマンチスト・エゴイスト                                                     |
| 1st  | 2006年03月29日 | アポロ                                  | CD                     | SECL-363        |                      | 5位             | ロマンチスト・エゴイスト                                                     |
| 2nd  | 2000年01月26日 | ヒトリノ夜                              | 8cmCD                  | SRDL-4679       |                      | 12位            | ロマンチスト・エゴイスト                                                     |
| 2nd  | 2006年03月29日 | ヒトリノ夜                              | CD                     | SECL-364        |                      | 12位            | ロマンチスト・エゴイスト                                                     |
| 3rd  | 2000年07月12日 | ミュージック・アワー                    | CD                     | SRCL-4861       |                      | 5位             | foo?                                                                         |
| 4th  | 2000年09月13日 | サウダージ                              | CD                     | SRCL-4901       |                      | 1位             | foo?                                                                         |
| 5th  | 2000年12月06日 | サボテン                                | CD                     | SRCL-4968       |                      | 1位             | foo?                                                                         |
| 6th  | 2001年06月27日 | アゲハ蝶                                | CD                     | SRCL-5104       |                      | 1位             | 雲をも摑む民                                                                 |
| 7th  | 2001年10月17日 | ヴォイス                                | CD                     | SRCL-5215       |                      | 2位             | 雲をも摑む民                                                                 |
| 8th  | 2002年03月06日 | 幸せについて本気出して考えてみた        | CD                     | SRCL-5306       |                      | 4位             | 雲をも摑む民                                                                 |
| 9th  | 2002年05月15日 | Mugen                                   | CD                     | SRCL-5360       |                      | 3位             | WORLDILLIA                                                                   |
| 10th | 2003年02月05日 | 渦                                      | CD (LGCD)              | SRCL-5530       |                      | 3位             | WORLDILLIA                                                                   |
| 10th | 2004年07月07日 | 渦                                      | CD (LGCD2)             | SECL-104        |                      | 3位             | WORLDILLIA                                                                   |
| 10th | 2006年01月25日 | 渦                                      | CD                     | SECL-311        |                      | 3位             | WORLDILLIA                                                                   |
| 11th | 2003年08月06日 | 音のない森                              | CD (LGCD)+DVD          | SECL-16〜17     | 初回生産限定盤       | 5位             | PORNO GRAFFITTI BEST BLUE'S ※オリジナルアルバム未収録                        |
| 11th | 2003年08月06日 | 音のない森                              | CD (LGCD)              | SECL-18         |                      | 5位             | PORNO GRAFFITTI BEST BLUE'S ※オリジナルアルバム未収録                        |
| 11th | 2004年07月07日 | 音のない森                              | CD (LGCD2)             | SECL-105        |                      | 5位             | PORNO GRAFFITTI BEST BLUE'S ※オリジナルアルバム未収録                        |
| 11th | 2006年01月25日 | 音のない森                              | CD                     | SECL-312        |                      | 5位             | PORNO GRAFFITTI BEST BLUE'S ※オリジナルアルバム未収録                        |
| 12th | 2003年09月26日 | メリッサ                                | CD (LGCD)              | SECL-32         |                      | 2位             | PORNO GRAFFITTI BEST BLUE'S ※オリジナルアルバム未収録                        |
| 12th | 2004年06月21日 | メリッサ                                | CD (LGCD2)             | SECL-94         |                      | 2位             | PORNO GRAFFITTI BEST BLUE'S ※オリジナルアルバム未収録                        |
| 12th | 2006年01月25日 | メリッサ                                | CD                     | SECL-314        |                      | 2位             | PORNO GRAFFITTI BEST BLUE'S ※オリジナルアルバム未収録                        |
| 13th | 2003年11月06日 | 愛が呼ぶほうへ                          | CD (LGCD2)             | SECL-38         |                      | 3位             | PORNO GRAFFITTI BEST RED'S ※オリジナルアルバム未収録                         |
| 13th | 2005年10月26日 | 愛が呼ぶほうへ                          | CD                     | SECL-293        |                      | 3位             | PORNO GRAFFITTI BEST RED'S ※オリジナルアルバム未収録                         |
| 14th | 2003年12月03日 | ラック                                  | CD (LGCD2)+DVD         | SECL-53〜54     | 完全生産限定盤       | 1位             | PORNO GRAFFITTI BEST RED'S ※オリジナルアルバム未収録                         |
| 15th | 2004年09月08日 | シスター                                | CD (LGCD2)             | SECL-101        |                      | 2位             | THUMPχ                                                                       |
| 15th | 2006年01月25日 | シスター                                | CD                     | SECL-328        |                      | 2位             | THUMPχ                                                                       |
| 16th | 2004年11月10日 | 黄昏ロマンス                            | CD                     | SECL-132        |                      | 3位             | THUMPχ                                                                       |
| 17th | 2005年03月02日 | ネオメロドラマティック/ROLL             | CD                     | SECL-149        |                      | 2位             | THUMPχ                                                                       |
| 18th | 2005年08月03日 | NaNaNa サマーガール                     | CD                     | SECL-211        |                      | 3位             | m-CABI                                                                       |
| 19th | 2005年11月16日 | ジョバイロ/DON'T CALL ME CRAZY          | CD                     | SECL-263        |                      | 3位             | m-CABI                                                                       |
| 20th | 2006年06月28日 | ハネウマライダー                        | CD                     | SECL-413        |                      | 2位             | m-CABI                                                                       |
| 21st | 2006年10月04日 | Winding Road                            | CD                     | SECL-434        |                      | 1位             | m-CABI                                                                       |
| 22nd | 2007年07月18日 | リンク                                  | CD                     | SECL-522        |                      | 2位             | ポルノグラフィティ                                                           |
| 23rd | 2008年02月13日 | あなたがここにいたら                    | CD                     | SECL-587        |                      | 1位             | PORNO GRAFFITTI BEST ACE ※オリジナルアルバム未収録                           |
| 24th | 2008年06月25日 | 痛い立ち位置                            | CD                     | SECL-651        |                      | 3位             | PORNO GRAFFITTI BEST JOKER ※オリジナルアルバム未収録                         |
| 25th | 2008年08月20日 | ギフト                                  | CD+DVD                 | SECL-677〜678   | 初回生産限定盤       | 2位             | PORNO GRAFFITTI BEST ACE ※オリジナルアルバム未収録                           |
| 25th | 2008年08月20日 | ギフト                                  | CD                     | SECL-679        |                      | 2位             | PORNO GRAFFITTI BEST ACE ※オリジナルアルバム未収録                           |
| 26th | 2008年10月08日 | Love,too Death,too                      | CD                     | SECL-707〜708   | 初回生産限定盤       | 2位             | PORNO GRAFFITTI BEST JOKER ※オリジナルアルバム未収録                         |
| 26th | 2008年10月08日 | Love,too Death,too                      | CD                     | SECL-709        |                      | 2位             | PORNO GRAFFITTI BEST JOKER ※オリジナルアルバム未収録                         |
| 27th | 2008年12月10日 | 今宵、月が見えずとも                    | CD                     | SECL-743        | 初回限定仕様         | 2位             | ∠TRIGGER                                                                     |
| 27th | 2008年12月10日 | 今宵、月が見えずとも                    | CD                     | SECL-744        |                      | 2位             | ∠TRIGGER                                                                     |
| 28th | 2009年09月09日 | この胸を、愛を射よ                      | CD                     | SECL-999        |                      | 2位             | ∠TRIGGER                                                                     |
| 29th | 2009年11月25日 | アニマロッサ                            | CD                     | SECL-832        |                      | 3位             | ∠TRIGGER                                                                     |
| 30th | 2010年02月10日 | 瞳の奥をのぞかせて                      | CD                     | SECL-847        |                      | 4位             | ∠TRIGGER                                                                     |
| 31st | 2010年10月27日 | 君は100%                                | CD                     | SECL-919        |                      | 2位             | PANORAMA PORNO                                                               |
| 32nd | 2011年03月02日 | EXIT                                    | CD+DVD                 | SECL-959〜960   | 初回生産限定盤       | 5位             | PANORAMA PORNO                                                               |
| 32nd | 2011年03月02日 | EXIT                                    | CD                     | SECL-961        |                      | 5位             | PANORAMA PORNO                                                               |
| 33rd | 2011年09月21日 | ワンモアタイム                          | CD                     | SECL-1006       |                      | 4位             | PANORAMA PORNO                                                               |
| 34th | 2011年11月23日 | ゆきのいろ                              | CD+DVD                 | SECL-1035〜1036 | 初回生産限定盤       | 8位             | PANORAMA PORNO                                                               |
| 34th | 2011年11月23日 | ゆきのいろ                              | CD                     | SECL-1037       |                      | 8位             | PANORAMA PORNO                                                               |
| 35th | 2012年02月08日 | 2012Spark                               | CD+DVD                 | SECL-1061〜1062 | 初回生産限定盤       | 3位             | PANORAMA PORNO                                                               |
| 35th | 2012年02月08日 | 2012Spark                               | CD                     | SECL-1063       |                      | 3位             | PANORAMA PORNO                                                               |
| 36th | 2012年09月19日 | カゲボウシ                              | CD+DVD                 | SECL-1181〜1182 | 初回生産限定盤       | 3位             | PORNOGRAFFITTI 15th Anniversary "ALL TIME SINGLES" ※オリジナルアルバム未収録 |
| 36th | 2012年09月19日 | カゲボウシ                              | CD                     | SECL-1183       |                      | 3位             | PORNOGRAFFITTI 15th Anniversary "ALL TIME SINGLES" ※オリジナルアルバム未収録 |
| 37th | 2013年03月06日 | 瞬く星の下で                            | CD+DVD                 | SECL-1292〜1293 | 初回生産限定盤       | 3位             | PORNOGRAFFITTI 15th Anniversary "ALL TIME SINGLES" ※オリジナルアルバム未収録 |
| 37th | 2013年03月06日 | 瞬く星の下で                            | CD                     | SECL-1294       |                      | 3位             | PORNOGRAFFITTI 15th Anniversary "ALL TIME SINGLES" ※オリジナルアルバム未収録 |
| 37th | 2013年03月06日 | 瞬く星の下で                            | CD                     | SECL-1295       | 期間生産限定アニメ盤 | 3位             | PORNOGRAFFITTI 15th Anniversary "ALL TIME SINGLES" ※オリジナルアルバム未収録 |
| 38th | 2013年09月11日 | 青春花道                                | CD+DVD                 | SECL-1387〜1388 | 初回生産限定盤       | 4位             | PORNOGRAFFITTI 15th Anniversary "ALL TIME SINGLES" ※オリジナルアルバム未収録 |
| 38th | 2013年09月11日 | 青春花道                                | CD                     | SECL-1389       |                      | 4位             | PORNOGRAFFITTI 15th Anniversary "ALL TIME SINGLES" ※オリジナルアルバム未収録 |
| 39th | 2013年10月16日 | 東京デスティニー                        | CD+DVD                 | SECL-1396〜1397 | 初回生産限定盤       | 5位             | PORNOGRAFFITTI 15th Anniversary "ALL TIME SINGLES" ※オリジナルアルバム未収録 |
| 39th | 2013年10月16日 | 東京デスティニー                        | CD                     | SECL-1398       |                      | 5位             | PORNOGRAFFITTI 15th Anniversary "ALL TIME SINGLES" ※オリジナルアルバム未収録 |
| 40th | 2014年09月03日 | 俺たちのセレブレーション                | CD+DVD                 | SECL-1568〜1569 | 初回生産限定盤       | 4位             | RHINOCEROS                                                                   |
| 40th | 2014年09月03日 | 俺たちのセレブレーション                | CD                     | SECL-1570       |                      | 4位             | RHINOCEROS                                                                   |
| 41st | 2014年11月05日 | ワン・ウーマン・ショー 〜甘い幻〜       | CD+DVD                 | SECL-1603〜1604 | 初回生産限定盤       | 5位             | RHINOCEROS                                                                   |
| 41st | 2014年11月05日 | ワン・ウーマン・ショー 〜甘い幻〜       | CD                     | SECL-1605       |                      | 5位             | RHINOCEROS                                                                   |
| 42nd | 2015年04月15日 | オー！リバル                            | CD+DVD                 | SECL-1669〜1670 | 初回生産限定盤       | 5位             | RHINOCEROS                                                                   |
| 42nd | 2015年04月15日 | オー！リバル                            | CD                     | SECL-1671       |                      | 5位             | RHINOCEROS                                                                   |
| 43rd | 2016年05月25日 | THE DAY                                 | CD+DVD                 | SECL-1922〜1923 | 初回生産限定盤       | 4位             | BUTTERFLY EFFECT                                                             |
| 43rd | 2016年05月25日 | THE DAY                                 | CD                     | SECL-1924       |                      | 4位             | BUTTERFLY EFFECT                                                             |
| 43rd | 2016年05月25日 | THE DAY                                 | CD                     | SECL-1925       | 期間生産限定アニメ盤 | 4位             | BUTTERFLY EFFECT                                                             |
| 44th | 2016年11月09日 | LiAR/真っ白な灰になるまで、燃やし尽くせ | CD+DVD                 | SECL-2071〜2072 | 初回生産限定盤       | 6位             | BUTTERFLY EFFECT                                                             |
| 44th | 2016年11月09日 | LiAR/真っ白な灰になるまで、燃やし尽くせ | CD                     | SECL-2073       |                      | 6位             | BUTTERFLY EFFECT                                                             |
| 45th | 2017年09月06日 | キング&クイーン/Montage                 | CD+DVD                 | SECL-2200〜2201 | 初回生産限定盤       | 5位             | BUTTERFLY EFFECT                                                             |
| 45th | 2017年09月06日 | キング&クイーン/Montage                 | CD                     | SECL-2202       |                      | 5位             | BUTTERFLY EFFECT                                                             |
| 46th | 2018年03月21日 | カメレオン・レンズ                      | CD+DVD                 | SECL-2271〜2272 | 初回生産限定盤       | 6位             | 暁                                                                           |
| 46th | 2018年03月21日 | カメレオン・レンズ                      | CD                     | SECL-2273       |                      | 6位             | 暁                                                                           |
| 47th | 2018年07月25日 | ブレス                                  | CD+DVD                 | SECL-2307〜2308 | 初回生産限定盤       | 5位             | 暁                                                                           |
| 47th | 2018年07月25日 | ブレス                                  | CD                     | SECL-2309       |                      | 5位             | 暁                                                                           |
| 47th | 2018年07月25日 | ブレス                                  | CD+DVD                 | SECL-2310〜2311 | 期間生産限定盤       | 5位             | 暁                                                                           |
| 48th | 2018年09月28日 | Zombies are standing out                | デジタル・ダウンロード | -               |                      | -               | 暁                                                                           |
| 49th | 2018年12月14日 | フラワー                                | デジタル・ダウンロード | -               |                      | -               | 暁                                                                           |
| 50th | 2019年07月31日 | VS                                      | CD+DVD                 | SECL-2460〜2461 | 初回生産限定盤       | 8位             | 暁                                                                           |
| 50th | 2019年07月31日 | VS                                      | CD                     | SECL-2462       |                      | 8位             | 暁                                                                           |
| 51st | 2021年09月22日 | テーマソング                            | CD+BD                  | SECL-2701〜2702 | 初回生産限定盤       | 2位             | 暁                                                                           |
| 51st | 2021年09月22日 | テーマソング                            | CD+DVD                 | SECL-2703〜2704 | 初回生産限定盤       | 2位             | 暁                                                                           |
| 51st | 2021年09月22日 | テーマソング                            | CD                     | SECL-2705       |                      | 2位             | 暁                                                                           |
| 52nd | 2023年05月31日 | アビが鳴く                              | デジタル・ダウンロード | -               |                      | -               | ポルノグラフィティ全書 〜ALL TIME SINGLES〜 ※オリジナルアルバム未収録        |
| 53rd | 2024年03月27日 | 解放区                                  | CD+BD                  | SECL-2968〜2969 | 初回生産限定盤       | 4位             | ポルノグラフィティ全書 〜ALL TIME SINGLES〜 ※オリジナルアルバム未収録        |
| 53rd | 2024年03月27日 | 解放区                                  | CD+DVD                 | SECL-2970〜2971 | 初回生産限定盤       | 4位             | ポルノグラフィティ全書 〜ALL TIME SINGLES〜 ※オリジナルアルバム未収録        |
| 53rd | 2024年03月27日 | 解放区                                  | CD                     | SECL-2972       |                      | 4位             | ポルノグラフィティ全書 〜ALL TIME SINGLES〜 ※オリジナルアルバム未収録        |
| 54th | 2024年10月30日 | ヴィヴァーチェ                          | デジタル・ダウンロード | -               |                      | -               |                                                                              |
| 55th | 2025年04月11日 | 言伝 ーことづてー                       | デジタル・ダウンロード | -               |                      | -               |                                                                              |

#### 配信限定シングル
| 配信日         | タイトル                           | レーベル             | 初CD化作品                                   |
| -------------- | ---------------------------------- | -------------------- | -------------------------------------------- |
| 2007年02月28日 | m-FLOOD                            | SME Records          | ベストアルバム『PORNO GRAFFITTI BEST JOKER』 |
| 2018年09月28日 | Zombies are standing out           | SME Records          | 12thアルバム『暁』                           |
| 2018年12月14日 | フラワー                           | SME Records          | 12thアルバム『暁』                           |
| 2021年11月16日 | サウダージ - From THE FIRST TAKE   | THE FIRST TAKE MUSIC |                                              |
| 2021年11月16日 | テーマソング - From THE FIRST TAKE | THE FIRST TAKE MUSIC |                                              |
| 2023年05月31日 | アビが鳴く                         | SME Records          | 53rdシングル『解放区』                       |
| 2024年03月27日 | THE DAY - From THE FIRST TAKE      | THE FIRST TAKE MUSIC | 53rdシングル『解放区』                       |
| 2024年03月27日 | アゲハ蝶 - From THE FIRST TAKE     | THE FIRST TAKE MUSIC | 53rdシングル『解放区』                       |
| 2024年10月30日 | ヴィヴァーチェ                     | SME Records          |                                              |
| 2025年04月11日 | 言伝 ーことづてー                  | SME Records          |                                              |

### アルバム

#### オリジナルアルバム
| #    | 発売日         | タイトル                 | 規格    | 販売生産番号    | 形態            | オリコン 最高位 |
| ---- | -------------- | ------------------------ | ------- | --------------- | --------------- | --------------- |
| 1st  | 2000年03月08日 | ロマンチスト・エゴイスト | CD      | SRCL-4768       |                 | 4位             |
| 2nd  | 2001年02月28日 | foo?                     | CD      | SRCL-5039       |                 | 2位             |
| 3rd  | 2002年03月27日 | 雲をも摑む民             | CD      | SRCL-5325       |                 | 2位             |
| 4th  | 2003年02月26日 | WORLDILLIA               | CD      | SRCL-5499       |                 | 2位             |
| 5th  | 2005年04月20日 | THUMPχ                   | CD      | SECL-179        |                 | 1位             |
| 6th  | 2006年11月22日 | m-CABI                   | 2CD     | SECL-456〜457   | 初回生産限定盤  | 2位             |
| 6th  | 2006年11月22日 | m-CABI                   | CD      | SECL-458        |                 | 2位             |
| 7th  | 2007年08月29日 | ポルノグラフィティ       | CD+DVD  | SECL-529〜530   | 初回生産限定盤  | 2位             |
| 7th  | 2007年08月29日 | ポルノグラフィティ       | CD      | SECL-531        |                 | 2位             |
| 8th  | 2010年03月24日 | ∠TRIGGER                 | CD+DVD  | SECL-857〜858   | 初回生産限定盤  | 1位             |
| 8th  | 2010年03月24日 | ∠TRIGGER                 | CD      | SECL-859        |                 | 1位             |
| 9th  | 2012年03月28日 | PANORAMA PORNO           | CD+DVD  | SECL-1107〜1108 | 初回生産限定盤  | 2位             |
| 9th  | 2012年03月28日 | PANORAMA PORNO           | CD      | SECL-1109       |                 | 2位             |
| 10th | 2015年08月19日 | RHINOCEROS               | CD+DVD  | SECL-1749〜1750 | 初回生産限定盤  | 1位             |
| 10th | 2015年08月19日 | RHINOCEROS               | CD      | SECL-1751       |                 | 1位             |
| 11th | 2017年10月25日 | BUTTERFLY EFFECT         | 2CD+DVD | SECL-2238〜2240 | 初回生産限定盤  | 3位             |
| 11th | 2017年10月25日 | BUTTERFLY EFFECT         | CD      | SECL-2241       |                 | 3位             |
| 12th | 2022年08月03日 | 暁                       | CD+BD   | SECL-2773～2774 | 初回生産限定盤A | 5位             |
| 12th | 2022年08月03日 | 暁                       | CD+DVD  | SECL-2775～2776 | 初回生産限定盤B | 5位             |
| 12th | 2022年08月03日 | 暁                       | CD      | SECL-2777       |                 | 5位             |

#### ベストアルバム
| 発売日         | タイトル                                           | 規格       | 販売生産番号    | 形態            | オリコン 最高位 |
| -------------- | -------------------------------------------------- | ---------- | --------------- | --------------- | --------------- |
| 2004年07月28日 | PORNO GRAFFITTI BEST RED'S                         | CD (LGCD2) | SECL-87         |                 | 2位             |
| 2005年07月27日 | PORNO GRAFFITTI BEST RED'S                         | CD(CD-DA)  | SECL-237        |                 | 2位             |
| 2004年07月28日 | PORNO GRAFFITTI BEST BLUE'S                        | CD (LGCD2) | SECL-88         |                 | 1位             |
| 2005年07月27日 | PORNO GRAFFITTI BEST BLUE'S                        | CD(CD-DA)  | SECL-238        |                 | 1位             |
| 2008年10月29日 | PORNO GRAFFITTI BEST ACE                           | CD         | SECL-710        |                 | 1位             |
| 2008年10月29日 | PORNO GRAFFITTI BEST JOKER                         | CD         | SECL-711        |                 | 2位             |
| 2013年11月20日 | PORNOGRAFFITTI 15th Anniversary "ALL TIME SINGLES" | 3CD+DVD    | SECL-1431〜1434 | 初回生産限定盤  | 1位             |
| 2013年11月20日 | PORNOGRAFFITTI 15th Anniversary "ALL TIME SINGLES" | 3CD        | SECL-1435〜1437 |                 | 1位             |
| 2024年09月04日 | ポルノグラフィティ全書 〜ALL TIME SINGLES〜        | 4CD+BD     | SECL-3130～3135 | 初回生産限定盤A | 7位             |
| 2024年09月04日 | ポルノグラフィティ全書 〜ALL TIME SINGLES〜        | 4CD+2DVD   | SECL-3136～3142 | 初回生産限定盤B | 7位             |
| 2024年09月04日 | ポルノグラフィティ全書 〜ALL TIME SINGLES〜        | 4CD        | SECL-3143～3147 |                 | 7位             |

#### ライヴアルバム
| 発売日         | タイトル                                                                        | 規格                   | 備考 |
| -------------- | ------------------------------------------------------------------------------- | ---------------------- | --- |
| 2019年12月20日 | "NIPPONロマンスポルノ'19〜神vs神〜"DAY1(LIVE)                                   | デジタル・ダウンロード | 収録曲 1. プッシュプレイ 2. メリッサ 3. THE DAY 4. メドレー - ミュージック・アワー - マシンガントーク - ヴォイス - 狼 - ミュージック・アワー 5. アポロ 6. グラヴィティ 7. Twilight, トワイライト 8. Theme of "74ers" 9. n.t. 10. Hey Mama 11. 渦 12. 俺たちのセレブレーション 13. ジレンマ 14. 愛が呼ぶほうへ 15. ラック 16. キング&クイーン 17. Mugen 18. ネオメロドラマティック 19. ハネウマライダー 20. アゲハ蝶 21. VS          |
| 2019年12月20日 | "NIPPONロマンスポルノ'19〜神vs神〜"DAY2(LIVE)                                   | デジタル・ダウンロード | 収録曲 1. プッシュプレイ 2. Mugen 3. THE DAY 4. メドレー - ミュージック・アワー - マシンガントーク - ヴォイス - 狼 - ミュージック・アワー 5. アポロ 6. n.t. 7. Twilight, トワイライト 8. Theme of "74ers" 9. 瞳の奥をのぞかせて 10. ウェンディの薄い文字 11. リンク 12. サウダージ 13. ブレス 14. 愛が呼ぶほうへ 15. Zombies are standing out 16. サボテン 17. ヒトリノ夜 18. 瞬く星の下で 19. ハネウマライダー 20. アゲハ蝶 21. VS |
| 2024年07月24日 | 19thライヴサーキット "PG wasn't built in a day" Live at TOKYO ARIAKE ARENA 2024 | デジタル・ダウンロード | 収録曲 1. Century Lovers 2. テーマソング 3. キング&クイーン 4. Mugen 5. REUNION 6. 俺たちのセレブレーション 7. アニマロッサ 8. メリッサ 9. Sheep ～Song of teenage love soldier～ 10. ジョバイロ 11. フラワー 12. 夜間飛行 13. Taking a break 14. オレ、天使 15. 170828-29 16. アビが鳴く 17. 解放区 18. 空想科学少年 19. ハネウマライダー 20. アポロ 21. サウダージ 22. オー！リバル 23. アゲハ蝶 24. ジレンマ                     |

### 映像作品
|                  | 発売日         | タイトル                                                                          | 規格     | 販売生産番号  | 形態            |
| ---------------- | -------------- | --------------------------------------------------------------------------------- | -------- | ------------- | --------------- |
| ライヴ映像       | 2000年09月06日 | Tour 08452 〜Welcome to my heart〜                                                | VHS      | SRVM-5699     |                 |
| ライヴ映像       | 2000年09月06日 | Tour 08452 〜Welcome to my heart〜                                                | DVD      | SRBL-1084     |                 |
| ビデオクリップ集 | 2001年03月14日 | Porno Graffitti Visual Works OPENING LAP                                          | VHS      | SRVM-5715     |                 |
| ビデオクリップ集 | 2001年03月14日 | Porno Graffitti Visual Works OPENING LAP                                          | DVD      | SRBL-1108     |                 |
| ライヴ映像       | 2003年03月26日 | "BITTER SWEET MUSIC BIZ" LIVE IN BUDOKAN 2002                                     | DVD      | SRBL-1188     |                 |
| ライヴ映像       | 2004年03月24日 | "74ers" LIVE IN OSAKA-JO HALL 2003                                                | DVD      | SEBL-20       |                 |
| ライヴ映像       | 2005年03月24日 | 5th Anniversary Special Live "PURPLE'S" IN TOKYO TAIIKUKAN 2004                   | DVD      | SEBL-37       |                 |
| ライヴ映像       | 2005年09月07日 | 5th Anniversary Special Live "PURPLE'S" IN TOKYO TAIIKUKAN 2004                   | UMD      | SEUL-10006    |                 |
| ライヴ映像       | 2006年03月29日 | 7th LIVE CIRCUIT "SWITCH" 2005                                                    | DVD      | SEBL-61       |                 |
| ライヴ映像       | 2007年02月28日 | 横浜ロマンスポルノ'06 〜キャッチ ザ ハネウマ〜 IN YOKOHAMA STADIUM                | 2DVD     | SEBL-66〜67   |                 |
| ライヴ映像       | 2011年12月21日 | 横浜ロマンスポルノ'06 〜キャッチ ザ ハネウマ〜 IN YOKOHAMA STADIUM                | BD       | SEXL-6        |                 |
| ライヴ映像       | 2007年10月31日 | "OPEN MUSIC CABINET" LIVE IN SAITAMA SUPER ARENA 2007                             | 2DVD     | SEBL-85〜86   |                 |
| ライヴ映像       | 2011年12月21日 | "OPEN MUSIC CABINET" LIVE IN SAITAMA SUPER ARENA 2007                             | BD       | SEXL-7        |                 |
| ライヴ映像       | 2008年05月21日 | "ポルノグラフィティがやってきた" LIVE IN ZEPP TOKYO 2008                          | DVD      | SEBL-87       |                 |
| ライヴ映像       | 2011年12月21日 | "ポルノグラフィティがやってきた" LIVE IN ZEPP TOKYO 2008                          | BD       | SEXL-8        |                 |
| ライヴ映像       | 2009年01月28日 | 横浜・淡路ロマンスポルノ'08 〜10イヤーズ ギフト〜 LIVE IN AWAJISHIMA              | 2DVD     | SEBL-98〜99   |                 |
| ライヴ映像       | 2011年12月21日 | 横浜・淡路ロマンスポルノ'08 〜10イヤーズ ギフト〜 LIVE IN AWAJISHIMA              | BD       | SEXL-9        |                 |
| ビデオクリップ集 | 2009年09月09日 | COMPLETE CLIPS 1999-2008                                                          | 5DVD     | SEBL-100〜104 | 完全生産限定盤  |
| ビデオクリップ集 | 2009年09月09日 | OPENING LAP                                                                       | DVD      | SEBL-105      |                 |
| ビデオクリップ集 | 2009年09月09日 | PG CLIPS 2nd LAP                                                                  | DVD      | SEBL-106      |                 |
| ビデオクリップ集 | 2009年09月09日 | PG CLIPS 3rd LAP                                                                  | DVD      | SEBL-107      |                 |
| ビデオクリップ集 | 2009年09月09日 | PG CLIPS 4th LAP                                                                  | DVD      | SEBL-108      |                 |
| ライヴ映像       | 2009年10月28日 | "ロイヤル ストレート フラッシュ" LIVE IN YOYOGI DAIICHI TAIIKUKAN 2009            | 2DVD     | SEBL-116〜117 |                 |
| ライヴ映像       | 2011年12月21日 | "ロイヤル ストレート フラッシュ" LIVE IN YOYOGI DAIICHI TAIIKUKAN 2009            | BD       | SEXL-10       |                 |
| ライヴ映像       | 2011年03月09日 | "∠TARGET" LIVE IN JCB HALL 2010                                                   | 2DVD     | SEBL-126〜128 | 初回生産限定盤  |
| ライヴ映像       | 2011年03月09日 | "∠TARGET" LIVE IN JCB HALL 2010                                                   | 2DVD     | SEBL-129〜130 |                 |
| ライヴ映像       | 2011年12月21日 | "∠TARGET" LIVE IN JCB HALL 2010                                                   | BD       | SEXL-11       |                 |
| ライヴ映像       | 2011年12月21日 | つま恋ロマンスポルノ'11 〜ポルノ丸〜                                              | 2DVD     | SEBL-136〜137 |                 |
| ライヴ映像       | 2011年12月21日 | つま恋ロマンスポルノ'11 〜ポルノ丸〜                                              | BD       | SEXL-12       |                 |
| ライヴ映像       | 2012年07月04日 | 幕張ロマンスポルノ'11 〜DAYS OF WONDER〜                                          | 2DVD     | SEBL-142〜143 |                 |
| ライヴ映像       | 2012年07月04日 | 幕張ロマンスポルノ'11 〜DAYS OF WONDER〜                                          | BD       | SEXL-16       |                 |
| ライヴ映像       | 2013年04月03日 | 12th LIVE CIRCUIT "PANORAMA×42" SPECIAL LIVE PACKAGE                              | 2DVD+2CD | SEBL-148〜151 |                 |
| ライヴ映像       | 2013年04月03日 | 12th LIVE CIRCUIT "PANORAMA×42" SPECIAL LIVE PACKAGE                              | BD+2CD   | SEXL-27〜29   |                 |
| ライヴ映像       | 2014年08月06日 | 13thライヴサーキット "ラヴ・E・メール・フロム・1999" Live in MARINE MESSE FUKUOKA | 3DVD     | SEBL‐177～179 | 初回生産限定盤  |
| ライヴ映像       | 2014年08月06日 | 13thライヴサーキット "ラヴ・E・メール・フロム・1999" Live in MARINE MESSE FUKUOKA | 2DVD     | SEBL-180〜181 |                 |
| ライヴ映像       | 2014年08月06日 | 13thライヴサーキット "ラヴ・E・メール・フロム・1999" Live in MARINE MESSE FUKUOKA | 2BD      | SEXL-49〜50   | 初回生産限定盤  |
| ライヴ映像       | 2014年08月06日 | 13thライヴサーキット "ラヴ・E・メール・フロム・1999" Live in MARINE MESSE FUKUOKA | BD       | SEXL-51       |                 |
| ライヴ映像       | 2015年02月25日 | 神戸・横浜ロマンスポルノ'14 〜惑ワ不ノ森〜 Live at YOKOHAMA STADIUM               | 3DVD     | SEBL-185〜188 | 初回生産限定盤  |
| ライヴ映像       | 2015年02月25日 | 神戸・横浜ロマンスポルノ'14 〜惑ワ不ノ森〜 Live at YOKOHAMA STADIUM               | 2DVD     | SEBL-189〜190 |                 |
| ライヴ映像       | 2015年02月25日 | 神戸・横浜ロマンスポルノ'14 〜惑ワ不ノ森〜 Live at YOKOHAMA STADIUM               | 2BD      | SEXL-56～58   | 初回生産限定盤  |
| ライヴ映像       | 2015年02月25日 | 神戸・横浜ロマンスポルノ'14 〜惑ワ不ノ森〜 Live at YOKOHAMA STADIUM               | BD       | SEXL-59       |                 |
| ライヴ映像       | 2016年04月13日 | 14thライヴサーキット "The dice are cast" Live in OSAKA-JO HALL 2015               | 3DVD     | SEBL-205〜207 | 初回生産限定盤  |
| ライヴ映像       | 2016年04月13日 | 14thライヴサーキット "The dice are cast" Live in OSAKA-JO HALL 2015               | 2DVD     | SEBL-208〜209 |                 |
| ライヴ映像       | 2016年04月13日 | 14thライヴサーキット "The dice are cast" Live in OSAKA-JO HALL 2015               | 2BD      | SEXL-73〜74   | 初回生産限定盤  |
| ライヴ映像       | 2016年04月13日 | 14thライヴサーキット "The dice are cast" Live in OSAKA-JO HALL 2015               | BD       | SEXL-75       |                 |
| ライヴ映像       | 2016年10月26日 | FANCLUB UNDERWORLD 5 Live in Zepp DiverCity 2016                                  | 2DVD     | SEB8-1        | love up! 限定盤 |
| ライヴ映像       | 2016年10月26日 | FANCLUB UNDERWORLD 5 Live in Zepp DiverCity 2016                                  | DVD      | SEBL-211      |                 |
| ライヴ映像       | 2016年10月26日 | FANCLUB UNDERWORLD 5 Live in Zepp DiverCity 2016                                  | 2BD      | SEX8-1〜2     | love up! 限定盤 |
| ライヴ映像       | 2016年10月26日 | FANCLUB UNDERWORLD 5 Live in Zepp DiverCity 2016                                  | BD       | SEXL-78       |                 |
| ライヴ映像       | 2017年04月26日 | 横浜ロマンスポルノ'16 〜THE WAY〜 Live in YOKOHAMA STADIUM                        | 3DVD     | SEBL-235〜238 | 初回生産限定盤  |
| ライヴ映像       | 2017年04月26日 | 横浜ロマンスポルノ'16 〜THE WAY〜 Live in YOKOHAMA STADIUM                        | 2DVD     | SEBL-239〜240 |                 |
| ライヴ映像       | 2017年04月26日 | 横浜ロマンスポルノ'16 〜THE WAY〜 Live in YOKOHAMA STADIUM                        | 2BD      | SEXL-100〜102 | 初回生産限定盤  |
| ライヴ映像       | 2017年04月26日 | 横浜ロマンスポルノ'16 〜THE WAY〜 Live in YOKOHAMA STADIUM                        | BD       | SEXL-103      |                 |
| ライヴ映像       | 2017年12月20日 | PORNOGRAFFITTI 色情塗鴉 Special Live in Taiwan                                    | 3DVD     | SEBL-241〜243 | 初回生産限定盤  |
| ライヴ映像       | 2017年12月20日 | PORNOGRAFFITTI 色情塗鴉 Special Live in Taiwan                                    | 2DVD     | SEBL-244～245 |                 |
| ライヴ映像       | 2017年12月20日 | PORNOGRAFFITTI 色情塗鴉 Special Live in Taiwan                                    | 2BD      | SEXL-109～110 | 初回生産限定盤  |
| ライヴ映像       | 2017年12月20日 | PORNOGRAFFITTI 色情塗鴉 Special Live in Taiwan                                    | BD       | SEXL-111      |                 |
| ライヴ映像       | 2018年09月05日 | 15thライヴサーキット "BUTTERFLY EFFECT" Live in KOBE KOKUSAI HALL 2018            | 2DVD     | SEBL-254〜256 | 初回生産限定盤  |
| ライヴ映像       | 2018年09月05日 | 15thライヴサーキット "BUTTERFLY EFFECT" Live in KOBE KOKUSAI HALL 2018            | DVD      | SEBL-258      |                 |
| ライヴ映像       | 2018年09月05日 | 15thライヴサーキット "BUTTERFLY EFFECT" Live in KOBE KOKUSAI HALL 2018            | 2BD      | SEXL-121〜123 | 初回生産限定盤  |
| ライヴ映像       | 2018年09月05日 | 15thライヴサーキット "BUTTERFLY EFFECT" Live in KOBE KOKUSAI HALL 2018            | BD       | SEXL-124      |                 |
| ライヴ映像       | 2019年12月25日 | 16thライヴサーキット "UNFADED" Live in YOKOHAMA ARENA 2019                        | 2DVD     | SEBL-288〜289 |                 |
| ライヴ映像       | 2019年12月25日 | 16thライヴサーキット "UNFADED" Live in YOKOHAMA ARENA 2019                        | BD       | SEXL-145      |                 |
| ライヴ映像       | 2019年12月25日 | ポルノグラフィティ20th Anniversary Special Live Box                               | 7DVD     | SEBL-280～287 | 完全生産限定盤  |
| ライヴ映像       | 2019年12月25日 | ポルノグラフィティ20th Anniversary Special Live Box                               | 4BD      | SEXL-140～144 | 完全生産限定盤  |
| ライヴ映像       | 2022年03月30日 | 17thライヴサーキット "続・ポルノグラフィティ" Live at TOKYO GARDEN THEATER 2021   | DVD+2CD  | SEBL-290～292 | 初回生産限定盤  |
| ライヴ映像       | 2022年03月30日 | 17thライヴサーキット "続・ポルノグラフィティ" Live at TOKYO GARDEN THEATER 2021   | DVD      | SEBL-293      |                 |
| ライヴ映像       | 2022年03月30日 | 17thライヴサーキット "続・ポルノグラフィティ" Live at TOKYO GARDEN THEATER 2021   | BD+2CD   | SEXL-160～162 | 初回生産限定盤  |
| ライヴ映像       | 2022年03月30日 | 17thライヴサーキット "続・ポルノグラフィティ" Live at TOKYO GARDEN THEATER 2021   | BD       | SEXL-163      |                 |
| ライヴ映像       | 2023年05月10日 | 18thライヴサーキット "暁" Live at NIPPON BUDOKAN 2023                             | 3DVD+CD  | SEBL-306〜309 | 初回生産限定盤  |
| ライヴ映像       | 2023年05月10日 | 18thライヴサーキット "暁" Live at NIPPON BUDOKAN 2023                             | DVD      | SEBL-310      |                 |
| ライヴ映像       | 2023年05月10日 | 18thライヴサーキット "暁" Live at NIPPON BUDOKAN 2023                             | 2BD+CD   | SEXL-207〜209 | 初回生産限定盤  |
| ライヴ映像       | 2023年05月10日 | 18thライヴサーキット "暁" Live at NIPPON BUDOKAN 2023                             | BD       | SEXL-210      |                 |
| ライヴ映像       | 2024年09月04日 | 19thライヴサーキット "PG wasn't built in a day" Live at TOKYO ARIAKE ARENA 2024   | 2DVD     | SEBL-327〜328 |                 |
| ライヴ映像       | 2024年09月04日 | 19thライヴサーキット "PG wasn't built in a day" Live at TOKYO ARIAKE ARENA 2024   | BD       | SEXL-300      |                 |
| ライヴ映像       | 2025年09月03日 | 因島・横浜ロマンスポルノ'24 〜解放区〜                                            | 5DVD     | SEBL-350～355 | 初回生産限定盤  |
| ライヴ映像       | 2025年09月03日 | 因島・横浜ロマンスポルノ'24 〜解放区〜                                            | 4DVD     | SEBL-356～359 |                 |
| ライヴ映像       | 2025年09月03日 | 因島・横浜ロマンスポルノ'24 〜解放区〜                                            | 3BD      | SEXL-330～333 | 初回生産限定盤  |
| ライヴ映像       | 2025年09月03日 | 因島・横浜ロマンスポルノ'24 〜解放区〜                                            | 2BD      | SEXL-334～335 |                 |

### ミュージックビデオ
| タイトル                                         | 監督               | YouTubeでの公開 | 備考      | 初収録作品                                                           |
| ------------------------------------------------ | ------------------ | --------------- | --------- | -------------------------------------------------------------------- |
| アポロ                                           | 板屋宏幸           | [ 動画 2 ]      |           | 映像作品『Porno Graffitti Visual Works OPENING LAP』                 |
| ヒトリノ夜                                       | 板屋宏幸           | [ 動画 3 ]      |           | 映像作品『Porno Graffitti Visual Works OPENING LAP』                 |
| ミュージック・アワー                             | 板屋宏幸           | [ 動画 4 ]      |           | 映像作品『Porno Graffitti Visual Works OPENING LAP』                 |
| サウダージ                                       | 板屋宏幸           | [ 動画 5 ]      |           | 映像作品『Porno Graffitti Visual Works OPENING LAP』                 |
| サボテン                                         | 板屋宏幸           | [ 動画 6 ]      |           | 映像作品『Porno Graffitti Visual Works OPENING LAP』                 |
| ダイアリー 00/08/26                              | 板屋宏幸           | 未公開          |           | 映像作品『Porno Graffitti Visual Works OPENING LAP』                 |
| アゲハ蝶                                         | 高野聡             | [ 動画 7 ]      |           | 映像作品『PG CLIPS 2nd LAP』                                         |
| ヴォイス                                         | 牧鉄馬             | [ 動画 8 ]      |           | 映像作品『PG CLIPS 2nd LAP』                                         |
| 幸せについて本気出して考えてみた                 | 須永秀明           | [ 動画 9 ]      |           | 映像作品『PG CLIPS 2nd LAP』                                         |
| Mugen                                            | 牧鉄馬             | [ 動画 10 ]     |           | 映像作品『PG CLIPS 2nd LAP』                                         |
| 渦                                               | 竹石渉             | [ 動画 11 ]     |           | 映像作品『PG CLIPS 2nd LAP』                                         |
| awe                                              | 牧鉄馬             | 未公開          |           | 11thシングル『音のない森』                                           |
| 音のない森                                       | 牧鉄馬             | [ 動画 12 ]     |           | 11thシングル『音のない森』                                           |
| sonic                                            | 牧鉄馬             | 未公開          |           | 11thシングル『音のない森』                                           |
| メリッサ                                         | セキ★リュウジ      | [ 動画 13 ]     |           | 映像作品『PG CLIPS 2nd LAP』                                         |
| 愛が呼ぶほうへ                                   | BEN LIST           | [ 動画 14 ]     |           | 映像作品『PG CLIPS 2nd LAP』                                         |
| ラック                                           | 奥和義             | [ 動画 15 ]     |           | 映像作品『PG CLIPS 2nd LAP』                                         |
| シスター                                         | セキ★リュウジ      | [ 動画 16 ]     |           | 映像作品『PG CLIPS 3rd LAP』                                         |
| 黄昏ロマンス                                     | セキ★リュウジ      | [ 動画 17 ]     |           | 映像作品『PG CLIPS 3rd LAP』                                         |
| ネオメロドラマティック                           | 野田智雄           | [ 動画 18 ]     |           | 映像作品『PG CLIPS 3rd LAP』                                         |
| ROLL                                             | 尾小山良哉         | [ 動画 19 ]     |           | 映像作品『PG CLIPS 3rd LAP』                                         |
| NaNaNa サマーガール                              | 板屋宏幸           | [ 動画 20 ]     |           | 映像作品『PG CLIPS 3rd LAP』                                         |
| ジョバイロ                                       | セキ★リュウジ      | [ 動画 21 ]     |           | 映像作品『PG CLIPS 3rd LAP』                                         |
| DON'T CALL ME CRAZY                              | 奥和義             | [ 動画 22 ]     |           | 映像作品『PG CLIPS 3rd LAP』                                         |
| ハネウマライダー                                 | 中代拓也           | [ 動画 23 ]     |           | 映像作品『PG CLIPS 3rd LAP』                                         |
| Winding Road                                     | 中代拓也           | [ 動画 24 ]     |           | 映像作品『PG CLIPS 3rd LAP』                                         |
| リンク                                           | 奥和義             | [ 動画 25 ]     |           | 映像作品『PG CLIPS 4th LAP』                                         |
| ベアーズ                                         | 板屋宏幸           | 未公開          |           | 映像作品『PG CLIPS 4th LAP』                                         |
| あなたがここにいたら                             | 福士昌明           | [ 動画 26 ]     |           | 映像作品『PG CLIPS 4th LAP』                                         |
| 痛い立ち位置                                     | 福士昌明           | [ 動画 27 ]     | [ 注 52 ] | 映像作品『PG CLIPS 4th LAP』                                         |
| 痛い立ち位置 （Special Net Live Ver.）           | 福士昌明           | 未公開          | [ 注 53 ] | 映像作品『COMPLETE CLIPS 1999-2008』                                 |
| ギフト                                           | 福士昌明           | [ 動画 28 ]     |           | 映像作品『PG CLIPS 4th LAP』                                         |
| Love,too Death,too                               | セキ★リュウジ      | [ 動画 29 ]     |           | 映像作品『PG CLIPS 4th LAP』                                         |
| A New Day                                        | セキ★リュウジ      | [ 動画 30 ]     | [ 注 52 ] | 映像作品『PG CLIPS 4th LAP』                                         |
| 約束の朝                                         | セキ★リュウジ      | [ 動画 31 ]     | [ 注 52 ] | 映像作品『PG CLIPS 4th LAP』                                         |
| 今宵、月が見えずとも                             | 福士昌明           | [ 動画 32 ]     |           | 8thアルバム『∠TRIGGER』                                              |
| この胸を、愛を射よ                               | セキ★リュウジ      | [ 動画 33 ]     |           | 8thアルバム『∠TRIGGER』                                              |
| アニマロッサ                                     | 長添雅嗣           | [ 動画 34 ]     |           | 8thアルバム『∠TRIGGER』                                              |
| アニマロッサ（Special Ver.）                     |                    | 未公開          | [ 注 53 ] | 未収録                                                               |
| 瞳の奥をのぞかせて                               | 永戸鉄也           | [ 動画 35 ]     |           | 8thアルバム『∠TRIGGER』                                              |
| 君は100%                                         | 志賀匠             | [ 動画 36 ]     |           | 9thアルバム『PANORAMA PORNO』                                        |
| EXIT                                             | セキ★リュウジ      | [ 動画 37 ]     |           | 32ndシングル『EXIT』                                                 |
| ワンモアタイム                                   | 清水康彦           | [ 動画 38 ]     |           | 9thアルバム『PANORAMA PORNO』                                        |
| ワンモアタイム（スッキリ!!限定バージョン）       |                    | 未公開          |           | 未収録                                                               |
| ゆきのいろ                                       | 清水康彦           | [ 動画 39 ]     |           | 9thアルバム『PANORAMA PORNO』                                        |
| 2012Spark                                        | 清水康彦           | [ 動画 40 ]     |           | 9thアルバム『PANORAMA PORNO』                                        |
| カゲボウシ                                       | 牧鉄馬             | [ 動画 41 ]     |           | 36thシングル『カゲボウシ』                                           |
| 瞬く星の下で                                     | 清水康彦           | [ 動画 42 ]     |           | 37thシングル『瞬く星の下で』                                         |
| 青春花道                                         | 竹内鉄郎           | [ 動画 43 ]     |           | ベストアルバム『PORNOGRAFFITTI 15th Anniversary "ALL TIME SINGLES"』 |
| 東京デスティニー                                 | 竹内鉄郎           | [ 動画 44 ]     |           | ベストアルバム『PORNOGRAFFITTI 15th Anniversary "ALL TIME SINGLES"』 |
| ひとひら                                         |                    | [ 動画 45 ]     | [ 注 52 ] | 未収録                                                               |
| ひとひら（フォトビデオクリップ）                 |                    | [ 動画 46 ]     | [ 注 54 ] | 未収録                                                               |
| 俺たちのセレブレーション                         | 竹内鉄郎           | [ 動画 47 ]     |           | 40thシングル『俺たちのセレブレーション』                             |
| ワン・ウーマン・ショー 〜甘い幻〜                | 竹内鉄郎           | [ 動画 48 ]     |           | 41stシングル『ワン・ウーマン・ショー 〜甘い幻〜』                    |
| オー！リバル                                     | 竹内鉄郎           | [ 動画 49 ]     |           | 42ndシングル『オー！リバル』                                         |
| Ohhh!!! HANABI                                   | 新宮良平           | [ 動画 50 ]     | [ 注 52 ] | 10thアルバム『RHINOCEROS』                                           |
| THE DAY                                          | 荒船泰廣           | [ 動画 51 ]     |           | 43rdシングル『THE DAY』                                              |
| LiAR                                             | 田辺秀伸           | [ 動画 52 ]     |           | 11thアルバム『BUTTERFLY EFFECT』                                     |
| 真っ白な灰になるまで、燃やし尽くせ               | 田辺秀伸           | [ 動画 53 ]     |           | 11thアルバム『BUTTERFLY EFFECT』                                     |
| LiAR（Dual Ver.）                                | 田辺秀伸           | [ 動画 54 ]     | [ 注 52 ] | 未収録                                                               |
| 真っ白な灰になるまで、燃やし尽くせ （Dual Ver.） | 田辺秀伸           | [ 動画 55 ]     | [ 注 52 ] | 未収録                                                               |
| キング&クイーン                                  | 荒船泰廣           | [ 動画 56 ]     |           | 45thシングル『キング&クイーン/Montage』                              |
| Montage                                          | 朝田洋介           | [ 動画 57 ]     |           | 11thアルバム『BUTTERFLY EFFECT』                                     |
| Working men blues                                | 鈴木智之 坂下公貴  | [ 動画 58 ]     | [ 注 52 ] | 46thシングル『カメレオン・レンズ』                                   |
| カメレオン・レンズ                               | 田辺秀伸           | [ 動画 59 ]     |           | 46thシングル『カメレオン・レンズ』                                   |
| ブレス                                           |                    | [ 動画 60 ]     |           | 12thアルバム『暁』                                                   |
| Zombies are standing out                         | 田辺秀伸           | [ 動画 61 ]     |           | 12thアルバム『暁』                                                   |
| フラワー                                         | KEVIN BAO          | [ 動画 62 ]     |           | 12thアルバム『暁』                                                   |
| VS                                               | 大久保拓朗         | [ 動画 63 ]     |           | 50thシングル『VS』                                                   |
| テーマソング                                     | 三石直和           | [ 動画 64 ]     |           | 12thアルバム『暁』                                                   |
| 暁                                               | YUANN              | [ 動画 65 ]     |           | 映像作品『18thライヴサーキット "暁" Live at NIPPON BUDOKAN 2023』    |
| 悪霊少女                                         | Merry Wijaya       | [ 動画 66 ]     |           | 映像作品『18thライヴサーキット "暁" Live at NIPPON BUDOKAN 2023』    |
| ナンバー                                         | Anthony Yano Hays  | 未公開          |           | 映像作品『18thライヴサーキット "暁" Live at NIPPON BUDOKAN 2023』    |
| バトロワ・ゲームズ                               |                    | 未公開          |           | 映像作品『18thライヴサーキット "暁" Live at NIPPON BUDOKAN 2023』    |
| メビウス                                         | Sherman Lee ND Kim | 未公開          |           | 映像作品『18thライヴサーキット "暁" Live at NIPPON BUDOKAN 2023』    |
| You are my Queen                                 |                    | 未公開          |           | 映像作品『18thライヴサーキット "暁" Live at NIPPON BUDOKAN 2023』    |
| クラウド                                         | Jamal Hao          | 未公開          |           | 映像作品『18thライヴサーキット "暁" Live at NIPPON BUDOKAN 2023』    |
| ジルダ                                           |                    | 未公開          |           | 映像作品『18thライヴサーキット "暁" Live at NIPPON BUDOKAN 2023』    |
| 証言                                             | Atalia             | [ 動画 67 ]     |           | 映像作品『18thライヴサーキット "暁" Live at NIPPON BUDOKAN 2023』    |
| アビが鳴く                                       | 大久保拓朗         | [ 動画 68 ]     |           | 未収録                                                               |
| 解放区                                           | Marirui            | [ 動画 69 ]     |           | 未収録                                                               |
| ヴィヴァーチェ                                   | KASICO             | [ 動画 70 ]     |           | 未収録                                                               |

### 書籍
| 発行年月       | タイトル                                                              | 出版社                                    |
| -------------- | --------------------------------------------------------------------- | ----------------------------------------- |
| 2001年03月23日 | ワイラノクロニクル                                                    | シンコーミュージック                      |
| 2004年04月19日 | Real Days                                                             | ソニー・マガジンズ                        |
| 2006年03月29日 | Porno Graffitti document photo book 7th LIVE CIRCUIT SWITCH           | ソニー・マガジンズ                        |
| 2012年04月06日 | 別冊カドカワ 総力特集 ポルノグラフィティ                              | 角川マガジンズ 角川グループパブリッシング |
| 2014年12月22日 | PORNOGRAFFITTI × PATi・PATi COMPLETE BOOK ～15years file～            | エムオン・エンタテインメント              |
| 2019年01月10日 | GUITAR MAGAZINE SPECIAL ARTIST SERIES 『新藤晴一 ポルノグラフィティ』 | リットーミュージック                      |

### その他の作品

#### 未音源化楽曲
| 初披露年 | タイトル                                | 備考 |
| -------- | --------------------------------------- | --- |
| 2001年   | オレ、Cupid                             | →楽曲の詳細は「 オレ、天使 」を参照 |
| 2002年   | X'mas is made of Love                   | - 作詞: 新藤晴一 / 作曲: Tama - 『SPECIAL LIVE 2002-2003 "BITTER SWEET MUSIC BIZ"』大阪城ホール公演（12月24日・25日）のために書き下ろされたクリスマスソング。                                                                      |
| 2003年   | LIVE ON LIVE                            | →楽曲の詳細は「 LIVE ON LIVE 」を参照 |
| 2005年   | エブリバディ・セイ                      | →楽曲の詳細は「 Century Lovers 」を参照 |
| 2015年   | 最後のステージ                          | - 作詞: 新藤晴一 / 作曲: 本間昭光 - 2015年11月27日に出演した『本間祭2015 〜これがホンマに本間の音楽祭〜』で披露された楽曲。 - このライヴのために書き下ろされた楽曲で、あらかじめ「音源化もテレビOAもしない楽曲」と公言されていた。 |
| 2015年   | X'mas Song for 本間祭にお越しのみなさん | - 作詞: 新藤晴一 / 作曲: 本間昭光 - 2015年11月27日に出演した『本間祭2015 〜これがホンマに本間の音楽祭〜』で披露された楽曲。 - このライヴのために書き下ろされた楽曲で、あらかじめ「音源化もテレビOAもしない楽曲」と公言されていた。 |
| 2016年   | ラバップソング                          | - 作詞・作曲: Porno Graffitti |
| 2024年   | Taking a break                          | - 『19thライヴサーキット "PG wasn't built in a day"』で披露されたインタールード。 - 同ツアーのライヴアルバムおよびライヴ映像作品に収録されているが、スタジオ音源化は未定となっている。                                             |

#### 参加作品

##### シングル
| 発売日         | タイトル                          | 規格                   |
| -------------- | --------------------------------- | ---------------------- |
| 2011年04月20日 | Let's try again                   | デジタル・ダウンロード |
| 2011年05月26日 | Let's try again                   | CD+DVD                 |
| 2014年07月21日 | それを強さと呼びたい              | デジタル・ダウンロード |
| 2015年07月22日 | それを強さと呼びたい ～2015ver.～ | デジタル・ダウンロード |
| 2017年06月07日 | それを強さと呼びたい 〜2017ver.〜 | デジタル・ダウンロード |
| 2018年06月07日 | それを強さと呼びたい 〜2018ver.〜 | デジタル・ダウンロード |
| 2019年06月07日 | それを強さと呼びたい 〜2019ver.〜 | デジタル・ダウンロード |

##### アルバム
|                  | 発売日         | タイトル                                                       | 収録曲                         | 規格   | 形態           |
| ---------------- | -------------- | -------------------------------------------------------------- | ------------------------------ | ------ | -------------- |
| コンピレーション | 2001年10月24日 | PROJECT 2002 The Monsters                                      | サウダージ                     | CD     | 日本盤         |
| コンピレーション | 2001年10月24日 | PROJECT 2002 The Monsters                                      | サウダージ                     | CD+DVD | 韓国盤         |
| コンピレーション | 2002年05月29日 | 2002 FIFA World Cup Official Album 〜Songs of KOREA/JAPAN〜    | Go Steady Go!                  | CD     | 日本盤         |
| オムニバス       | 2004年10月14日 | 鋼の錬金術師 COMPLETE BEST                                     | メリッサ                       | CD+DVD | 期間生産限定盤 |
| オムニバス       | 2005年02月23日 | 鋼の錬金術師 COMPLETE BEST                                     | メリッサ                       | CD     |                |
| トリビュート     | 2006年04月26日 | Words of 雪之丞                                                | POISON（カバー）               | CD     |                |
| コンピレーション | 2008年03月26日 | Anime×Music Collaboration 39 '02-'07                           | メリッサ                       | CD     |                |
| コンピレーション | 2008年03月26日 | Anime×Music Collaboration 39 '02-'07                           | Winding Road                   | CD     |                |
| コンピレーション | 2010年12月01日 | BLEACH BERRY BEST                                              | アニマロッサ                   | CD+DVD | 期間生産限定盤 |
| コンピレーション | 2010年12月01日 | BLEACH BERRY BEST                                              | 今宵、月が見えずとも           | CD+DVD | 期間生産限定盤 |
| オムニバス       | 2012年02月29日 | 鋼の錬金術師 THE BEST                                          | メリッサ                       | CD     |                |
| コンピレーション | 2016年09月21日 | MD2000 ~ReLIFE Ending Songs~                                   | サウダージ                     | CD     |                |
| オムニバス       | 2017年03月22日 | 劇場版 名探偵コナン 主題歌集 〜"20"All Songs〜                 | オー！リバル                   | CD     |                |
| トリビュート     | 2017年06月07日 | 今日までもそして明日からも、吉田拓郎 tribute to TAKURO YOSHIDA | 永遠の嘘をついてくれ（カバー） | CD     |                |
| オムニバス       | 2020年12月16日 | ミリオンデイズ～あの日のわたしと、歌え。～ mixed by DJ和       | アゲハ蝶                       | CD     |                |
| オムニバス       | 2021年08月18日 | 時間旅行 [DJ和の"あの頃"アニソンMIX]                           | メリッサ                       | CD     |                |
| オムニバス       | 2022年02月16日 | HAPPY ～たまには大人をサボっちゃお?～ mixedby DJ和             | ミュージック・アワー           | CD     |                |
| オムニバス       | 2023年02月01日 | ポケモンTVアニメ主題歌 BEST OF BEST OF BEST 1997-2022          | ブレス                         | CD+DVD |                |
| オムニバス       | 2023年02月01日 | ポケモンTVアニメ主題歌 BEST OF BEST OF BEST 1997-2022          | ブレス                         | CD+BD  |                |
| オムニバス       | 2023年03月08日 | ブラッシュアップライフ ～平成の答え合わせMIX～ By DJ和         | アポロ                         | CD     |                |
| オムニバス       | 2024年01月07日 | Aniplex 20th Anniversary Mix Collection                        | メリッサ                       | CD     |                |

#### 楽曲提供
| 発売日       | アーティスト | タイトル           | 備考 | 備考        |
| ------------ | ------------ | ------------------ | --- | ----------- |
| 2023年6月7日 | 角巻わため   | Fins               | - 作詞: 新藤晴一 / 作曲: 岡野昭仁, tasuku / 編曲: tasuku / プロデュース: 田村充義 - ポルノグラフィティとしては初の楽曲提供。                     | [ 動画 71 ] |
| 2024年8月1日 | はっさくん   | はっさくんのテーマ | - 作詞: 新藤晴一 / 作曲: 岡野昭仁 / 編曲: tasuku / 歌: 因島高校のみんな - 「島ごとぽるの展」開催と「はっさくん10周年」を記念して制作された楽曲。 | [ 動画 72 ] |

## 受賞歴
| 年     | 賞                             | 賞                                        | 受賞作品                    |
| ------ | ------------------------------ | ----------------------------------------- | --------------------------- |
| 1999年 | 第37回ゴールデンアロー賞       | 新人賞（音楽）                            | アポロ                      |
| 2000年 | 第33回日本有線大賞             | 有線音楽優秀賞（ポップス）                | サウダージ                  |
| 2002年 | 第16回日本ゴールドディスク大賞 | ソング・オブ・ザ・イヤー                  | アゲハ蝶                    |
| 2002年 | 第16回日本ゴールドディスク大賞 | ロック・アルバム・オブ・ザ・イヤー        | foo?                        |
| 2002年 | 第35回日本有線大賞             | 有線音楽優秀賞（ポップス）                | Mugen                       |
| 2004年 | 第18回日本ゴールドディスク大賞 | ソング・オブ・ザ・イヤー                  | メリッサ                    |
| 2005年 | 第19回日本ゴールドディスク大賞 | ロック&ポップ・アルバム・オブ・ザ・イヤー | PORNO GRAFFITTI BEST RED'S  |
| 2005年 | 第19回日本ゴールドディスク大賞 | ロック&ポップ・アルバム・オブ・ザ・イヤー | PORNO GRAFFITTI BEST BLUE'S |

## タイアップ
| 年     | 起用楽曲                           | タイアップ |
| ------ | ---------------------------------- | --- |
| 1999年 | アポロ                             | TBS系列『ここがヘンだよ日本人』エンディングテーマ                                                               |
| 2000年 | ヒトリノ夜                         | フジテレビ系列 アニメ『GTO』オープニングテーマ・主題歌（第17話 - 第45話）                                       |
| 2000年 | ミュージック・アワー               | 大塚製薬「ポカリスエット」2000年度CMソング                                                                      |
| 2000年 | サウダージ                         | TBS系列『ワンダフル』 ミニドラマ主題歌                                                                          |
| 2000年 | サウダージ                         | <メンバー出演> 大塚製薬「ポカリスエット」ミュージックリーグver. CMソング                                        |
| 2001年 | アゲハ蝶                           | <メンバー出演> エフティ資生堂「ティセラ・トコナッツココナッツ」CMソング                                         |
| 2002年 | Mugen                              | 『2002 FIFAワールドカップ』NHK放送テーマソング                                                                  |
| 2002年 | Go Steady Go!                      | 『2002 FIFAワールドカップ』NHK放送イメージソング                                                                |
| 2003年 | 渦                                 | テレビ朝日系列 金曜ナイトドラマ『スカイハイ』主題歌                                                             |
| 2003年 | ワールド☆サタデーグラフティ        | NHK総合テレビ『ポップジャム』エンディングテーマ                                                                 |
| 2003年 | メリッサ                           | TBS系列 アニメ『鋼の錬金術師』第1クール オープニングテーマ                                                      |
| 2003年 | 愛が呼ぶほうへ                     | TBS系列 日曜劇場『末っ子長男姉三人』主題歌                                                                      |
| 2004年 | 黄昏ロマンス                       | 日本テレビ系列 水曜ドラマ『一番大切な人は誰ですか?』主題歌                                                      |
| 2005年 | ネオメロドラマティック             | ダイハツ工業「ムーヴカスタム」CMソング （2005年1月 - 4月）                                                      |
| 2005年 | ROLL                               | <メンバー出演> 武田食品工業『C1000タケダ ビタミンレモン』CMソング                                               |
| 2005年 | ジョバイロ                         | TBS系列 木曜ドラマ『今夜ひとりのベッドで』主題歌                                                                |
| 2005年 | DON'T CALL ME CRAZY                | ダイハツ工業「ムーヴカスタム」CMソング（2005年9月 - 12月）                                                      |
| 2006年 | ハネウマライダー                   | 大塚製薬「ポカリスエット」2006年度CMソング                                                                      |
| 2006年 | Winding Road                       | TBS系列 アニメ『天保異聞 妖奇士』第1クール エンディングテーマ                                                   |
| 2007年 | リンク                             | 富士重工業「スバル・インプレッサ」CMソング（2007年6月 - 2008年5月）                                             |
| 2008年 | あなたがここにいたら               | 日活配給 映画『奈緒子』主題歌                                                                                   |
| 2008年 | ギフト                             | 東映配給 映画『フライング☆ラビッツ』主題歌                                                                      |
| 2008年 | A New Day                          | 富士重工業「スバル・インプレッサ」CMソング（2008年10月 - 12月）                                                 |
| 2008年 | 約束の朝                           | 味の素「クノール カップスープ」CMソング（2008年10月 - 12月）                                                    |
| 2008年 | 今宵、月が見えずとも               | 東宝配給 映画『劇場版BLEACH Fade to Black 君の名を呼ぶ』主題歌                                                  |
| 2008年 | 今宵、月が見えずとも               | エムティーアイ『MUSIC.JP』CMソング                                                                              |
| 2009年 | 今宵、月が見えずとも               | PSP専用ゲームソフト『BLEACH 〜ヒート・ザ・ソウル6〜』オープニングテーマ                                         |
| 2009年 | この胸を、愛を射よ                 | 『レコチョク』CMソング                                                                                          |
| 2009年 | アニマロッサ                       | テレビ東京系列 アニメ『BLEACH』第11期オープニングテーマ                                                         |
| 2010年 | 瞳の奥をのぞかせて                 | テレビ朝日系列 ドラマ『宿命 1969-2010 -ワンス・アポン・ア・タイム・イン・東京-』主題歌                          |
| 2010年 | Rainbow                            | 『天皇盃 第15回全国都道府県対抗男子駅伝競走大会』テーマソング                                                   |
| 2010年 | GET IT ON                          | <メンバー出演> サントリーフーズ「ペプシネックス」CMソング                                                       |
| 2011年 | EXIT                               | フジテレビ系列 月9ドラマ『大切なことはすべて君が教えてくれた』主題歌                                            |
| 2011年 | Rainbow                            | 『天皇盃 第16回全国都道府県対抗男子駅伝競走大会』テーマソング                                                   |
| 2011年 | ワンモアタイム                     | 日本テレビ系列『スッキリ!!』2011年9月度エンディングテーマ                                                       |
| 2012年 | 2012Spark                          | 東宝配給 映画『逆転裁判』主題歌                                                                                 |
| 2012年 | Rainbow                            | 『天皇盃 第17回全国都道府県対抗男子駅伝競走大会』テーマソング                                                   |
| 2012年 | カゲボウシ                         | NHK総合テレビ ドラマ10『つるかめ助産院〜南の島から〜』主題歌                                                    |
| 2013年 | 瞬く星の下で                       | TBS系列 アニメ『マギ The labyrinth of magic』第2クール オープニングテーマ                                       |
| 2013年 | Rainbow                            | 『天皇盃 第18回全国都道府県対抗男子駅伝競走大会』テーマソング                                                   |
| 2013年 | エピキュリアン                     | BMW「MINI」CMソング                                                                                             |
| 2013年 | 東京デスティニー                   | TBS系列『COUNT DOWN TV』2013年10月・11月度オープニングテーマ                                                    |
| 2014年 | Rainbow                            | 『天皇盃 第19回全国都道府県対抗男子駅伝競走大会』テーマソング                                                   |
| 2014年 | 俺たちのセレブレーション           | 日本テレビ系列『スッキリ!!』2014年9月度エンディングテーマ                                                       |
| 2015年 | Rainbow                            | 『天皇盃 第20回全国都道府県対抗男子駅伝競走大会』テーマソング                                                   |
| 2015年 | オー！リバル                       | 東宝配給 映画『名探偵コナン 業火の向日葵』主題歌                                                                |
| 2016年 | Rainbow                            | 『天皇盃 第21回全国都道府県対抗男子駅伝競走大会』テーマソング                                                   |
| 2016年 | THE DAY                            | TBS系列 アニメ『僕のヒーローアカデミア』第1クール オープニングテーマ                                            |
| 2016年 | サウダージ                         | UHF アニメ『ReLIFE』第7話エンディングテーマ                                                                     |
| 2016年 | LiAR                               | 日本テレビ系列『スッキリ!!』2016年11月度エンディングテーマ                                                      |
| 2016年 | 真っ白な灰になるまで、燃やし尽くせ | フジテレビ系列『魁！ミュージック』11月度マンスリーアーティスト                                                  |
| 2017年 | Rainbow                            | 『天皇盃 第22回全国都道府県対抗男子駅伝競走大会』テーマソング                                                   |
| 2017年 | キング&クイーン                    | 『2017年ワールドグランドチャンピオンズカップ』日本テレビ系列放送テーマソング                                    |
| 2017年 | Montage                            | テレビ東京系列 アニメ『パズドラクロス』第3期オープニングテーマ                                                  |
| 2017年 | Working men blues                  | Amazonオリジナルドラマシリーズ『チェイス 第1章』主題歌                                                          |
| 2018年 | Rainbow                            | 『天皇盃 第23回全国都道府県対抗男子駅伝競走大会』テーマソング                                                   |
| 2018年 | カメレオン・レンズ                 | テレビ朝日系列 金曜ナイトドラマ『ホリデイラブ』主題歌                                                           |
| 2018年 | ブレス                             | 東宝配給 映画 『劇場版ポケットモンスター みんなの物語』主題歌                                                   |
| 2018年 | Zombies are standing out           | <メンバー出演> ソニー「ウォークマン NW-A50シリーズ」Web CMソング                                                |
| 2018年 | フラワー                           | 松竹配給 映画『こんな夜更けにバナナかよ 愛しき実話』主題歌                                                      |
| 2018年 | ブレス                             | 『広島国際映画祭2018』オフィシャル応援ソング                                                                    |
| 2019年 | Rainbow                            | 『天皇盃 第24回全国都道府県対抗男子駅伝競走大会』テーマソング                                                   |
| 2019年 | 愛が呼ぶほうへ                     | HTV『テレビ派』×NHK『お好みワイドひろしま』コラボレーション企画 『がんばろう!広島を元気に! 』テーマミュージック |
| 2019年 | VS                                 | 日本テレビ系列 アニメ『MIX』第2クールオープニングテーマ                                                         |
| 2020年 | Rainbow                            | 『天皇盃 第25回全国都道府県対抗男子駅伝競走大会』テーマソング                                                   |
| 2020年 | 一雫                               | 第37回全国都市緑化ひろしまフェア『ひろしまはなのわ2020』公式テーマソング                                        |
| 2022年 | Rainbow                            | 『天皇盃 第27回全国都道府県対抗男子駅伝競走大会』テーマソング                                                   |
| 2023年 | Rainbow                            | 『天皇盃 第28回全国都道府県対抗男子駅伝競走大会』テーマソング                                                   |
| 2023年 | アビが鳴く                         | 『G7広島サミット』応援ソング                                                                                    |
| 2024年 | Rainbow                            | 『天皇盃 第29回全国都道府県対抗男子駅伝競走大会』テーマソング                                                   |
| 2024年 | ヴィヴァーチェ                     | カナデビア企業ブランドCMイメージソング『カナデビアなら知っている』篇                                            |
| 2025年 | Rainbow                            | 『天皇盃 第30回全国都道府県対抗男子駅伝競走大会』テーマソング                                                   |
| 2025年 | 言伝 ―ことづて―                    | NHK広島『被爆80年プロジェクト わたしが、つなぐ。』テーマソング                                                  |
| 2025年 | ヴィヴァーチェ                     | カナデビア企業ブランドCMイメージソング『カナデビアなら知っている 脱炭素化』篇                                   |
| 2025年 | THE REVO                           | 読売テレビ・日本テレビ系列 アニメ『僕のヒーローアカデミア FINAL SEASON』オープニングテーマ                      |

## ライヴ

### 単独ライヴ
- ポルノグラフィティの単独ライヴは、日本全国のホールやアリーナを回るライヴツアー『ライヴサーキット』と単発のスペシャルライヴ『ロマンスポルノ』の二つに大きく分けられる。この他にもファンクラブ会員限定ライヴイベント『FANCLUB UNDERWORLD』や単発のスペシャルライヴを定期的に開催している。
- 2006年以降のロマンスポルノとアリーナツアーでは、ライヴナビゲーターと呼ばれるライヴ毎のオリジナルキャラクターが登場している[200]。

#### 1999年 - 2009年
| フェスティバルホール公演 (6/1) 1. INNERVISIONS 2. アポロ 3. グァバジュース 4. Name is man 〜君の味方〜 5. 夜明けまえには 6. 愛なき･･･ 7. オレ、天使 8. ライオン 9. PRIME 10. デッサン#1 11. デッサン#2 春光 12. ヒトリノ夜 13. サウダージ 14. 空想科学少年 15. ミュージック・アワー 16. Report 21 -ENCORE- 1. 狼 2. ジレンマ | 神戸チキンジョージ公演 (6/3) 1. Jazz up 2. アポロ 3. グァバジュース 4. マシンガントーク 5. INNERVISIONS 6. 愛なき･･･ 7. オレ、天使 8. デッサン#2 春光 9. 夜明けまえには 10. ライオン 11. PRIME 12. サウダージ 13. 空想科学少年 14. Century Lovers 15. ミュージック・アワー -ENCORE- 1. Report 21 2. ジレンマ |

| 横浜アリーナ公演 (1/20) 1. ジレンマ 2. オレ、天使 3. マシンガントーク 4. アポロ 5. リビドー 6. ビタースイート 7. 見つめている 8. Search the best way 9. ロマンチスト・エゴイスト 10. ハート 11. サボテン 12. アゲハ蝶 13. Heart Beat 14. 幸せについて本気出して考えてみた 15. サウダージ 16. Century Lovers 17. ミュージック・アワー 18. ヴォイス 19. オレ、Cupid -ENCORE- 1. ダイアリー 00/08/26 2. ライオン 3. Report 21 | 福岡ドラムロゴス公演 (1/11) 1. ジレンマ 2. オレ、天使 3. マシンガントーク 4. アポロ 5. リビドー 6. ビタースイート 7. ライオン 8. Search the best way 9. ロマンチスト・エゴイスト 10. サボテン 11. アゲハ蝶 12. キミへのドライブ 13. Heart Beat 14. 幸せについて本気出して考えてみた 15. サウダージ 16. Century Lovers 17. ミュージック・アワー -ENCORE- 1. ダイアリー 00/08/26 |

| 仙台サンプラザホール公演 (9/27) 1. Go Steady Go! 2. 敵はどこだ? 3. 空想科学少年 4. ミュージック・アワー 5. Report 21 6. n.t. 7. Aokage 8. ヴォイス 9. アゲハ蝶 10. didgedilli 11. ラスト オブ ヒーロー 12. グァバジュース 13. パレット 14. Mugen 15. Century Lovers 16. 幸せについて本気出して考えてみた -ENCORE- 1. サウダージ 2. ジレンマ | 日本武道館公演 (10/11) 1. 敵はどこだ 2. 空想科学少年 3. アゲハ蝶 4. ミュージック・アワー 5. Report 21 6. n.t. 7. ハート 8. Aokage 9. didgedilli 10. ラスト オブ ヒーロー 11. サウダージ 12. Century Lovers 13. 幸せについて本気出して考えてみた -ENCORE- 1. Mugen 2. Giant Groove 3. 狼 4. Jazz up 5. ビタースイート |

| 東京体育館公演 (12/31) 1. ヴォイス 2. 見えない世界 3. 月飼い 4. 惑星キミ 5. パレット 6. Century Lovers 7. ヒトリノ夜 8. 幸せについて本気出して考えてみた 9. Butterfly 〜awe〜 10. 音のない森 11. 渦 12. ラック 13. カルマの坂 14. Anotherday for "74ers" 15. CLUB UNDERWORLD 16. Go Steady GO! 17. マシンガントーク 18. Mugen 19. ワールド☆サタデーグラフティ 20. メリッサ 21. 愛が呼ぶほうへ -ENCORE- 1. ヴィンテージ 2. クリスチーナ 3. ジレンマ | 新潟PHASE公演 (1/24) 1. アポロ 2. マシンガントーク 3. ライオン 4. 音のない森 5. デッサン#1 6. 渦 7. ラック 8. Anotherday for "74ers" 9. CLUB UNDERWORLD 10. LIVE ON LIVE 11. Mugen 12. Century Lovers 13. メリッサ -ENCORE- 1. 愛が呼ぶほうへ 2. ジレンマ |

| 愛媛県県民文化会館公演 (6/30) 1. Ouch!! 2. ラスト オブ ヒーロー 3. メリッサ 4. 東京ランドスケープ 5. n.t. 6. ヴィンテージ 7. アゲハ蝶 8. 何度も 9. Twilight, トワイライト 10. うたかた 11. ROLL 12. ドリーマー 13. プッシュプレイ 14. ミュージック・アワー 15. ネオメロドラマティック 16. Let's go to the answer 17. We Love Us -ENCORE- 1. シスター 2. 黄昏ロマンス 3. ジレンマ | フェスティバルホール公演 (11/9) 1. NaNaNa サマーガール 2. ラスト オブ ヒーロー 3. PRISON MANSION 4. 東京ランドスケープ 5. DON'T CALL ME CRAZY 6. Free and Freedom 7. アゲハ蝶 8. 何度も 9. Twilight, トワイライト 10. うたかた 11. ROLL 12. ドリーマー 13. プッシュプレイ 14. メリッサ 15. ミュージック・アワー 16. ネオメロドラマティック 17. Let's go to the answer 18. We Love Us -ENCORE- 1. ジョバイロ 2. ライオン 3. ジレンマ | 日本武道館公演 (12/13-18) 1. Let's go to the answer 2. Heart Beat 3. ビタースイート 4. 東京ランドスケープ 5. DON'T CALL ME CRAZY 6. Free and Freedom 7. アゲハ蝶 8. 何度も 9. Twilight, トワイライト 10. 愛が呼ぶほうへ 11. ROLL 12. ジョバイロ 13. プッシュプレイ 14. Century Lovers 15. ネオメロドラマティック 16. メリッサ 17. We Love Us -ENCORE- 1. ミュージック・アワー 2. ジレンマ 3. Hard Days, Holy Night |

| 中学生の部 1. アポロ 2. ジョバイロ 3. サウダージ 4. DON'T CALL ME CRAZY 5. 愛が呼ぶほうへ 6. メリッサ 7. アゲハ蝶 8. ミュージック・アワー 9. ネオメロドラマティック 10. Let's go to the answer 11. Mugen -ENCORE- 1. ジレンマ | 小学生の部 1. アポロ 2. ジョバイロ 3. サウダージ 4. Mugen 5. アゲハ蝶 6. メリッサ 7. ミュージック・アワー 8. ネオメロドラマティック 9. 愛が呼ぶほうへ -ENCORE- 1. ジレンマ | 高校生の部 1. アポロ 2. ジョバイロ 3. Mugen 4. DON'T CALL ME CRAZY 5. サボテン 6. 愛が呼ぶほうへ 7. アゲハ蝶 8. メリッサ 9. ミュージック・アワー 10. ネオメロドラマティック 11. Let's go to the answer -ENCORE- 1. ジレンマ |

| ライヴハウス公演 Aパターン 1. Please say yes, yes, yes 2. メリッサ 3. Light and Shadow 4. リンク 5. ミュージック・アワー 6. ウォーカー 7. 農夫と赤いスカーフ 8. そらいろ 9. 鉄槌 10. 空蝉 11. 鯨 (Aパターン) / モンスター (Bパターン) 12. My 80's (A) / 黄昏ロマンス (B) 13. ネオメロドラマティック (A) / パレット (B) 14. ジョバイロ 15. ROLL 16. ハネウマライダー 17. マシンガントーク 18. ベアーズ -ENCORE- 1. あなたがここにいたら 2. Hard Days, Holy Night (12/16-25) 3. ジレンマ | ホール公演 Bパターン 1. ベアーズ 2. マシンガントーク 3. ハネウマライダー 4. ROLL 5. ホール 6. パレット 7. 黄昏ロマンス 8. あなたがここにいたら 9. 空蝉 10. 鉄槌 11. そらいろ 12. 農夫と赤いスカーフ 13. ウォーカー 14. ミュージック・アワー 15. リンク 16. Light and Shadow 17. メリッサ 18. Please say yes, yes, yes -ENCORE- 1. ギフト 2. Century Lovers 3. ジレンマ |

| さいたまスーパーアリーナ公演 (3/22) 1. 今宵、月が見えずとも 2. ギフト 3. メリッサ 4. リンク 5. 痛い立ち位置 6. サウダージ 7. リビドー 8. 東京ランドスケープ 9. Love,too Death,too 10. 月飼い 11. ROLL 12. 約束の朝 13. あなたがここにいたら 14. didgedilli 15. メドレー - DON’T CALL ME CRAZY - ジョバイロ - 愛が呼ぶほうへ - アゲハ蝶 - アポロ - ミュージック・アワー 16. Century Lovers 17. 空想科学少年 18. ハネウマライダー 19. Mugen 20. ネオメロドラマティック 21. シスター -ENCORE- 1. ダイアリー 00/08/26 2. Please say yes, yes, yes 3. ジレンマ | 国立代々木競技場 第一体育館公演 (5/24) 1. 今宵、月が見えずとも 2. ギフト 3. メリッサ 4. リンク 5. サボテン 6. サウダージ 7. リビドー 8. 東京ランドスケープ 9. 蝙蝠 10. この胸を、愛を射よ 11. ROLL 12. ハート 13. あなたがここにいたら 14. didgedilli 15. メドレー - DON’T CALL ME CRAZY - ジョバイロ - 愛が呼ぶほうへ - アゲハ蝶 - アポロ - ミュージック・アワー 16. Century Lovers 17. 空想科学少年 18. ハネウマライダー 19. Mugen 20. ネオメロドラマティック 21. シスター -ENCORE- 1. ダイアリー 00/08/26 2. Please say yes, yes, yes 3. ジレンマ |

#### 2010年 - 2019年
| 名古屋国際会議場センチュリーホール公演 (7/23) 1. ∠RECEIVER 2. アニマロッサ 3. Go Steady Go! 4. Mugen 5. IN THE DARK 6. 瞳の奥をのぞかせて 7. Rainbow 8. 邪険にしないで 9. この胸を、愛を射よ 10. クリシェ 11. 光の矢 12. ロスト 13. 今宵、月が見えずとも 14. ネガポジ 15. MONSTER 16. ネオメロドラマティック 17. ミュージック・アワー 18. ギフト～∠RECEIVER -ENCORE- 1. メリッサ 2. ハネウマライダー 3. Century Lovers | 沖縄コンベンション劇場公演 (10/10) 1. ∠RECEIVER 2. アニマロッサ 3. 君は100% 4. IN THE DARK 5. 瞳の奥をのぞかせて 6. Rainbow 7. 邪険にしないで 8. この胸を、愛を射よ 9. クリシェ 10. 光の矢 11. ロスト 12. リンク 13. 今宵、月が見えずとも 14. ネガポジ 15. MONSTER 16. ネオメロドラマティック 17. ミュージック・アワー 18. ギフト～∠RECEIVER -ENCORE- 1. Mugen 2. ハネウマライダー 3. Century Lovers 4. メリッサ |

| DAY1 1. ∠RECEIVER 2. アニマロッサ 3. 君は100％ 4. 煙 5. IN THE DARK 6. 瞳の奥をのぞかせて 7. Rainbow 8. LIVE ON LIVE 9. EXIT 10. 邪険にしないで 11. この胸を、愛を射よ 12. クリシェ 13. 光の矢 14. ロスト 15. リンク 16. マシンガントーク 17. 今宵、月が見えずとも 18. ネガポジ 19. MONSTER 20. ネオメロドラマティック 21. ミュージック・アワー 22. ギフト～∠RECEIVER -ENCORE- 1. マンピーのG★SPOT 2. Mugen 3. ハネウマライダー | DAY2 1. ∠RECEIVER 2. アニマロッサ 3. 君は100% 4. 煙 5. IN THE DARK 6. 瞳の奥をのぞかせて 7. Rainbow 8. ネガポジ 9. LIVE ON LIVE 10. EXIT 11. 邪険にしないで 12. この胸を、愛を射よ 13. クリシェ 14. 光の矢 15. ロスト 16. リンク 17. 今宵、月が見えずとも 18. Century Lovers 19. MONSTER 20. ネオメロドラマティック 21. ミュージック・アワー 22. ギフト～∠RECEIVER -ENCORE- 1. マンピーのG★SPOT 2. Mugen 3. ハネウマライダー |

| 静岡市民文化会館公演 (8/28) 1. メリーゴーラウンド 2. 2012Spark 3. 9.9㎡ 4. ネオメロドラマティック 5. はなむけ 6. 星球 7. 素敵すぎてしまった 8. シスター 9. EXIT 10. カゲボウシ 11. Truly 12. カシオペヤの後悔 13. FLAG 14. 電光石火 15. Century Lovers 16. ハネウマライダー 17. ワンモアタイム 18. サウダージ 19. メジャー 20. 光のストーリー -ENCORE- 1. カゲボウシ 2. ジレンマ | 日本ガイシホール公演 (12/22,23) 1. メリーゴーラウンド 2. 2012Spark 3. やがて哀しきロックンロール 4. ネオメロドラマティック 5. はなむけ 6. 星球 7. 素敵すぎてしまった 8. シスター 9. EXIT 10. ゆきのいろ 11. Truly 12. カシオペヤの後悔 13. FLAG 14. 電光石火 15. Hard Days, Holy Night 16. ミュージック・アワー 17. メリッサ (12/22) / Mugen (12/23) 18. ワンモアタイム 19. サウダージ 20. メジャー 21. 光のストーリー -ENCORE- 1. カゲボウシ 2. 瞬く星の下で 3. ジレンマ |

| 名古屋国際会議場センチュリーホール公演 (10/15) 1. ANGRY BIRD 2. 俺たちのセレブレーション 3. Stand Alone 4. 空が青すぎて 5. ソーシャル ESCAPE 6. ポストマン 7. ジョバイロ 8. 螺旋 9. ミステーロ 10. バベルの風 11. AGAIN 12. メリッサ 13. wataridori 14. 瞳の奥をのぞかせて 15. サウダージ 16. Century Lovers 17. ミュージック・アワー 18. Good luck to you 19. Ohhh!!! HANABI 20. オー！リバル -ENCORE- 1. デザイア 2. ジレンマ | 大阪城ホール公演 (12/22) 1. ANGRY BIRD 2. 俺たちのセレブレーション 3. Stand Alone 4. ソーシャル ESCAPE 5. ポストマン 6. ワン・ウーマン・ショー 〜甘い幻〜 7. ジョバイロ 8. 螺旋 9. ミステーロ 10. バベルの風 11. AGAIN 12. メリッサ 13. Hard Days, Holy Night 14. Hey Mama 15. wataridori 16. 瞳の奥をのぞかせて 17. サウダージ 18. Century Lovers 19. Mugen 20. Good luck to you 21. Ohhh!!! HANABI 22. オー！リバル -ENCORE- 1. スロウ・ザ・コイン 2. ジレンマ |

| 三郷市文化会館公演 (11/17) 1. 夜間飛行 2. Montage 3. 真っ白な灰になるまで、燃やし尽くせ 4. ワールド☆サタデーグラフティ 5. ダリア 6. ネオメロドラマティック 7. メリッサ 8. Working men blues 9. 170828-29 10. 君の愛読書がケルアックだった件 11. クリスマスのHide＆Seek 12. カゲボウシ 13. 月飼い 14. Part time love affair 15. Fade away 16. ギフト 17. Rainbow 18. THE DAY 19. ミュージック・アワー 20. キング&クイーン -ENCORE- 1. ハネウマライダー 2. ジレンマ | パシフィコ横浜公演 (4/27) 1. 夜間飛行 2. LiAR 3. 真っ白な灰になるまで、燃やし尽くせ 4. ワールド☆サタデーグラフティ 5. ダリア 6. リンク 7. メリッサ 8. Working men blues 9. 170828-29 10. 君の愛読書がケルアックだった件 11. MICROWAVE 12. ハート 13. 月飼い 14. Part time love affair 15. Fade away 16. Rainbow 17. ギフト 18. THE DAY 19. ハネウマライダー 20. キング&クイーン -ENCORE- 1. カメレオン・レンズ 2. ミュージック・アワー 3. ジレンマ |

| DAY1 1. プッシュプレイ 2. メリッサ 3. THE DAY 4. メドレー - ミュージック・アワー - マシンガントーク - ヴォイス - 狼 - ミュージック・アワー 5. アポロ 6. グラヴィティ 7. Twilight, トワイライト 8. Theme of "74ers" 9. n.t. 10. Hey Mama 11. 渦 12. 俺たちのセレブレーション 13. ジレンマ 14. 愛が呼ぶほうへ 15. ラック 16. キング&クイーン 17. Mugen 18. ネオメロドラマティック 19. ハネウマライダー 20. アゲハ蝶 21. VS -ENCORE- 1. オー！リバル 2. Century Lovers 3. ライラ | DAY2 1. プッシュプレイ 2. Mugen 3. THE DAY 4. メドレー - ミュージック・アワー - マシンガントーク - ヴォイス - 狼 - ミュージック・アワー 5. アポロ 6. n.t. 7. Twilight, トワイライト 8. Theme of "74ers" 9. 瞳の奥をのぞかせて 10. ウェンディの薄い文字 11. リンク 12. サウダージ 13. ブレス 14. 愛が呼ぶほうへ 15. Zombies are standing out 16. サボテン 17. ヒトリノ夜 18. 瞬く星の下で 19. ハネウマライダー 20. アゲハ蝶 21. VS -ENCORE- 1. オー！リバル 2. Century Lovers 3. ライラ |

#### 2020年 -
| LINE CUBE SHIBUYA公演 (9/25) 1. IT'S A NEW ERA 2. 幸せについて本気出して考えてみた 3. ドリーマー 4. ANGRY BIRD 5. Love,too Death,too 6. ウォーカー 7. 君の愛読書がケルアックだった件 8. サウダージ 9. ミステーロ 10. 鉄槌 11. Fade away 12. 元素L 13. Winding Road 14. THE DAY 15. REUNION 16. メリッサ 17. ハネウマライダー 18. テーマソング -ENCORE- 1. メビウス 2. ジレンマ | 東京ガーデンシアター公演 (12/21,22) 1. IT'S A NEW ERA 2. 幸せについて本気出して考えてみた 3. ドリーマー 4. ANGRY BIRD 5. LiAR (12/21) / 今宵、月が見えずとも (12/22) 6. ウォーカー (12/21) / Free and Freedom (12/22) 7. Love,too Death,too 8. ミステーロ 9. サウダージ 10. 鉄槌 11. Fade away 12. 元素L 13. Winding Road 14. THE DAY 15. REUNION 16. メリッサ 17. ハネウマライダー 18. テーマソング -ENCORE- 1. メビウス 2. ナンバー 3. ジレンマ |

| TOKYO DOME CITY HALL公演 (12/26,27) 1. 悪霊少女 2. バトロワ・ゲームズ 3. カメレオン・レンズ 4. ジョバイロ 5. Stand for one's wish (12/26) / オニオンスープ (12/27) 6. サボテン 7. ナンバー 8. クラウド 9. ジルダ 10. うたかた 11. 瞬く星の下で 12. Zombies are standing out 13. メビウス 14. 証言 15. アゲハ蝶 16. ミュージック・アワー 17. VS 18. テーマソング 19. 暁 -ENCORE- 1. Century Lovers 2. ジレンマ | 日本武道館公演 (1/23,24) 1. 悪霊少女 2. バトロワ・ゲームズ 3. カメレオン・レンズ 4. ネオメロドラマティック 5. プリズム 6. 愛が呼ぶほうへ 7. ナンバー 8. クラウド 9. ジルダ 10. うたかた 11. 瞬く星の下で 12. Zombies are standing out 13. メビウス 14. 証言 15. アゲハ蝶 16. ミュージック・アワー 17. VS 18. テーマソング 19. 暁 -ENCORE- 1. OLD VILLAGER 2. Century Lovers 3. ジレンマ |

| 因島公演 (9/1) 1. おいでよサンタモニカ 2. 愛が呼ぶほうへ 3. メジャー 4. アポロ 5. OLD VILLAGER 6. シスター 7. FLAG 8. 前夜 9. Aokage 10. むかいあわせ 11. ギフト 12. THE DAY 13. 螺旋 14. Jazz up 15. 狼 16. ヴィヴァーチェ 17. ヒトリノ夜 18. ネオメロドラマティック 19. ミュージック・アワー 20. アゲハ蝶 21. 解放区 -ENCORE- 1. はっさくんのテーマ 2. ジレンマ 3. Ohhh!!! HANABI | 横浜公演 (9/7, 8) 1. おいでよサンタモニカ 2. ネオメロドラマティック 3. メジャー 4. アポロ 5. 狼 6. OLD VILLAGER 7. FLAG 8. カメレオン・レンズ 9. シスター 10. 愛が呼ぶほうへ 11. むかいあわせ 12. ギフト 13. THE DAY 14. 螺旋 15. Zombies are standing out 16. 今宵、月が見えずとも 17. ひとひら 18. ヒトリノ夜 19. 幸せについて本気出して考えてみた (9/7) / Jazz up (9/8) 20. ミュージック・アワー 21. アゲハ蝶 22. 解放区 -ENCORE- 1. ヴィヴァーチェ 2. Ohhh!!! HANABI 3. ジレンマ |

### その他のライヴ
- デビュー当初は複数のライヴイベントに出演しているが、本項では『PORNOGRAFFITTI LIVE HISTORY 〜1999.09-2009.05〜』で挙げられているライヴのみ記載。

| 一覧 | 一覧 | 一覧 |
| 開催年 | ライヴタイトル | 詳細 |
| --- | --- | --- |
| 1999年 | PATi-PATi Presents at ON AIR EAST                                                                                             | 1公演 9月10日【東京都】渋谷ON AIR EAST セットリスト 1. Jazz up 2. マシンガントーク 3. ヒトリノ夜 4. ロマンチスト・エゴイスト 5. サボテン 6. ジレンマ 7. リビドー 8. Century Lovers 9. アポロ 備考 - メジャーデビュー後初ライヴ。 |
| 1999年 | Act Against AIDS '99. THE VARIETY 7                                                                                           | 1公演 12月1日【東京都】日本武道館 セットリスト 1. アポロ 備考 - 所属事務所のアミューズを中心に音楽業界が力を合わせ展開してきたエイズ啓発運動のコンサートイベント。 - ポルノグラフィティにとって初の武道館ライヴ。 |
| 2000年 | AKASAKA LIVE GOES TO BLITZ Vol.8                                                                                              | 1公演 2月29日【東京都】赤坂BLITZ セットリスト 1. Jazz up 2. ヒトリノ夜 3. ラビュー・ラビュー 4. デッサン#1 5. Century Lovers 6. アポロ 7. ジレンマ |
| 2000年 | PIA Music Foundation Vol.12 "GIFT"                                                                                            | 1公演 5月1日【東京都】渋谷ON AIR EAST セットリスト 1. マシンガントーク 2. PRIME 3. 冷たい手 〜3年8ヶ月〜 4. Century Lovers 5. アポロ |
| 2000年 | ポカリスエット MUSIC LEAGUE 2000 ザ・ライブ!                                                                                  | 3会場3公演 8月15日【福岡県】Zepp Fukuoka 8月17日【東京都】日本武道館 8月21日【北海道】Zepp Sapporo セットリスト 1. アポロ 2. ヒトリノ夜(8/15,17)/マシンガントーク(8/21) 3. ライオン 4. ミュージック・アワー 5. サウダージ 6. Century Lovers -ENCORE- 1. ジレンマ 備考 - SME・大塚製薬共催の新人アーティストコンペティション『ポカリスエット ミュージックリーグ2000』のライヴイベント。 |
| 2000年 | ニッポン放送 LF+R 開局1周年 夏一番！そんなのアリ〜な!?                                                                        | 1公演 8月19日【神奈川県】横浜アリーナ セットリスト 1. ミュージック・アワー 2. サウダージ 備考 - ニッポン放送のヤングタイム深夜放送枠LF+Rの放送開始1周年記念イベント。 |
| 2000年 | MIX2000 FRIDAY AMUSE アミューズ祭                                                                                             | 1公演 10月6日【北海道】札幌ファクトリーホール セットリスト 1. アポロ 2. サウダージ 3. ライオン 4. ミュージック・アワー 5. ヒトリノ夜 |
| 2000年 | ポルノ学園祭 | 2会場2公演 11月03日【京都府】京都ノートルダム女子大学 11月12日【岡山県】ノートルダム清心女子大学 セットリスト 1. Jazz up 2. アポロ 3. PRIME 4. ラビュー・ラビュー 5. 憂色 〜Love is you〜 6. サボテン 7. リビドー 8. サウダージ 9. ライオン 10. Century Lovers 11. ミュージック・アワー -ENCORE- 1. ヒトリノ夜 (11/12) 備考 - 京都ノートルダム女子大学では客席側の床が抜けてしまったため、アンコールがカットされた。 |
| 2000年 | ストリートライヴ in 城天 | 1公演 11月5日【大阪府】大阪城公園 セットリスト 1. Jazz up 2. サウダージ 3. PRIME 4. ライオン 5. ミュージック・アワー 6. ジレンマ 備考 - インディーズ時代以来となる大阪城公園でのストリートライヴ。 - 事前告知なしで開催されたが、新藤曰く「城天は誰でも自由にやれる場所であって、"お休みしていた城天に久しぶりに出た"という感じ」であり、"ゲリラライヴではない"としている。 |
| 2000年 | Act Against AIDS 2000 THE VARIETY 8                                                                                           | 1公演 12月1日【東京都】日本武道館 セットリスト 1. ミュージック・アワー 2. サウダージ |
| 2000年 | B-PASS創刊15周年記念ライブ STOVE LEAGUE 2001                                                                                  | 1公演 12月9日【東京都】渋谷公会堂 セットリスト 1. Jazz up 2. PRIME 3. サボテン 4. サウダージ 5. Century Lovers 6. ミュージック・アワー -ENCORE- 1. ダイアリー 00/08/26 2. ジレンマ 備考 - In the Soup、サイクルズ、SHAMEとの対バンライヴ。 |
| 2001年 | FM愛媛開局20周年記念 JOEU LISTENER'S PARTY                                                                                    | 1公演 2月1日【愛媛県】松山市総合コミュニティセンター セットリスト 1. Search the best way 2. ラビュー・ラビュー 3. サボテン 備考 - 『ポルノグラフィティ ミカン果汁1%』（1999年10月-2000年9月）の放送局であったFM愛媛の開局20周年記念イベント。 |
| 2001年 | 野音でPATi-PATi 〜WE LOVE POP!〜                                                                                              | 1公演 6月16日【東京都】日比谷野外音楽堂 セットリスト 1. サウダージ 2. オレ、天使 3. Name is man 〜君の味方〜 4. Century Lovers 5. ミュージック・アワー 6. Report 21 -ENCORE- 1. サボテン 備考 - メジャーデビュー後初の野外ライヴ。 |
| 2001年 | 迫力だメジャー級! 2度目もアリーナ!?                                                                                           | 1公演 8月19日【神奈川県】横浜アリーナ セットリスト 1. アポロ 2. アゲハ蝶 3. ミュージック・アワー |
| 2001年 | AKASAKA LIVE 20th PARTY | 1公演 9月24日【東京都】日本武道館 セットリスト 1. アゲハ蝶 2. 空想科学少年 3. PRIME 4. ヴォイス 5. サウダージ 6. ミュージック・アワー 7. Report 21 |
| 2001年 | Act Against AIDS 2001 THE VARIETY 9                                                                                           | 1公演 12月1日【東京都】日本武道館 セットリスト 1. アゲハ蝶 2. サウダージ 3. ミュージック・アワー |
| 2001年 | AMUSE SPECIAL NIGHT なんでもアリーナ! 歌イーナ! COUNT DOWN は横浜アリーナ!                                                    | 1公演 12月31日【神奈川県】横浜アリーナ ※カウントダウン公演 セットリスト 1. アゲハ蝶 2. オレ、天使 3. Century Lovers 4. ミュージック・アワー 5. ジレンマ 備考 - アミューズ所属アーティストによるカウントダウンライヴ。 メジャーデビュー後初のカウントダウンライヴであり、翌年には単独でカウントダウンライヴを開催した。 |
| 2002年 | Act Against AIDS 2002 THE VARIETY 10                                                                                          | 1公演 12月1日【東京都】日本武道館 セットリスト 1. Mugen 2. ヒトリノ夜 3. 幸せについて本気出して考えてみた |
| 2003年 | SOUND MARINA 2003 in SAKA 〜Feel the Voice 2〜                                                                                | 1公演 7月19日【広島県】広島坂町ベイサイドエリア野外特設会場 サポートメンバー - 小畑"PUMP"隆彦 (Dr) - ただすけ (Key) - NAOTO (Vn) - nang-chang (Mani) セットリスト 1. ラック 2. アゲハ蝶 3. 音のない森 4. 惑星キミ 5. Mugen 6. ミュージック・アワー 7. 幸せについて本気出して考えてみた 備考 - 初の凱旋野外ライヴ。 |
| 2004年 | 80215 SPECIAL チェリオ LIFEGUARD Presents FM802 ROCK KIDS 802 SPECIAL LIVE -REQUESTAGE 2-                                     | 1公演 5月13日【大阪府】大阪城ホール セットリスト 1. メリッサ 2. ラック 3. アゲハ蝶 4. ミュージック・アワー 5. 幸せについて本気出して考えてみた 備考 - 3人体制でのラストライヴ。 |
| 2004年 | 80215special MEET THE WORLD BEAT 2004                                                                                         | 1公演 7月25日【大阪府】万博記念公園もみじ川芝生広場 サポートメンバー - 小畑"PUMP"隆彦 (Dr) - 野崎森男 (Ba) - ただすけ (Key) - NAOTO (Vn) - nang-chang (Mani) セットリスト 1. Mugen 2. ラック 3. シスター 4. サウダージ 5. メリッサ 6. ミュージック・アワー 備考 - 2人体制での初ライヴ。 |
| 2004年 | SOUND MARINA 2004 in SAKA 〜Feel the Voice 3〜                                                                                | 1公演 8月28日【広島県】広島坂町ベイサイドエリア野外特設会場 セットリスト 1. 敵はどこだ? 2. メリッサ 3. シスター 4. 音のない森 5. アゲハ蝶 6. Mugen 7. ミュージック・アワー |
| 2004年 | a-nation avex SUMMER FESTA 2004                                                                                               | 1公演 8月29日【東京都】国営昭和記念公園野外特設会場 セットリスト 1. メリッサ 2. アゲハ蝶 3. シスター 4. サウダージ 5. Mugen 6. ミュージック・アワー |
| 2004年 | 杏子 20th Anniversary Special Live                                                                                            | 1公演 9月28日【東京都】Shibuya O-WEST |
| 2004年 | Act Against AIDS 2004 THE VARIETY 12                                                                                          | 1公演 12月1日【東京都】日本武道館 セットリスト 1. メリッサ 2. サウダージ 3. 黄昏ロマンス |
| 2005年 | ap bank fes '05 | 1公演 7月17日【静岡県】ヤマハリゾートつま恋 セットリスト 1. アポロ 2. アゲハ蝶 3. ROLL 収録作品 - ライヴ映像作品『ap bank fes '05』※「アゲハ蝶」を収録。 |
| 2005年 | SOUND MARINA 2005 in SAKA 〜Feel the Voice 4〜                                                                                | 1公演 8月27日【広島県】広島港出島野外特設会場 サポートメンバー - 小畑"PUMP"隆彦 (Dr) - 野崎森男 (Ba) - ただすけ (Key) - NAOTO (Vn) - nang-chang (Mani) セットリスト 1. サボテン 2. PRISON MANSION 3. ミュージック・アワー 4. 黄昏ロマンス 5. アゲハ蝶 6. ROLL 7. ネオメロドラマティック 8. NaNaNa サマーガール |
| 2005年 | スピニング・トー・江坂 | 1公演 11月8日【大阪府】ESAKA MUSE サポートメンバー - 小畑"PUMP"隆彦 (Dr) - 野崎森男 (Ba) - ただすけ (Key) - NAOTO (Vn) - nang-chang (Mani) セットリスト 1. Jazz up 2. メリッサ 3. ライオン 4. ラスト オブ ヒーロー 5. PRISON MANSION -ENCORE- 1. ジレンマ 備考 - ポルノグラフィティではなく、サトイモトイモ名義での出演。 - 「対バンでライヴがしたい」「インディーズ時代にお世話になったハコ（ライヴハウス）でやりたい」というメンバーたっての願いで実現したライヴで、オープニングナンバーの「Jazz up」や「ライオン」「ジレンマ」などインディーズ時代からの楽曲も披露した。なお、開催にあたり、ライヴハウス等に迷惑をかけてしまう可能性を考慮し、事前の告知等はされず事後報告となった。 |
| 2005年 | Act Against AIDS 2005 THE VARIETY 13                                                                                          | 1公演 12月1日【東京都】日本武道館 セットリスト 1. ジョバイロ 2. ミュージック・アワー 3. ネオメロドラマティック |
| 2006年 | 株式会社アミューズ 第28期定時株主総会                                                                                         | 1公演 6月22日【東京都】新宿コマ劇場 セットリスト 備考 - 株主総会終了後に開催されたステージイベント。 |
| 2006年 | ap bank fes '06 | 1公演 7月15日【静岡県】ヤマハリゾートつま恋 セットリスト 1. ジョバイロ 2. 愛が呼ぶほうへ 3. メリッサ 収録作品 - ライヴ映像作品『ap bank fes '06』※「メリッサ」を収録。 |
| 2006年 | THE 夢人島 Fes.2006 WOW!! 紅白! エンタのフレンドパーク Hey Hey ステーション …に泊まろう!                                      | 1会場2公演 8月26日【静岡県】浜名湖ガーデンパーク 8月27日【静岡県】浜名湖ガーデンパーク サポートメンバー - 小畑"PUMP"隆彦 (Dr) - 野崎森男 (Ba) - ただすけ (Key) - NAOTO (Vn) - nang-chang (Mani) セットリスト 1. DON'T CALL ME CRAZY 2. アゲハ蝶 3. Winding Road 4. Mugen 5. 幸せについて本気出して考えてみた 6. ミュージック・アワー 7. ハネウマライダー 備考 - 事務所の大先輩である桑田佳祐が発起人となった大型野外ロックフェス。 - 加山雄三 with 桑田佳祐 Special Band（26日）、Mr.Children（27日）の演奏後には桑田佳祐&ポルノグラフィティによるスペシャル・セッションで「神田川」を披露。また、岡野はフィナーレを飾ったサザンオールスターズの「希望の轍」に、メインステージ出演のボーカリストと共に参加した。 |
| 2007年 | オールナイトニッポン40周年記念 8・25 オールナイトニッポン武道館                                                               | 1公演 8月25日【東京都】日本武道館 サポートメンバー - 野崎真助 (Dr) - 野崎森男 (Ba) - ただすけ (Key) - NAOTO (Vn) - 坂井"LAMBSY"秀彰 (Per) - nang-chang (Mani) セットリスト 1. Mugen 2. リンク 3. ジョバイロ 4. ミュージック・アワー 5. ハネウマライダー |
| 2007年 | SOUND MARINA 2007 in SAKA 〜Feel the Voice Special〜                                                                          | 1公演 9月2日【広島県】広島港出島野外特設会場 サポートメンバー - 野崎真助 (Dr) - 野崎森男 (Ba) - ただすけ (Key) - NAOTO (Vn) - nang-chang (Mani) セットリスト 1. ミュージック・アワー 2. Century Lovers 3. Mr.ジェロニモ 4. Twilight, トワイライト 5. Winding Road 6. Mugen 7. リンク 8. ハネウマライダー -ENCORE- 1. ジレンマ |
| 2007年 | 柏木広樹PRESENTS bluesofa中祭り！残暑お見舞い申し上げます。                                                                   | 1公演 9月28日【東京都】SHIBUYA-AX セットリスト 1. アゲハ蝶 |
| 2007年 | Act Against AIDS 2007 15年かヨ！全員集合                                                                                      | 1公演 12月1日【東京都】日本武道館 セットリスト 1. ハネウマライダー 2. リンク 3. ミュージック・アワー |
| 2008年 | Act Against AIDS 2008 THE VARIETY 〜祭だ！ワッショイ！！STOP AIDS〜                                                           | 1公演 12月1日【東京都】日本武道館 セットリスト 1. Love,too Death,too 2. 今宵、月が見えずとも 3. アゲハ蝶 4. ギフト |
| 2009年 | FM802 STILL20 SUNSTAR Ora2 presents ROCK KIDS 802 SPECIAL LIVE -REQUESTAGE 7-                                                 | 1公演 4月29日【大阪府】大阪城ホール セットリスト 1. Heart Beat 2. リンク 3. 今宵、月が見えずとも 4. Mugen 5. ハネウマライダー 6. ミュージック・アワー |
| 2009年 | ap bank fes '09 | 1公演 7月18日【静岡県】ヤマハリゾートつま恋 セットリスト 1. 今宵、月が見えずとも 2. リンク 3. ハネウマライダー |
| 2010年 | Act Against AIDS 2010 "感謝まつり THE VARIETY ジュワッチ!(18)                                                                 | 1公演 12月1日【東京都】日本武道館 セットリスト 1. アゲハ蝶 2. 君は100% 3. ハネウマライダー |
| 2011年 | テレビ朝日ドリームフェスティバル 2011                                                                                         | 1公演 9月25日【東京都】日本武道館 サポートメンバー - 野崎真助 (Dr) - 野崎森男 (Ba) - 宗本康兵 (Key) - NAOTO (Vn) - nang-chang (Mani) セットリスト 1. メドレー - サウダージ - アポロ 2. アゲハ蝶 3. DON'T CALL ME CRAZY 4. ワンモアタイム 5. Mugen 6. ハネウマライダー 7. ミュージック・アワー |
| 2011年 | Act Against AIDS 2011 THE VARIETY 19 -頑張れ！東北-                                                                           | 1公演 12月1日【東京都】日本武道館 セットリスト 1. アゲハ蝶 2. ワンモアタイム 3. ハネウマライダー 4. ゆきのいろ |
| 2012年 | ap bank fes '12 Fund for Japan                                                                                                | 1公演 8月18日【宮城県】live area at 国営みちのく杜の湖畔公園 セットリスト 1. 2012Spark 2. ワンモアタイム 3. アゲハ蝶 4. ハネウマライダー 収録作品 - ライヴ映像作品『ap bank fes '12 Fund for Japan』※「2012Spark」を収録。 |
| 2012年 | テレビ朝日ドリームフェスティバル 2012                                                                                         | 1公演 10月8日【東京都】国立代々木競技場 第一体育館 サポートメンバー - 野崎真助 (Dr) - 野崎森男 (Ba) - 宗本康兵 (Key) - NAOTO (Vn) - nang-chang (Mani) セットリスト 1. 2012Spark 2. ハネウマライダー 3. ワンモアタイム 4. サウダージ 5. カゲボウシ 6. Mugen 7. メリッサ 8. アポロ 9. ミュージック・アワー -ENCORE- 1. アゲハ蝶 |
| 2012年 | Act Against AIDS 2012 THE VARIETY 20                                                                                          | 1会場2公演 11月30日【東京都】日本武道館 12月01日【東京都】日本武道館 セットリスト 1. アゲハ蝶(11/30) 2. アポロ 3. メリッサ 4. ハネウマライダー |
| 2013年 | Anime EXPO 2013 | 1公演 7月6日【アメリカ】Club Nokia サポートメンバー - 野崎真助 (Dr) - 野崎森男 (Ba) - 宗本康兵 (Key) - nang-chang (Mani) セットリスト 1. アポロ 2. 今宵、月が見えずとも 3. 瞬く星の下で 4. ヒトリノ夜 5. アニマロッサ 6. サウダージ 7. Winding Road 8. 愛が呼ぶほうへ 9. Century Lovers 10. Mugen 11. メリッサ 12. ハネウマライダー 13. ミュージック・アワー -ENCORE- 1. アゲハ蝶 2. ジレンマ 3. メリッサ 備考/収録作品 備考 - 北米最大級のアニメイベントにゲスト出演し、キャリア初の海外公演となる単独ライヴを開催。 - 「メリッサ」「今宵、月が見えずとも」「アニマロッサ」「瞬く星の下で」といったアメリカでも放送されていたアニメのタイアップ曲を中心にセットリストが構成された。 収録作品 - 38thシングル『青春花道』※ドキュメント・ダイジェスト映像を収録。 |
| 2013年 | Amuse 35th Anniversary BBQ in つま恋 〜僕らのビートを喰らえコラ！〜                                                           | 1会場2公演 7月13日【静岡県】ヤマハリゾートつま恋 7月14日【静岡県】ヤマハリゾートつま恋 サポートメンバー - 野崎真助 (Dr) - 野崎森男 (Ba) - 宗本康兵 (Key) - NAOTO (Vn) - nang-chang (Mani) セットリスト 1. DON’T CALL ME CRAZY 2. サウダージ (7/13) / メリッサ (7/14) 3. ワンモアタイム (7/13) / 瞬く星の下で (7/14) 4. 今宵、月が見えずとも 5. ネオメロドラマティック 6. Winding Road (7/13) / 愛が呼ぶほうへ (7/14) 7. ハネウマライダー 8. メリッサ (7/13) / Mugen(7/14) 9. ミュージック・アワー -ENCORE- 1. アポロ 2. アゲハ蝶 備考 - ポルノグラフィティが中心となり開催した、アミューズ所属アーティストが一堂に会する野外ライヴイベント。 アミューズ所属のアーティストたちと毎年行っているバーベキュー大会を発展させ、アミューズの設立35周年を記念する盛大な野外ライヴイベントとして、ファンと一緒に盛大に祝うべく企画された。 - ライヴタイトルは新藤が考案したもので、バーベキュー（BBQ）になぞらえて、「B（僕らの）B（ビートを）Q（喰らえコラ！）」と名付けられた。 |
| 2013年 | PENTAPORT ROCK FESTIVAL 2013                                                                                                  | 1公演 8月2日【韓国】仁川ソンドパーク サポートメンバー - 野崎真助 (Dr) - 野崎森男 (Ba) - 宗本康兵 (Key) - nang-chang (Mani) セットリスト 1. 2012Spark 2. 今宵、月が見えずとも 3. 瞬く星の下で 4. サウダージ 5. アポロ 6. 愛が呼ぶほうへ 7. アゲハ蝶 8. Mugen 9. メリッサ 10. ハネウマライダー 11. ミュージック・アワー 収録作品 - 39thシングル『東京デスティニー』※ドキュメント・ダイジェスト映像を収録。 |
| 2013年 | FORMOZ FESTIVAL 2013 野台開唱                                                                                                 | 1公演 8月4日【台湾】台北花博公園 サポートメンバー - 野崎真助 (Dr) - 野崎森男 (Ba) - 宗本康兵 (Key) - nang-chang (Mani) セットリスト 1. 2012Spark 2. 今宵、月が見えずとも 3. 瞬く星の下で 4. サウダージ 5. 愛が呼ぶほうへ 6. アゲハ蝶 7. メリッサ 8. ハネウマライダー 9. ミュージック・アワー 収録作品 - 39thシングル『東京デスティニー』※ドキュメント・ダイジェスト映像を収録。 |
| 2013年 | めざまし LIVE ISLAND TOUR 2013 in 広島                                                                                        | 1公演 9月29日【広島県】BLUE LIVE 広島 サポートメンバー - 野崎真助 (Dr) - 野崎森男 (Ba) - 宗本康兵 (Key) - nang-chang (Mani) セットリスト 1. 2012Spark 2. サウダージ 3. エピキュリアン 4. 東京デスティニー 5. アポロ 6. 青春花道 7. ワンモアタイム 8. ハネウマライダー |
| 2013年 | FM802 GRAND FRONT OSAKA GET THE CHANCE SPECIAL LIVE 2013                                                                      | 1公演 11月9日【大阪府】グランフロント大阪 うめきた広場 サポートメンバー - 野崎真助 (Dr) - 野崎森男 (Ba) - 宗本康兵 (Key) - nang-chang (Mani) セットリスト 1. サウダージ 2. 青春花道 3. サボテン 4. ジレンマ 5. アポロ 6. ハネウマライダー 備考 - FM802とグランフロント大阪がストリートミュージシャンを応援するプロジェクトの一環として行ったライヴイベント。 - ストリートライヴ出身のアーティストであることから第1回目ゲストとして出演した。 大阪の路上にてライヴを行うのは『ストリートライヴ in 城天』（2000年11月）以来、実に13年ぶり。 |
| 2013年 | Act Against AIDS 2013 THE VARIETY 21                                                                                          | 1公演 12月1日【東京都】日本武道館 セットリスト 1. 青春花道 2. メリッサ 3. ミュージック・アワー 4. ハネウマライダー |
| 2014年 | FM802 25th ANNIVERSARY 802GO! SPECIAL LIVE -RADIO MAGIC-                                                                      | 1公演 5月31日【大阪府】大阪城ホール セットリスト 1. To Be With You 2. ハネウマライダー 3. ひとひら 4. ミュージック・アワー |
| 2014年 | 沖縄からうた開き！ うたの日コンサート2014 in 嘉手納                                                                           | 1公演 6月28日【沖縄県】嘉手納町兼久海浜公園 サポートメンバー - 佐藤大輔 (Dr) - 野崎森男 (Ba) - 宗本康兵 (Key) - nang-chang (Mani) セットリスト 1. サウダージ 2. アゲハ蝶 3. ハネウマライダー 4. ミュージック・アワー |
| 2014年 | Amuse Fes 2014 BBQ in つま恋 〜僕らのビートを喰らえコラ！〜                                                                   | 1公演 7月19日【静岡県】ヤマハリゾートつま恋 サポートメンバー - 野崎真助 (Dr) - 野崎森男 (Ba) - 宗本康兵 (Key) - nang-chang (Mani) セットリスト 1. NaNaNa サマーガール 2. 今宵、月が見えずとも 3. サウダージ 4. 2012Spark 5. メジャー 6. ハネウマライダー 7. ミュージック・アワー |
| 2014年 | MONSTER baSH 2014 | 1公演 8月24日【香川県】空海STAGE at 国営讃岐まんのう公園内 芝生広場 サポートメンバー - 野崎真助 (Dr) - 野崎森男 (Ba) - 宗本康兵 (Key) - 藤井洋 (Key) - nang-chang (Mani) セットリスト 1. 2012Spark 2. Mugen 3. アポロ 4. ワンモアタイム 5. ハネウマライダー |
| 2014年 | 小畑ポンプ生誕50年記念演奏会 Day2（仮）                                                                                       | 1公演 10月6日【東京都】渋谷Star lounge セットリスト 1. Hungry Spider 2. ラスト オブ ヒーロー 3. クリスチーナ 4. サウダージ 5. アポロ -ENCORE- 1. Let's go to the answer |
| 2014年 | テレビ朝日ドリームフェスティバル 2014                                                                                         | 1公演 10月12日【東京都】国立代々木競技場 第一体育館 サポートメンバー - 佐藤大輔 (Dr) - 野崎森男 (Ba) - 藤井洋 (Key) - nang-chang (Mani) セットリスト 1. メリッサ 2. サウダージ 3. リンク 4. ワン・ウーマン・ショー 〜甘い幻〜 5. 俺たちのセレブレーション 6. ワンモアタイム 7. Mugen 8. ハネウマライダー |
| 2014年 | Act Against AIDS 2014 THE VARIETY 22                                                                                          | 1公演 12月1日【東京都】日本武道館 セットリスト 1. 俺たちのセレブレーション 2. ハネウマライダー (w/平岡祐太) 3. サウダージ (w/平岡祐太・三浦春馬) 4. メリッサ |
| 2015年 | Amuse Fes 2015 BBQ in つま恋 〜僕らのビートを喰らえコラ！〜                                                                   | 1公演 7月19日【静岡県】ヤマハリゾートつま恋 サポートメンバー - 野崎真助 (Dr) - 野崎森男 (Ba) - 宗本康兵 (Key) - nang-chang (Mani) セットリスト 1. ネオメロドラマティック 2. 幸せについて本気出して考えてみた 3. サウダージ 4. 瞬く星の下で 5. 愛が呼ぶほうへ 6. ラック 7. メリッサ 8. ハネウマライダー 9. オー！リバル -ENCORE- 1. Ohhh!!! HANABI 収録作品 - ライヴ映像作品『14thライヴサーキット "The dice are cast" Live in OSAKA-JO HALL 2015』 |
| 2015年 | 音楽プロデューサー本間昭光 生誕50周年記念 本間祭2015 〜これがホンマに本間の音楽祭〜                                           | 1公演 11月27日【東京都】NHKホール セットリスト 1. シスター 2. カルマの坂 3. ハネウマライダー |
| 2015年 | Act Against AIDS 2015 THE VARIETY 23 ～23年目のちょこっとリニューアル! 武道館の中心であれもこれも叫ぶ!!～                     | 1公演 12月1日【東京都】日本武道館 サポートメンバー - 野崎真助 (Dr) - 野崎森男 (Ba) - 宗本康兵 (Key) - nang-chang (Mani) セットリスト 1. オー！リバル 2. 幸せについて本気出して考えてみた 3. サウダージ 4. ハネウマライダー |
| 2016年 | FM802 SPECIAL LIVE 紀陽銀行presents REQUESTAGE 14                                                                             | 1公演 4月29日【大阪府】大阪城ホール サポートメンバー - 野崎真助 (Dr) - 野崎森男 (Ba) - 宗本康兵 (Key) - nang-chang (Mani) セットリスト 1. 今宵、月が見えずとも 2. サウダージ 3. THE DAY 4. オー！リバル 5. ハネウマライダー |
| 2016年 | JOIN ALIVE 2016 | 1公演 7月17日【北海道】いわみざわ公園野外音楽堂キタオン サポートメンバー - 野崎真助 (Dr) - 野崎森男 (Ba) - 宗本康兵 (Key) - nang-chang (Mani) セットリスト 1. アポロ 2. THE DAY 3. サウダージ 4. ひとひら 5. オー！リバル 6. メリッサ 7. ハネウマライダー |
| 2016年 | SUPER SLIPPA 7 2016 TAIPEI SUPER SUMMER MUSIC FESTIVAL                                                                        | 1公演 7月31日【台湾】SUPER STAGE at 台北南港天覽館 サポートメンバー - 野崎真助 (Dr) - 野崎森男 (Ba) - 宗本康兵 (Key) - nang-chang (Mani) セットリスト 1. メリッサ 2. アポロ 3. サウダージ 4. オー！リバル 5. アゲハ蝶 6. ハネウマライダー 7. Ohhh!!! HANABI 8. THE DAY 収録作品 - 44thシングル『LiAR/真っ白な灰になるまで、燃やし尽くせ』※「THE DAY」を収録。 - ライヴ映像作品『横浜ロマンスポルノ'16 〜THE WAY〜 Live in YOKOHAMA STADIUM』※「THE DAY」を除く7曲を収録。 |
| 2016年 | VIVA！真赤激！ | 1会場2公演 11月16日【広島県】広島文化学園HBGホール 11月17日【広島県】広島文化学園HBGホール サポートメンバー - 野崎真助 (Dr) - 野崎森男 (Ba) - 宗本康兵 (Key) - nang-chang (Mani) セットリスト \| DAY1 1. オー！リバル 2. サウダージ 3. メリッサ 4. 真っ白な灰になるまで、燃やし尽くせ 5. みんなのカープ 6. LiAR 7. アゲハ蝶 8. ワンモアタイム 9. THE DAY 10. ハネウマライダー -ENCORE- 1. アポロ \| DAY2 1. みんなのカープ 2. Mugen 3. LiAR 4. オー！リバル 5. 真っ白な灰になるまで、燃やし尽くせ 6. THE DAY 7. ハネウマライダー} \| |
| 2016年 | Act Against AIDS 2016 THE VARIETY 24 ～魂の俳優大熱唱！ 助けてミュージシャン！～                                              | 1公演 12月1日【東京都】日本武道館 セットリスト 1. 海の声 (w/島袋優) 2. Wonderful Tonight (w/島袋優) 3. Lady Madonna (w/島袋優・藤原さくら) 4. ハネウマライダー (w/島袋優・藤原さくら) |
| 2017年 | SUGA SHIKAO 20th Anniversary スガフェス！～20年に一度のミラクルフェス～                                                       | 1公演 5月6日【埼玉県】さいたまスーパーアリーナ セットリスト 1. アゲハ蝶 2. スガシカオ メドレー (w/スガシカオ) - 黄金の月 - SWEET BABY - コノユビトマレ 3. ハネウマライダー (w/スガシカオ) 収録作品 - ライヴ映像作品『スガフェス！～20年に一度のミラクルフェス～』※「スガシカオ メドレー」を収録。 |
| 2017年 | Amuse Fes in MAKUHARI 2017 -rediscover-                                                                                       | 1公演 6月4日【千葉県】幕張メッセ国際展示場 9-10ホール サポートメンバー - 野崎真助 (Dr) - 野崎森男 (Ba) - tasuku (Gt) - 宗本康兵 (Key) - nang-chang (Mani) セットリスト 1. ワンモアタイム 2. THE DAY 3. メドレー - ポリリズム - 君に届け - 福笑い 4. オー！リバル 5. Ohhh!!! HANABI 6. ミュージック・アワー |
| 2017年 | ROCK IN JAPAN FESTIVAL 2017                                                                                                   | 1公演 8月12日【茨城県】GLASS STAGE at 国営ひたち海浜公園 サポートメンバー - 野崎真助 (Dr) - 野崎森男 (Ba) - tasuku (Gt) - 宗本康兵 (Key) - nang-chang (Mani) セットリスト 1. 今宵、月が見えずとも 2. メリッサ 3. アゲハ蝶 4. THE DAY 5. 渦 6. Mugen 7. オー！リバル 8. ハネウマライダー 9. アポロ 収録作品 - 47thシングル『ブレス』 |
| 2017年 | MONSTER baSH 2017 | 収録作品 8月19日【香川県】空海STAGE at 国営讃岐まんのう公園内 芝生広場 サポートメンバー - 野崎真助 (Dr) - 野崎森男 (Ba) - tasuku (Gt) - 宗本康兵 (Key) - nang-chang (Mani) セットリスト 1. 今宵、月が見えずとも 2. THE DAY 3. サウダージ 4. ハネウマライダー 5. アポロ |
| 2017年 | SPACE SHOWER SWEET LOVE SHOWER 2017                                                                                           | 1公演 8月26日【山梨県】LAKE STAGE at 山中湖交流プラザきらら サポートメンバー - 野崎真助 (Dr) - 野崎森男 (Ba) - tasuku (Gt) - 宗本康兵 (Key) - nang-chang (Mani) セットリスト 1. 今宵、月が見えずとも 2. THE DAY 3. オー！リバル 4. ミュージック・アワー 5. ハネウマライダー 6. アポロ |
| 2017年 | 11thアルバム『BUTTERFLY EFFECT』リリース記念 スペシャルLIVE                                                                   | 1公演 10月24日【東京都】新橋駅西口広場（SL広場） サポートメンバー - 野崎真助 (Dr) - 野崎森男 (Ba) - 宗本康兵 (Key) - 篤志 (Mani) セットリスト 1. キング&クイーン 2. Working men blues 備考 - 11thアルバム『BUTTERFLY EFFECT』のリリース前日に開催したゲリラライヴ。 - 同作の収録曲「Working men blues」が働く人の背中を押す応援ソングであることから、サラリーマンの聖地・新橋で開催され、ライヴ開始1時間前の告知ながら約2000人を集めた。また、このライヴの模様はLINE LIVEで生中継された。 |
| 2018年 | Amuse Fes in MAKUHARI 2018 -雨男晴女-                                                                                         | 1公演 6月2日【千葉県】幕張メッセ国際展示場 9-11ホール サポートメンバー - 野崎真助 (Dr) - 野崎森男 (Ba) - tasuku (Gt) - 皆川真人 (Key) - nang-chang (Mani) セットリスト 1. 電光石火 2. THE DAY 3. 空想科学少年 4. カメレオン・レンズ 5. サボテン 6. 天気職人 7. ハネウマライダー 8. アゲハ蝶 |
| 2018年 | 9ジラジ公開録音 with ポルノグラフィティ in しまなみ supported by 尾道市文化協会                                               | 1公演 6月9日【広島県】因島市民会館 セットリスト 1. Aokage 2. アゲハ蝶 |
| 2018年 | テレビ朝日ドリームフェスティバル 2018                                                                                         | 1公演 9月17日【千葉県】幕張メッセ 国際展示場 9-11ホール サポートメンバー - 野崎真助 (Dr) - 高間有一 (Ba) - tasuku (Gt) - 宗本康兵 (Key) - nang-chang (Mani) セットリスト 1. カメレオン・レンズ 2. アニマロッサ 3. アポロ 4. Winding Road 5. アゲハ蝶 6. ハネウマライダー |
| 2018年 | バズリズムLIVE 2018 | 1公演 11月4日【神奈川県】横浜アリーナ サポートメンバー - 野崎真助 (Dr) - 石村順 (Ba) - tasuku (Gt) - ただすけ (Key) - nang-chang (Mani) セットリスト 1. オー！リバル 2. サウダージ 3. ROLL 4. Zombies are standing out 5. ラック 6. THE DAY 7. ハネウマライダー |
| 2019年 | Amuse Fes in MAKUHARI 2019 〜恋とか愛とか〜                                                                                   | 1公演 6月1日【千葉県】幕張メッセ国際展示場 9-11ホール サポートメンバー - 野崎真助 (Dr) - 須長和広 (Ba) - tasuku (Gt) - 皆川真人 (Key) - nang-chang (Mani) セットリスト 1. 電光石火 2. PRISON MANSION 3. サウダージ 4. 愛が呼ぶほうへ 5. カルマの坂 6. フラワー 7. ミュージック・アワー 8. アポロ |
| 2019年 | ROCK IN JAPAN FESTIVAL 2019                                                                                                   | 1公演 8月12日【茨城県】GLASS STAGE at 国営ひたち海浜公園 サポートメンバー - 野崎真助 (Dr) - 須長和広 (Ba) - tasuku (Gt) - 皆川真人 (Key) - nang-chang (Mani) セットリスト 1. メリッサ 2. ハネウマライダー 3. サウダージ 4. カメレオン・レンズ 5. Zombies are standing out 6. THE DAY 7. アゲハ蝶 8. ミュージック・アワー |
| 2022年 | SONGS & FRIENDS produced by 武部聡志 Music Tree Glow to the SKYE & their family                                               | 1公演 4月30日【神奈川県】パシフィコ横浜 国立大ホール セットリスト 1. サウダージ 2. TOKIO 備考 - 武部聡志プロデュースによる一夜限りのプレミアムコンサート『SONGS&FRIENDS』シリーズの第4弾。 - ポルノグラフィティとしては約3年ぶりのライヴイベントへの出演となった。 |
| 2023年 | ROCK IN JAPAN FESTIVAL 2023                                                                                                   | 1公演 8月6日【千葉県】千葉市蘇我スポーツ公園 サポートメンバー - 玉田豊夢 (Dr) - 山口寛雄 (Ba) - tasuku (Gt) - 皆川真人 (Key) セットリスト 1. ミュージック・アワー 2. サウダージ 3. ギフト 4. アビが鳴く 5. アゲハ蝶 6. メリッサ 7. ハネウマライダー 収録作品 - 53rdシングル『解放区』 |
| 2023年 | SPACE SHOWER SWEET LOVE SHOWER 2023                                                                                           | 1公演 8月26日【山梨県】山中湖交流プラザきらら サポートメンバー - 田中駿汰 (Dr) - 高間有一 (Ba) - tasuku (Gt) - 皆川真人 (Key) セットリスト 1. ミュージック・アワー 2. メリッサ 3. サウダージ 4. THE DAY 5. アゲハ蝶 6. ハネウマライダー |
| 2024年 | ANIPLEX 20th Anniversary Event -THANX-                                                                                        | 1公演 1月7日【東京都】東京ガーデンシアター セットリスト 1. メリッサ |
| 2024年 | ROCK IN JAPAN FESTIVAL 2024                                                                                                   | 1公演 8月10日【千葉県】千葉市蘇我スポーツ公園 サポートメンバー - 玉田豊夢 (Dr) - 須長和広 (Ba) - tasuku (Gt) - 皆川真人 (Key) セットリスト 1. THE DAY 2. メリッサ 3. OLD VILLAGER 4. ミュージック・アワー 5. オー！リバル 6. サウダージ 7. ROLL 8. ハネウマライダー 9. アゲハ蝶 |
| 2025年 | NAOTO 20th Anniversary Live "SERENDIPITY"                                                                                     | 1公演 8月15日【東京都】東京国際フォーラム・ホールA |
| 2025年 | RISING SUN ROCK FESTIVAL 2025 in EZO                                                                                          | 1公演 8月16日【北海道】石狩湾新港樽川ふ頭横野外特設ステージ |
| 2025年 | 音楽と髭達2025 -ONE NIGHT Rock'n Roll SHOW-                                                                                   | 1公演 8月30日【新潟県】HARD OFF ECO スタジアム新潟 |
| 2025年 | ROCK IN JAPAN FESTIVAL 2025                                                                                                   | 1公演 9月14日【千葉県】千葉市蘇我スポーツ公園 |
| 2025年 | Akimitsu Homma 60th anniversary concert "RESONANCE"                                                                           | 1公演 9月26日【東京都】東京ガーデンシアター 9月27日【東京都】東京ガーデンシアター |
| DAY1 1. オー！リバル 2. サウダージ 3. メリッサ 4. 真っ白な灰になるまで、燃やし尽くせ 5. みんなのカープ 6. LiAR 7. アゲハ蝶 8. ワンモアタイム 9. THE DAY 10. ハネウマライダー -ENCORE- 1. アポロ | DAY2 1. みんなのカープ 2. Mugen 3. LiAR 4. オー！リバル 5. 真っ白な灰になるまで、燃やし尽くせ 6. THE DAY 7. ハネウマライダー} | |

## 出演

### ラジオ
| 放送局       | 番組名                                    | 放送開始      | 放送終了       | 備考 |
| ------------ | ----------------------------------------- | ------------- | -------------- | --- |
| FM FUJI      | HOT NIGHT GONG                            | 1999年3月     | 1999年10月     | 初のレギュラー番組。 |
| bayfm        | 限界ポルノラジオ                          | 1999年7月7日  | 2002年3月25日  | |
| AIR-G'       | SOUND OF NUDE                             | 1999年10月2日 | 1999年12月25日 | |
| TOKYO-FM     | ラジオ黄金時代 PART2 MIDNIGHT BEAT        | 1999年10月4日 | 2000年3月27日  | |
| FM愛媛       | ポルノグラフィティ ミカン果汁1%           | 1999年10月9日 | 2000年9月      | |
| ニッポン放送 | ポルノグラフィティのR317                  | 2000年3月28日 | 2000年12月26日 | 『加藤晴彦の@llnightnippon.com』内で放送されていたミニ番組。 2001年1月放送開始の『ポルノグラフィティのallnightnippon SUPER!』の前身番組にあたる。 |
| ニッポン放送 | ポルノグラフィティのallnightnippon SUPER! | 2001年1月10日 | 2003年3月      | |

### 音楽番組

#### NHK紅白歌合戦
- 出場回数: 13回

| 出演回数 | 放送年(放送回) | 演奏披露曲       | 備考 |
| -------- | -------------- | ---------------- | --- |
| 1        | 2000年(第51回) | サウダージ       | 歌唱順は3番手（白組では2番手）で、全13回の出場の中で最も早い登場である。 |
| 2        | 2002年(第53回) | Mugen            | 演奏披露曲は同年のFIFAワールドカップNHK放送テーマソング。 同日にカウントダウン公演（SPECIAL LIVE 2002-2003 "BITTER SWEET MUSIC BIZ"）を控えていたため、演奏後に会場を後にした。     |
| 3        | 2004年(第55回) | 黄昏ロマンス     | この年行われた「出場歌手希望世論調査」では白組の9位にランクインした。 同日にカウントダウン公演（5th Anniversary Special Live "PURPLE'S"）を控えていたため、演奏後に会場を後にした。 |
| 4        | 2005年(第56回) | ジョバイロ       | この年行われた「スキウタ〜紅白みんなでアンケート〜」では、2000年に披露した「サウダージ」が最終順位で白組12位にランクインした。                                                      |
| 5        | 2006年(第57回) | ハネウマライダー | |
| 6        | 2007年(第58回) | リンク           | |
| 7        | 2008年(第59回) | ギフト           | |
| 8        | 2009年(第60回) | アニマロッサ     | |
| 9        | 2010年(第61回) | 君は100%         | 同日にカウントダウン公演（11thライヴサーキット "∠TARGET" ENCORE）を控えていたため、演奏後に会場を後にした。                                                                         |
| 10       | 2011年(第62回) | ワンモアタイム   | 同日にカウントダウン公演（幕張ロマンスポルノ'11 〜DAYS OF WONDER〜）を控えていたため、演奏後に会場を後にした。                                                                      |
| 11       | 2012年(第63回) | カゲボウシ       | 演奏披露曲は同年にNHKで放送されていたドラマ『つるかめ助産院〜南の島から〜』の主題歌。                                                                                               |
| 12       | 2013年(第64回) | 青春花道         | |
| 13       | 2014年(第65回) | アポロ           | 初めて出場年と異なる年にリリースされた楽曲を披露。 |

#### ミュージックステーション
- 出演回数: 79回（歴代12位 ※2024年4月時点）

| 出演回数 | 放送日         | 演奏披露曲                        | 備考                                                     |
| -------- | -------------- | --------------------------------- | -------------------------------------------------------- |
| 1        | 1999年09月17日 | アポロ                            |                                                          |
| 2        | 2000年02月04日 | ヒトリノ夜                        |                                                          |
| 3        | 2000年07月14日 | ミュージック・アワー              |                                                          |
| 4        | 2000年09月15日 | サウダージ                        |                                                          |
| 5        | 2000年12月08日 | サボテン                          |                                                          |
| 6        | 2000年12月29日 | ミュージック・アワー              | スーパーライブ初出演。                                   |
| 6        | 2000年12月29日 | サウダージ                        | スーパーライブ初出演。                                   |
| 6        | 2000年12月29日 | サボテン                          | スーパーライブ初出演。                                   |
| 7        | 2001年03月02日 | オレ、天使                        | 初めてシングル表題曲以外の楽曲を披露。                   |
| 8        | 2001年06月29日 | アゲハ蝶                          |                                                          |
| 9        | 2001年09月28日 | ヴォイス                          |                                                          |
| 10       | 2001年10月19日 | ヴォイス                          |                                                          |
| 11       | 2001年12月28日 | アゲハ蝶                          |                                                          |
| 11       | 2001年12月28日 | ヴォイス                          |                                                          |
| 12       | 2002年03月08日 | 幸せについて本気出して考えてみた  |                                                          |
| 13       | 2002年04月05日 | ビタースイート                    |                                                          |
| 14       | 2002年05月17日 | Mugen                             |                                                          |
| 15       | 2002年12月27日 | Mugen                             |                                                          |
| 16       | 2003年02月07日 | 渦                                |                                                          |
| 17       | 2003年03月14日 | ヴィンテージ                      |                                                          |
| 18       | 2003年10月03日 | メリッサ                          |                                                          |
| 19       | 2003年11月07日 | 愛が呼ぶほうへ                    | 初のトップバッターを担当。                               |
| 20       | 2003年12月26日 | メリッサ                          | Tamaを含む3人体制での最後の出演。                        |
| 21       | 2004年09月10日 | シスター                          |                                                          |
| 22       | 2004年12月24日 | 黄昏ロマンス                      |                                                          |
| 23       | 2005年03月04日 | ネオメロドラマティック            |                                                          |
| 24       | 2005年04月01日 | アゲハ蝶                          |                                                          |
| 24       | 2005年04月01日 | ROLL                              |                                                          |
| 25       | 2005年08月05日 | NaNaNa サマーガール               |                                                          |
| 26       | 2005年12月23日 | ジョバイロ                        |                                                          |
| 27       | 2006年07月07日 | ハネウマライダー                  |                                                          |
| 28       | 2006年09月22日 | Winding Road                      |                                                          |
| 29       | 2006年11月24日 | ライン                            |                                                          |
| 30       | 2006年12月22日 | ハネウマライダー                  |                                                          |
| 31       | 2007年07月20日 | リンク                            |                                                          |
| 32       | 2007年08月31日 | ベアーズ                          |                                                          |
| 33       | 2007年10月05日 | リンク                            |                                                          |
| 34       | 2007年12月21日 | リンク                            |                                                          |
| 35       | 2008年02月15日 | あなたがここにいたら              |                                                          |
| 36       | 2008年04月04日 | あなたがここにいたら              |                                                          |
| 37       | 2008年06月20日 | 痛い立ち位置                      |                                                          |
| 38       | 2008年08月22日 | ギフト                            |                                                          |
| 39       | 2008年10月03日 | Love,too Death,too                |                                                          |
| 40       | 2008年10月24日 | A New Day                         |                                                          |
| 41       | 2008年11月28日 | 今宵、月が見えずとも              |                                                          |
| 42       | 2008年12月26日 | 今宵、月が見えずとも              |                                                          |
| 43       | 2009年08月21日 | この胸を、愛を射よ                |                                                          |
| 44       | 2009年09月11日 | この胸を、愛を射よ                |                                                          |
| 44       | 2009年09月11日 | アポロ                            |                                                          |
| 45       | 2009年12月25日 | アニマロッサ                      |                                                          |
| 46       | 2010年02月12日 | 瞳の奥をのぞかせて                | ミュージックステーション1000回記念スペシャル             |
| 47       | 2010年04月02日 | サウダージ                        |                                                          |
| 47       | 2010年04月02日 | MONSTER                           |                                                          |
| 48       | 2010年10月29日 | 君は100%                          |                                                          |
| 49       | 2010年12月24日 | サウダージ                        |                                                          |
| 49       | 2010年12月24日 | 君は100%                          |                                                          |
| 50       | 2011年03月04日 | EXIT                              |                                                          |
| 51       | 2011年09月09日 | ワンモアタイム                    |                                                          |
| 52       | 2011年11月18日 | ゆきのいろ                        |                                                          |
| 53       | 2011年12月23日 | ワンモアタイム                    |                                                          |
| 53       | 2011年12月23日 | アポロ                            |                                                          |
| 54       | 2012年02月10日 | 2012Spark                         |                                                          |
| 55       | 2012年04月06日 | メジャー                          |                                                          |
| 56       | 2012年10月05日 | カゲボウシ                        |                                                          |
| 57       | 2012年12月21日 | 2012Spark                         |                                                          |
| 58       | 2013年02月22日 | 瞬く星の下で                      |                                                          |
| 59       | 2013年09月06日 | 青春花道                          |                                                          |
| 60       | 2013年11月29日 | アポロ                            |                                                          |
| 60       | 2013年11月29日 | メリッサ                          |                                                          |
| 60       | 2013年11月29日 | ミュージック・アワー              |                                                          |
| 61       | 2013年12月27日 | アゲハ蝶                          |                                                          |
| 61       | 2013年12月27日 | サウダージ                        |                                                          |
| 62       | 2014年09月05日 | 俺たちのセレブレーション          |                                                          |
| 63       | 2015年09月26日 | アポロ                            |                                                          |
| 63       | 2015年09月26日 | 俺たちのセレブレーション          |                                                          |
| 64       | 2014年10月31日 | ワン・ウーマン・ショー 〜甘い幻〜 |                                                          |
| 65       | 2014年12月26日 | 俺たちのセレブレーション          |                                                          |
| 66       | 2015年04月24日 | オー！リバル                      |                                                          |
| 67       | 2015年08月21日 | オー！リバル                      |                                                          |
| 68       | 2015年09月23日 | サウダージ                        |                                                          |
| 69       | 2015年12月25日 | オー！リバル                      |                                                          |
| 70       | 2016年05月27日 | THE DAY                           |                                                          |
| 71       | 2016年09月19日 | アゲハ蝶                          |                                                          |
| 72       | 2016年11月25日 | LiAR                              |                                                          |
| 73       | 2016年12月23日 | LiAR                              | この年でスーパーライブへの連続出演記録が17年で途切れる。 |
| 74       | 2017年09月01日 | キング＆クイーン                  |                                                          |
| 75       | 2017年09月18日 | ミュージック・アワー              |                                                          |
| 76       | 2018年03月23日 | カメレオン・レンズ                |                                                          |
| 77       | 2018年12月21日 | アゲハ蝶                          | 2年ぶりのスーパーライブへの出演。                        |
| 78       | 2019年07月19日 | VS                                |                                                          |
| 79       | 2022年08月05日 | 暁                                |                                                          |
| 79       | 2022年08月05日 | メリッサ                          |                                                          |

#### 日テレ系音楽の祭典 ベストアーティスト
- 出演回数: 18回（19回出演の嵐に次ぐ歴代2位）

| 出演回数 | 放送年 | 演奏披露曲               | 備考                                             |
| -------- | ------ | ------------------------ | ------------------------------------------------ |
| 1        | 2001年 | アゲハ蝶                 | 同番組の初回放送であり、トップバッターを務めた。 |
| 2        | 2002年 | Mugen                    |                                                  |
| 3        | 2004年 | 黄昏ロマンス             |                                                  |
| 4        | 2005年 | ジョバイロ               |                                                  |
| 5        | 2006年 | ハネウマライダー         |                                                  |
| 6        | 2008年 | 今宵、月が見えずとも     |                                                  |
| 7        | 2009年 | サウダージ               |                                                  |
| 7        | 2009年 | アゲハ蝶                 |                                                  |
| 7        | 2009年 | ミュージック・アワー     |                                                  |
| 7        | 2009年 | アニマロッサ             |                                                  |
| 8        | 2010年 | アポロ                   |                                                  |
| 8        | 2010年 | 君は100%                 |                                                  |
| 9        | 2011年 | ハネウマライダー         |                                                  |
| 9        | 2011年 | アゲハ蝶                 |                                                  |
| 9        | 2011年 | ゆきのいろ               |                                                  |
| 10       | 2012年 | カゲボウシ               |                                                  |
| 10       | 2012年 | メリッサ                 |                                                  |
| 10       | 2012年 | ミュージック・アワー     |                                                  |
| 11       | 2013年 | アポロ                   |                                                  |
| 11       | 2013年 | サウダージ               |                                                  |
| 12       | 2014年 | ハネウマライダー         |                                                  |
| 12       | 2014年 | 俺たちのセレブレーション |                                                  |
| 13       | 2015年 | オー！リバル             |                                                  |
| 14       | 2016年 | LiAR                     |                                                  |
| 15       | 2017年 | キング&クイーン          |                                                  |
| 16       | 2018年 | フラワー                 |                                                  |
| 17       | 2021年 | テーマソング             | 2019年以来、約850日ぶりとなる音楽番組への出演。  |
| 18       | 2022年 | Zombies are standing out |                                                  |

### CM
- 大塚製薬「ポカリスエット」MUSIC LEAGUE2000（2000年）
- エフティ資生堂「ティセラ・ヘアコロンシャンプー・トコナッツココナッツ」（2001年）
- 武田食品工業「C1000・ビタミンレモン」（2005年）
- サントリー「PEPSI NEX」（2010年）
- ソニー「ウォークマン NW-A50シリーズ」（2018年）

## 罪と罰
罪と罰（つみとばつ）は、新藤ガナリ（Vo/Ba）、キャノンボール・タマ（Gt）、桂三枝（Dr）から成るポルノグラフィティのパートチェンジバンドである。
- 「仙台でメジャーデビューを目指す新人バンド」という設定があり、2002年に行われた下表の公演でポルノグラフィティに先立ちオープニングアクトを務めた[20]。
- 東京体育館公演を最後に活動休止状態となっているが、新藤ガナリ曰く「キャノンボールがやるって言えば（また）やる」とのこと。
- ライヴ映像作品『"BITTER SWEET MUSIC BIZ" LIVE IN BUDOKAN 2002』のボーナス映像には、数秒ではあるが練習風景や東京体育館公演での演奏シーンが収録されている。

| 公演日         | ライヴタイトル                                  | 会場        | 演奏曲             |
| -------------- | ----------------------------------------------- | ----------- | ------------------ |
| 2002年09月24日 | 5thライヴサーキット "BITTER SWEET MUSIC BIZ"    | Zepp Sendai | Tears in Heaven    |
| 2002年12月30日 | SPECIAL LIVE 2002-2003 "BITTER SWEET MUSIC BIZ" | 東京体育館  | 第九 〜Rock Ver.〜 |